# Бароко

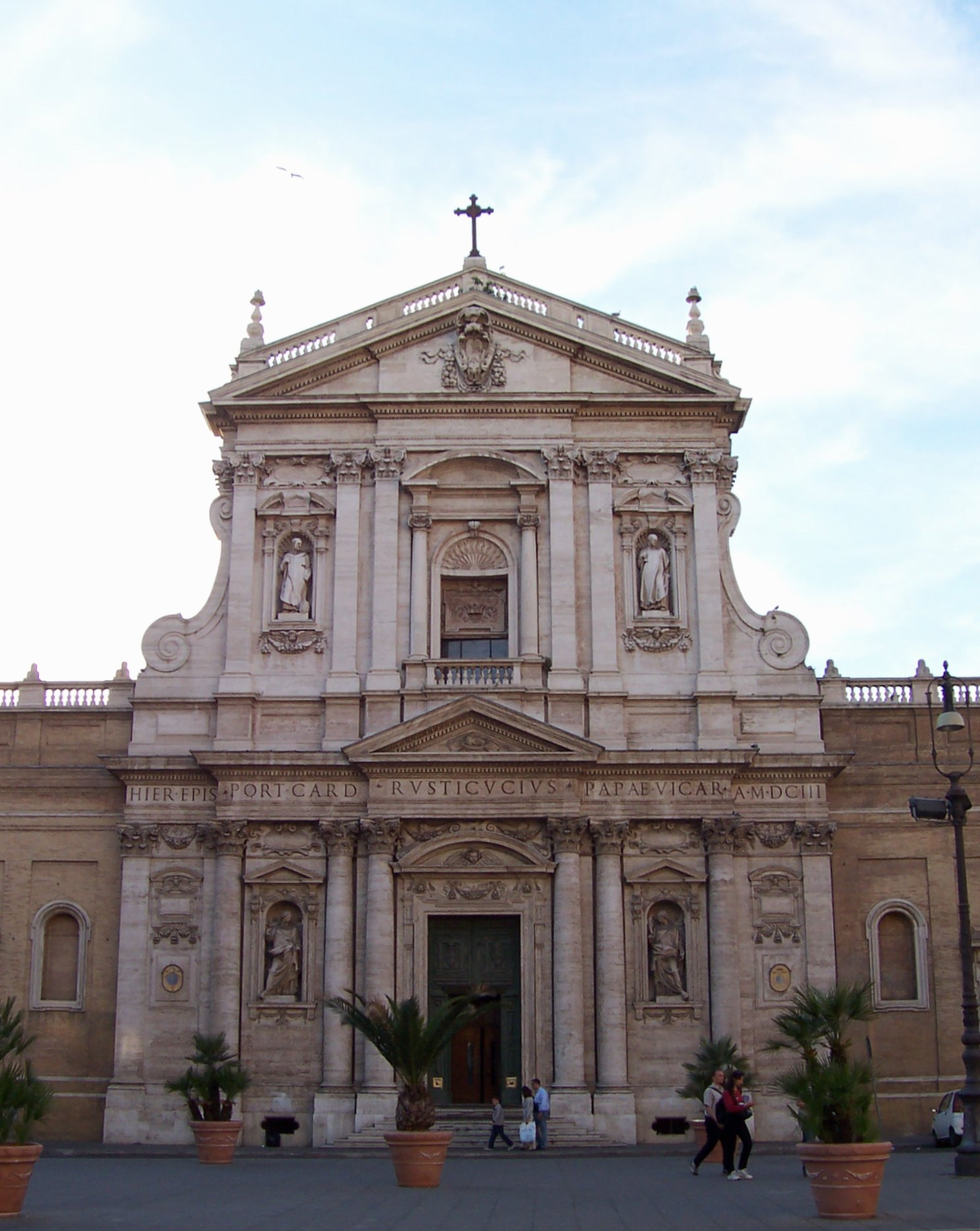
Арх. Карло Мадерно, церква Св. Сусанни у Римі, один з перших зразків римського бароко, 1603 рік.

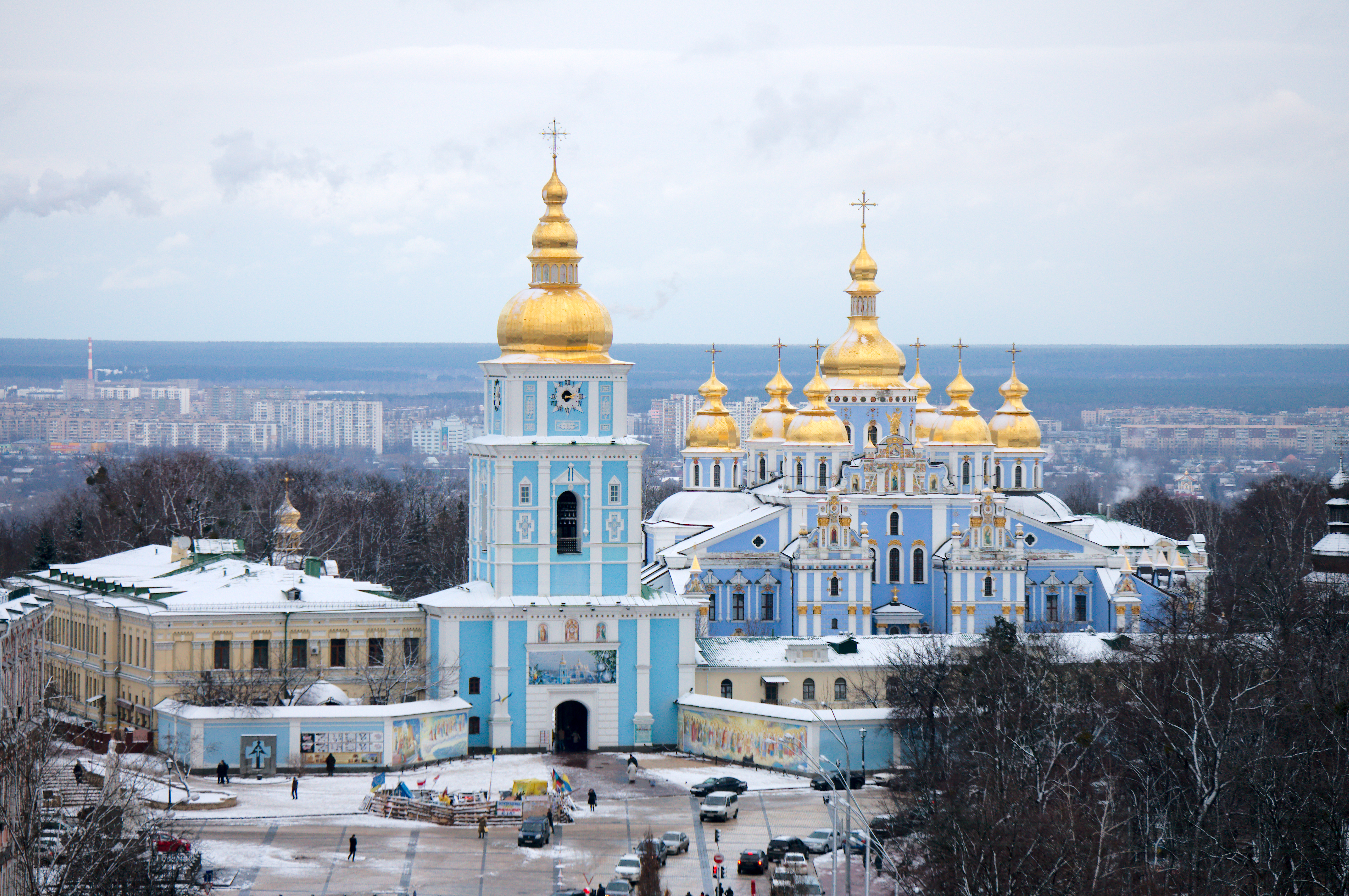
Михайлівський Золотоверхий собор у Києві (1113), — характерний приклад стилю українського бароко.

Аннібале Карраччі, малюнок до стінопису в галереї Фарнезе, 1597 р(?)

Баро́ко (від порт. barroco ісп. barrueco та фр. baroque — «перлина неправильної форми») — стиль у європейському мистецтві (живописі, скульптурі, музиці, літературі) та архітектурі початку XVI століття — кінця XVII століття. Хронологічно бароко слідує за Ренесансом та маньєризмом, за ним іде Класицизм. За естетичним визначенням, бароко — стиль, що виникає на хвилі кризи гуманізму. Він висловлює бажання насолоджуватись дарунками життя, мистецтва і природи. Якщо ренесанс мав незначне поширення у країнах за межами Західної Європи, то з доби бароко почалося справжнє поширення європейської цивілізації на інші континенти.
Великого значення в цей час набули церемоніали, етикет, ушляхетнення способу життя й зовнішнього вигляду людини. Ці постулати знайшли своє відображення в мистецтві. Основні риси стилю бароко — парадність, урочистість, пишність, динамічність. Особливо треба відзначити прагнення до синтезу мистецтв — взаємопроникнення архітектури, скульптури, живопису й декоративного мистецтва.
Архітектура бароко вирізняється просторовим розмахом, плавністю й складним поєднанням криволінійних форм, злиттям об'ємів у динамічну масу, багату на скульптурний декор. Часто зустрічаються розгорнуті колонади, пілястри. Куполи набувають складних форм, стають багатоярусними. Характерні деталі бароко — теламон (атлант), каріатида й маскарон.
Батьківщиною бароко вважається Італія та її такі визначні мистецькі центри як Рим, Мантуя, меншою мірою — Венеція і Флоренція, де зберігаються перші зразки бароко в архітектурі, скульптурі, живописі.

## Загальна характеристика
Культура та література бароко позначена прагненням вразити читача пишним оздобленням твору, відтворенням постійного руху, пишності, вихору часу, алегоризмом, різкими контрастами, тенденцією життєствердного сприйняття дійсності, вираженням просвітницької тематики.
Передвісником бароко в архітектурі вважають Мікеланджело Буонарроті (1475—1564). Саме він підсилив архітектуру велетенським ордером, широко використовував карнизи, подвоєння пілястр та колон, тісняву архітектурних елементів та надлюдський розмір. Скульптурні та архітектурні твори генія й досі справляють враження скорботи, напруги, нервовості, хоча зберігають чітку побудову, симетрію і потойбічну, майже неможливу красу.
Передвісником бароко в живописі називають Мікеланджело Караваджо (1571—1610) — деякі дослідники видокремлюють караваджизм від бароко, інші — об'єднують.
Засновником бароко як аріхтектурного стилю, або ж принаймні першим архітектором, який цілком належав до нього, вважають Карло Мадерно.
Характерною для бароко є пишнота, парадність, яскравість кольорів, контрастність, екстравагантність орнаменту, асиметрія конструкцій. У бароковій архітектурі панують сильні контрасти об'ємів, перебільшена пластика фасадів, ефекти світлотіні та кольору. Живопис і скульптура відзначаються декоративно-театральними композиціями, тонкою розробкою колориту й ефектів освітлення, ускладненою пластикою, парадністю. У музиці — поява опери, розвиток вільного поліфонічного стилю (зокрема у творчості Йоганна Себастьяна Баха).
Бароковий стиль домінував у європейському мистецтві в XVII столітті. В деяких країнах він також захопив кінець XVI і середину XVIII століть (Італія, Польща, Австрія, Україна, Латинська Америка). Представниками цього стилю в живописі є Пітер Пауль Рубенс, Антон ван Дейк (Фландрія), Веласкес (Іспанія), Кортона, в архітектурі — Лоренцо Берніні (Італія), в літературі: Педро Кальдерон (Іспанія), Агріпа д'Обіньє (Франція), в музиці період бароко тривав з 1600 до 1750 рр., представниками якого є Клаудіо Монтеверді, Антоніо Вівальді, Йоганн Себастьян Бах, Ґеорґ Фридерик Гендель.

## Походження терміна
Назва стилю має французьке походження. Етимологію слова достеменно не встановлено: одні дослідники вказують на французьке слово «baroco» — логічна формула беззмістовного, інші — на зв'язок із назвою перлини мушлі, що має подовжену, неправильну форму.
Слово «barocco» зустрічається й в італійських джерелах стосовно нечесного прийому в торгівлі. Французькі класицисти близько середини XVIII століття перенесли цей термін в художню літературу: Ф. Міліція у 1797 р. застосовує його в сучасному нам сенсі.

## Історія
Бароко виникло і набуло великого розвитку в Італії, замінивши прості та ясні форми мистецтва Раннього і Високого Відродження. Пов'язане зі шляхетською культурою часів розквіту абсолютизму, бароко було покликане прославляти аристократію й церкву. Але в ньому відбилися і прогресивні ідеї, зумовлені тогочасною боротьбою за національну єдність у різних країнах Європи. Водночас бароко відкрило нові можливості для мистецтва, що особливо яскраво виявилися в синтезі мистецтв, у створенні грандіозних міських і паркових ансамблів тощо.
Найкращі представники італійського бароко: архітектор і скульптор Лоренцо Берніні, архітектори Франческо Борроміні і Карло Фонтана, Ювара, живописці П'єтро да Кортона, Джордано Лука, Маньяско, Дж. Б. Тьєполо. Здобуті в Італії досягнення бароко лягли в основу подальшого розвитку мистецтва Іспанії та її американських колоній, а також Німеччини, частково Франції, Фландрії, Польщі та України в її складі, Австрії та Чехословаччини в її складі тощо.
Демократичну гілку бароко в живописі уособлювали твори Караваджо та його послідовників — серед них Валантен де Булонь, Хосе де Рібера, Массімо Станціоне, Танціо да Варалло, Сальватор Роза, Жерар Дюфе та ін.
Особливо стилем бароко переймалися єзуїти. Завдяки їхнім зусиллям бароко поширилося тодішнім світом й іноді навіть називалося стилем єзуїтів. Воно досягло Америки і Філіппін, Китаю тощо. Відомо, що єзуїти оселилися і в Китаї. Будучи знавцями й майстрами бароко, вони ознайомили китайських майстрів зі стилістикою бароко, якою зацікавився сам імператор Цянлун. Для нього і побудували барокову садибу за європейським зразком із палацом, фонтанами в саду, бароковими павільйонами і лабіринтом. Збереглися гравюри, що зафіксували барокову садибу з садом у Китаї.

## Дух та стиль бароко
Коли з'ясувалося, що ідучи напрямками, якими йшло мистецтво Відродження, уже не можна було досягти нових результатів, живопис бароко виступив на інший шлях.

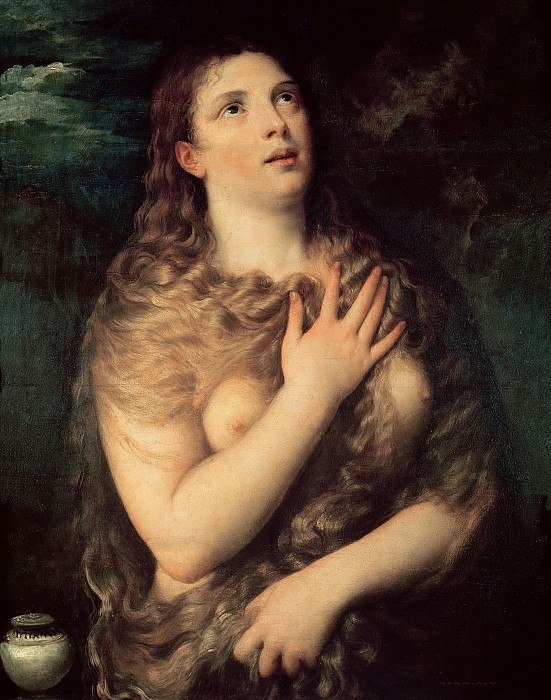
Каяття Марії Магдалини, Тіціан

XVI століття було епохою вічного спокою. Однак тепер люди потребували пристрасті та бурхливого пафосу. Тому на картинах зовсім не зустрічаються спокійні лиця. Водночас зображення мучеників давали можливість передавати усі можливі відтінки страждань. Інші ж теми обиралися лише для того, щоб мати привід для відтворення гримаси бурних веселощів, лиць що сміються та кричущих ротів.
Пристрасним лицям відповідали схвильовані рухи тіл. Живопис бароко вибирав певні теми заради можливості зображати дику несамовитість. Тому особливо популярними були сцени війни та викрадення.
Що стосується форми, то пізній Ренесанс визнавав лише загальні ідеалізовані форми. Все індивідуальне вважалось вульгарним, тому портретний живопис став другорядним жанром. А от у XVII столітті не лише виступає ціла фаланга першокласних портретистів (Веласкес, Галс, Рембрандт), але й релігійний живопис знову стає портретним. Сміливий натуралізм витісняє красу. Прообразами святих обирають бідних старих з різкими рисами та втомленими обличчями.
Художники XVI століття обходили все гидке. Натомість бароко з любов'ю зображає проказу, сліпоту та божевільність. Окрім цього, мистецтво Ренесансу витіснило деталі заради монументальності. Однак тепер захоплення деталями було дуже сильне.
Що стосується ліній, то кватроченто любило усе вугласте, а чінквеченто все округле. Характерна риса живопису бароко полягає у тому, що вона намагалась обривати і руйнувати правильні лінії.
Живопис бароко знаменує перемогу барвистості над пластикою. Не лише у скульптуру вводяться принципи живопису (Берніні), але й сам живопис звільняється від гіпнозу пластичного ідеалу і виступає на свій власний шлях.
Світло грає велику роль у живописі бароко. Воно стало фактором, що розбиває форму та визначає композицію. Спочатку перевага надавалась різкому контрасту між темним та світлим. Темний — фон. Цим пояснюється чому фігури в картинах епохи бароко дуже рідко бувають з непокритою головою. Крізь темряву подекуди виблискують різкі світлові плями. Художники тієї епохи часто використовували штучне освітлення. Це не виблискуюче світло, а світло маслянисте, плоско падаюче.
У XVII столітті разом з тим відкрилася властива фарбам здатність викликати настрій. Око вже не бачить ніяких ліній, а лише маси, що розпливаються, не бачить рівномірну метрику побудови, а лише живописну композицію, яка зв'язується лише зі світлом і вибудовується в залежності від світла і тіні, від світлих та темних мас.

## Техніка олійного живопису Бароко

#### Техніка писання картин Караваджо[2]
Використовуючи всю технічну та мистецько-історичну інформацію, яку ми зараз маємо про картини, які можна міцно віднести до Караваджо, можна так підсумувати його технічну практику:
1. Переважне використання лляного полотна, встановленого на дерев'яному фільтрі.
2. Перевага темного червоно-коричневого ґрунту, часто залишається видимим, і використовується як середній тонус.
3. Використання драматичного освітлення з одним джерелом.
4. Не використовувалися попередні замальовки, він починав вільно малювати контури форм у темній фарбі і розмішувати основні світлі масиви свинцевими білилами (abozzo).
5. Караваджо працював з обмеженою палітрою, характерною для художників XVII століття: кольори оксиду заліза (червона охра, жовта охра, умбра), кілька мінеральних пігментів (верміліон, свинцево-жовтий, свинцево-білий), сажа газова і ярь-мідянка (verdigris). Переважали земляні і охристі кольори, яскраві кольори завжди були завуальовані.[3]

## Бароко в архітектурі

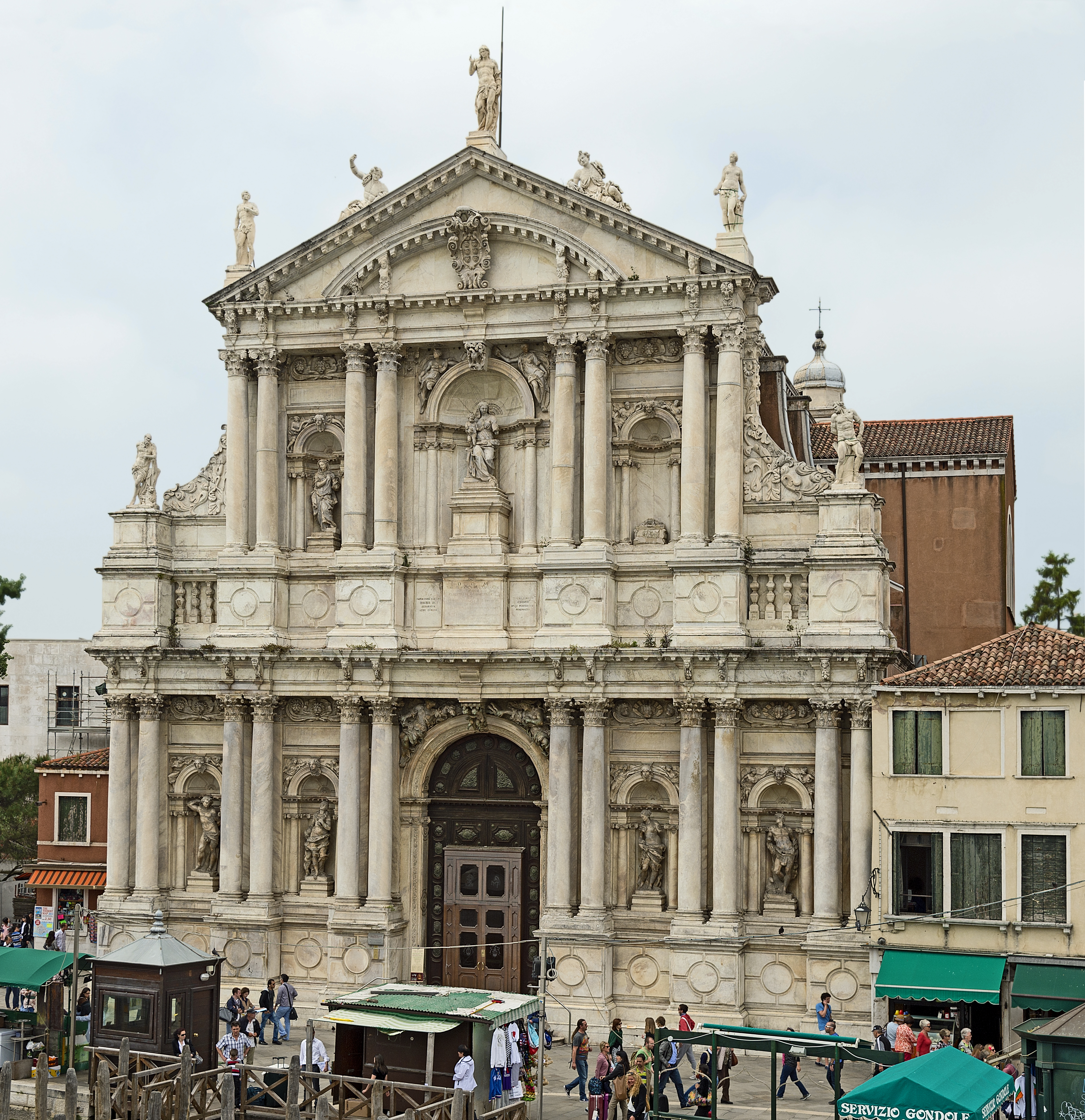
Церква Скальці в Венеції (босих кармелітів), арх. Бальдассаре Лонґена, XVII ст.

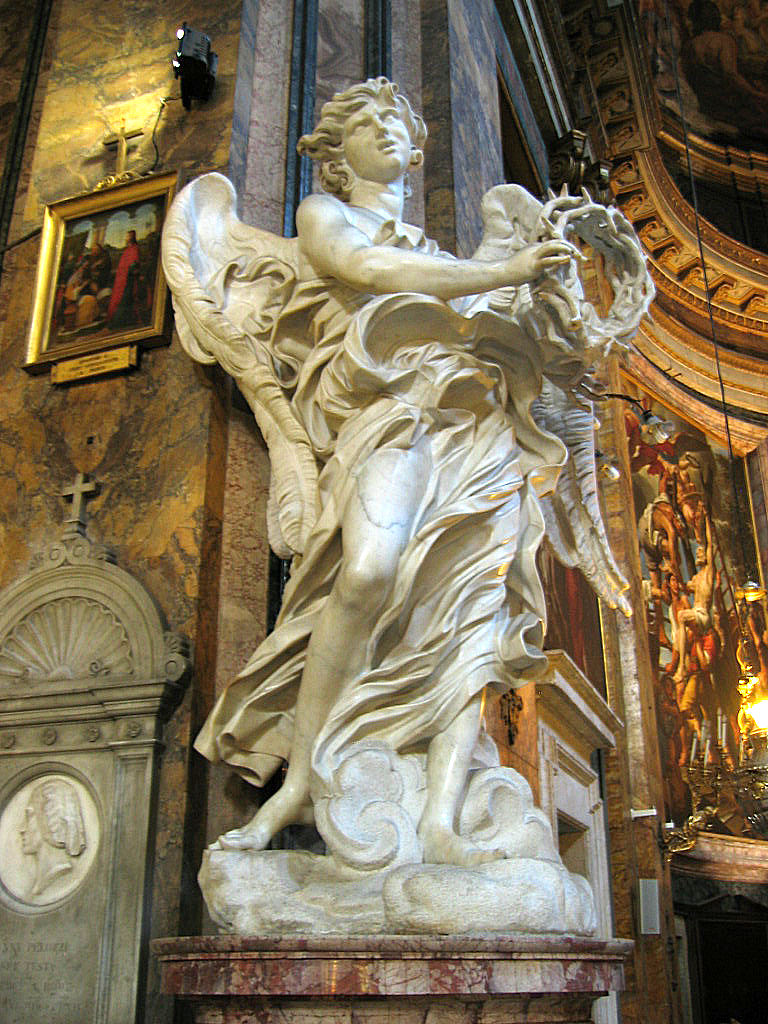
Статуя янгола з терновим вінцем Л. Берніні у Сант Андреа делле Фратте

Інтер'єри стилю бароко використовували золото, срібло, мідь, кістку, мармур, різні породи дерева, мозаїку, облицювання шпоном. Як декоративні елементи застосовували дзеркала, скульптуру та малярство (Рубенс і пізній Рембрандт), стіни затягували дорогими тканинами, прикрашали ліпниною.
У цей період значного розвитку набули: порцеляна, дзеркало, перламутр, слонова кістка, кам'яна мозаїка. Круги й овали замінені складними спіралями, гладкі поверхні — увігнутими й опуклими. Різьба кучерявих стебел, мушель, гірлянд. Уперше з'являються кімнати з обшивкою стін в єдиному стилі з меблями. У барокових меблів з'являються складні позолочені різьблені елементи, м'які сидіння, оббиті дорогими яскравими тканинами і рясно прикрашені бахромою. Меблярі часто застосовували такий вишуканий прийом, як інверсія — чергування елементів, замість дуба використовували м'який горіх, більш придатний для різьблення і полірування, також використовували бронзові позолочені накладки.

## Бароко в ювелірній справі

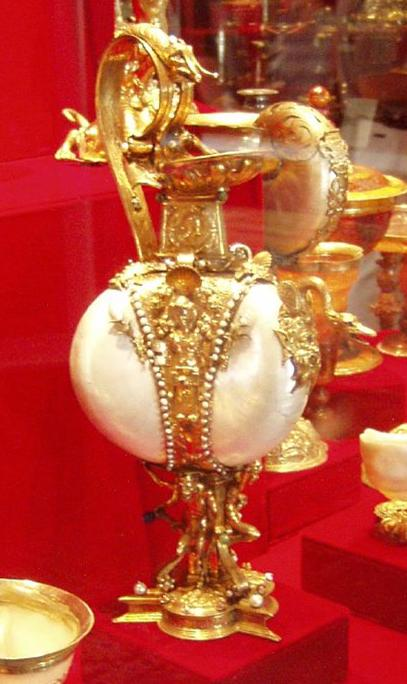
Глек, золото і дві мушлі наутілуса, майстерні Амстердама. Музей срібла (Флоренція)

Вельможі-голландці, данці, шведи, французи й італійці — шаленіли від краси цих келихів. Створення подібних келихів відоме з доби середньовіччя. Крім золота, якого було небагато, швидко почали використовувати срібло чи коштовні камені, мінерали й екзотичні речі, перш за все корали. Згодом додалися кокосові горіхи і яйця страусів — і через їх незвичність для європейців, і через магічні властивості, якими їх тоді наділяли. В добу Великих географічних відкриттів до екзотичних речей, які завозили в Західну Європу, додалися великі за розмірами мушлі з тропічних морів. Особливо виділялися ювелірні майстерні XVII століття міст Німеччини — Гамбург, Нюрнберг, Аугсбург. Майстерні європейські ювеліри, що вже мали значний досвід в обробці деревини, рогів, слонової кістки, узялися обробляти й мушлі тропічних морів. Брудні і потьмянілі, мушлі набували нетутешньої краси в яскравому освітленні після технологічної обробки. Їх відмивали від бруду, декілька днів обробляли слабкими розчинами кислоти, а потім лужними розчинами для нейтралізації кислот знімали верхній шар. Боки очищеної мушлі, що грала перламутром, або залишали недоторканими, або додатково обробляли різьбленням чи гравіюванням. І різьба, і гравіювання мали свої варіанти. Різьблений візерунок міг бути рельєфним на тому ж тлі. Гравіювання нагадувало створення дошки-матриці на металі, тільки в цьому випадку матеріалом слугувала поверхня мушлі, з якої не збирались робити відбитків на папері. Малюнок міг бути рослинного характеру чи навіть сценою з фантастичними чи міфологічними персонажами. Іноді виготовляли невеличкі комплекти келихів із фантастичними істотами — келих-нереїда, келих-морський кінь і келих-одноріг. Келих із зібрань Музею історії мистецтв (Відень), виготовлений з яйця страуса. Його ніжка — золоте коло з червоними коралами, що підтримують фігурку самого страуса, який і несе келих-яйце з кришкою, теж прикрашеною шматками коралів. Майстри-ювеліри з Амстердаму поєднували дві мушлі наутилуса в одному золоченому глеку. Келих із подвійного наутилуса у збірці Музею срібла (Флоренція) має різьблений рослинний рельєф, пофарбований контрастно щодо тла. Міфологічні сцени на кришках келихів — справжня енциклопедія популярних барокових персонажів.
Іноді робили дрібні клепки, що утримували маленькі коштовні камінці. Мушлю кріпили на ніжку, зазвичай скульптурну. Сюжетна скульптура могла бути і на верхівці келиха, перетворюючи келих на справжній шедевр ювелірства. Келих на картині Віллема Калфа «Келих Наутілус та китайська порцеляна» прикрашають фігурка бога морів Нептуна та кит, що поглинає Іону.
Подібним келихом вже переставали користуватись і він переходив у статус унікуму, парадного посуду, окраси пишного бенкету, часто був дипломатичним подарунком особі-володарю іншої держави. Майстерні Гамбурга виготовляли золочені і срібні тарелі, вази, келихи, підсвічники, розноси, чарки, курильниці — ароматниці. Данський королівський двір 1628 року був вимушений закласти подібні ювелірні вироби в ломбарди, аби швидко отримати гроші в казну, спорожнілу через Тридцятилітню війну. Невикуплені коштовні речі перейшли іншим володарям. Частку коштовного посуду перевезли вітрильниками в порт Московії Архангельськ, де його за золото придбали для царського двору.
Навіть у самому Гамбурзі залишилось не так багато подібних виробів доби бароко. В XVIII столітті в скрутну годину урядовий сенат Гамбурга наказав переплавити срібні вироби заради карбування срібних монет. Збереглися лише речі, що перейшли в інші країни як дипломатичні дарунки.
У XX столітті — келихи стануть надбанням державних скарбниць і великих музеїв в містах Флоренція (Музей срібла), Нью-Йорк (Музей мистецтва Метрополітен), Санкт-Петербург, Париж, Амстердам, Лос-Анджелес, Москва, Делфт, Дрезден, Гамбург, Аугсбург, Нюрнберг тощо.

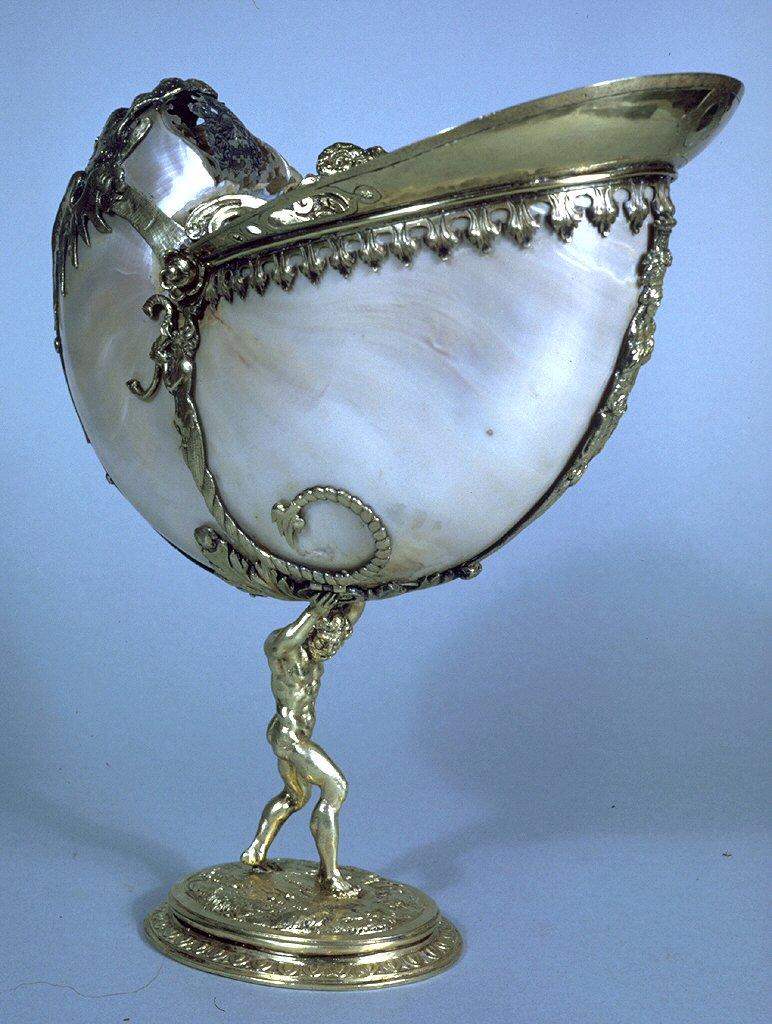
Келих з наутілусом, Невідомий з Нідерландів XVI ст., Волтерс арт музей, Балтимор.
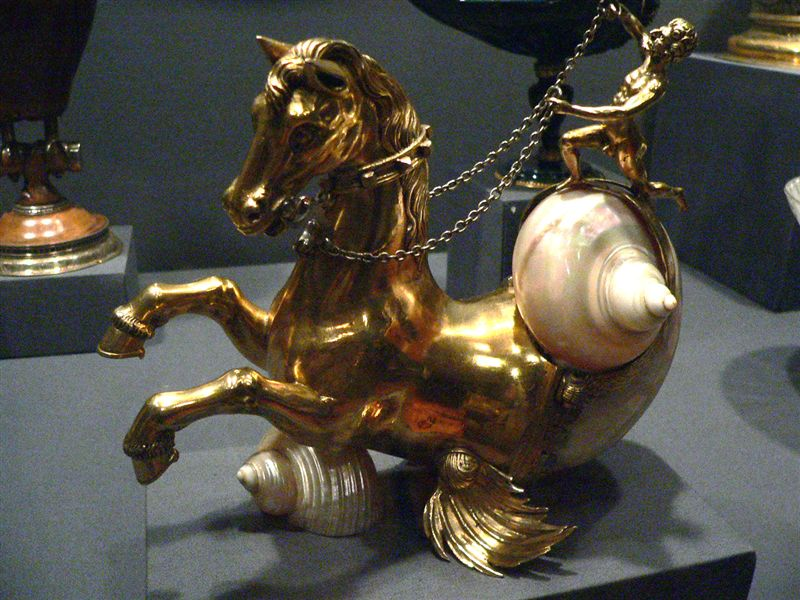
Келих з морським конем, майстерні Німеччини. Державний музей мистецтв Лос-Анджелеса, Каліфорнія
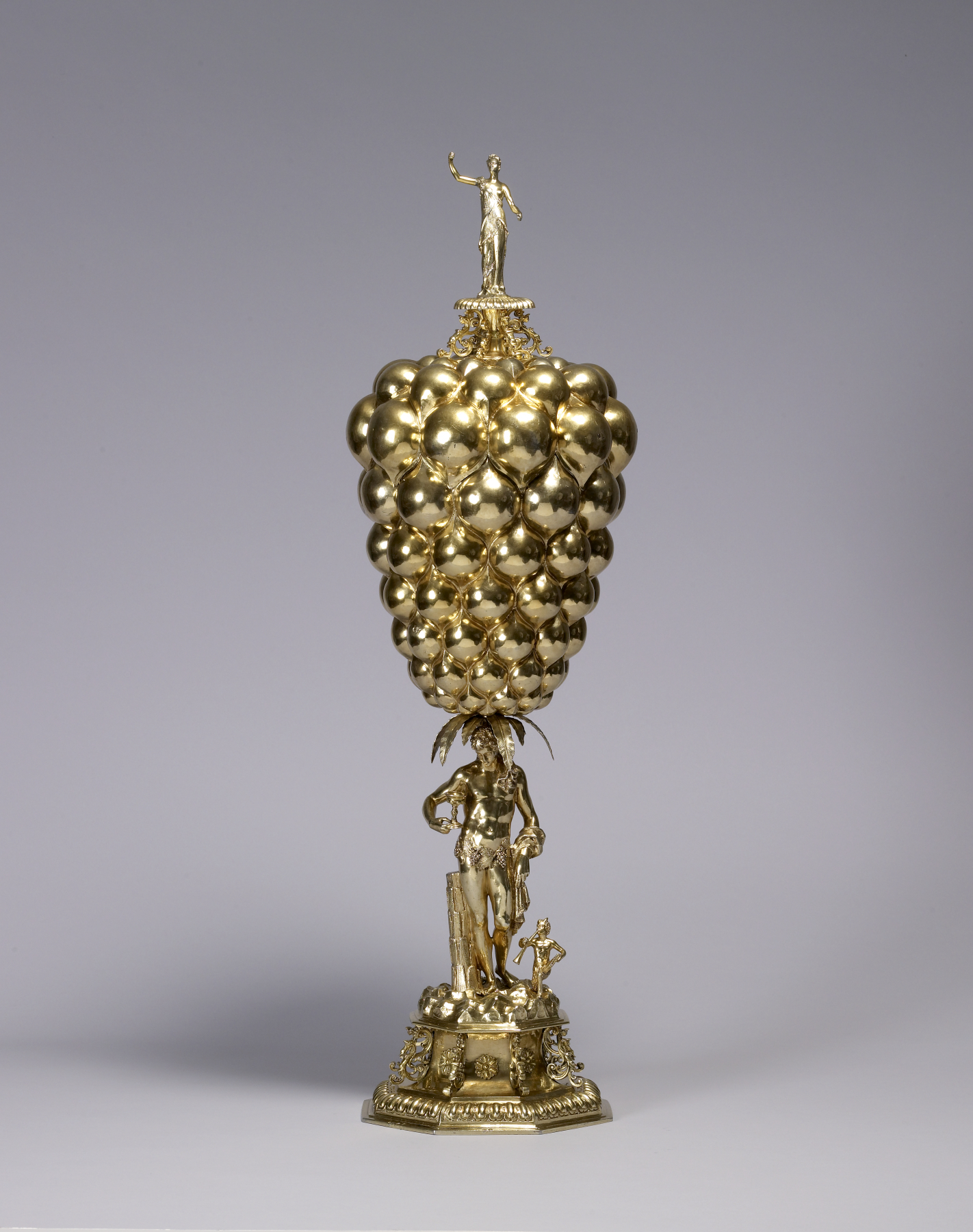
Ганс Келлнер, Нюрнберг, бл. 1600 р. Келих «Виноградне гроно і Вакх», Волтерс арт музей, Балтимор

## Малюнки доби бароко
Основною темою для пейзажного малярства були: міські пейзажі, море, французькі жанрові сцени з інтер'єрами барокових палаців.

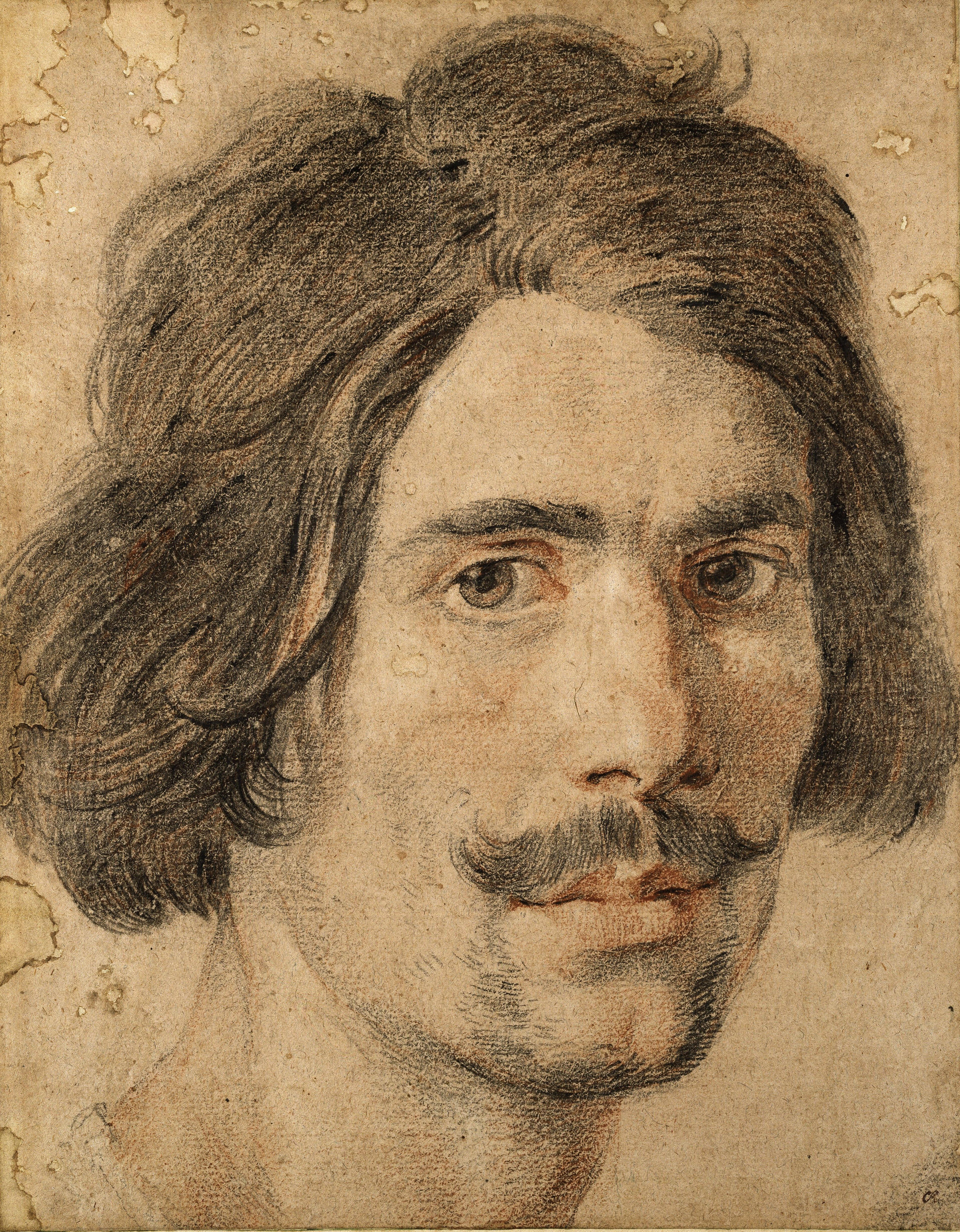
Автопортрет Берніні, малюнок 1625, Оксфорд, Ашмолеан музей
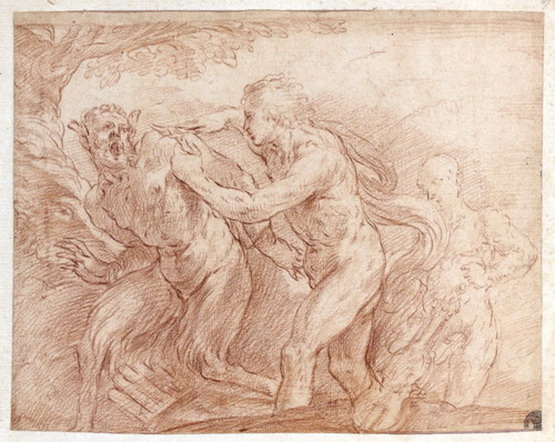
Фламініо Торре. «Аполлон карає Марсія за перемогу в музичному змаганні»
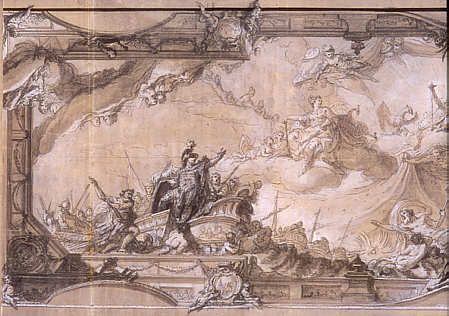
Матеус Гюнтер, ескіз плафона «Еней», 1757, Новий замок, Штутгарт
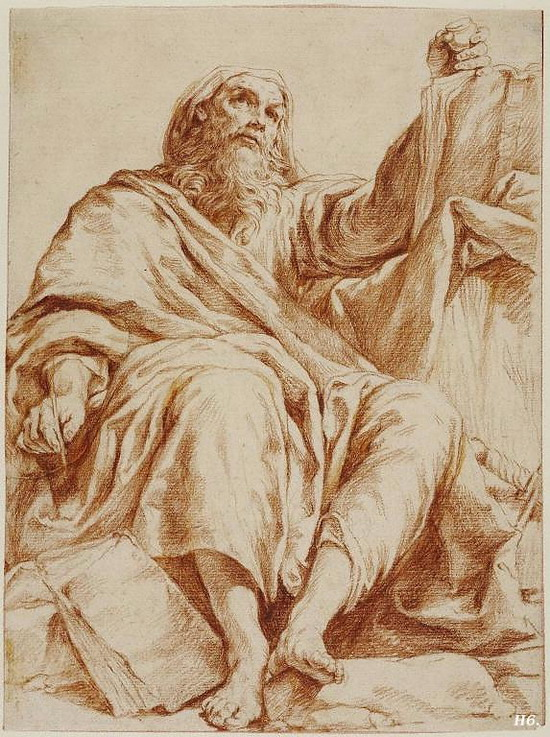
Джузеппе Марія Креспі, «Апостол Павло», Музей Гетті, Сполучені Штати
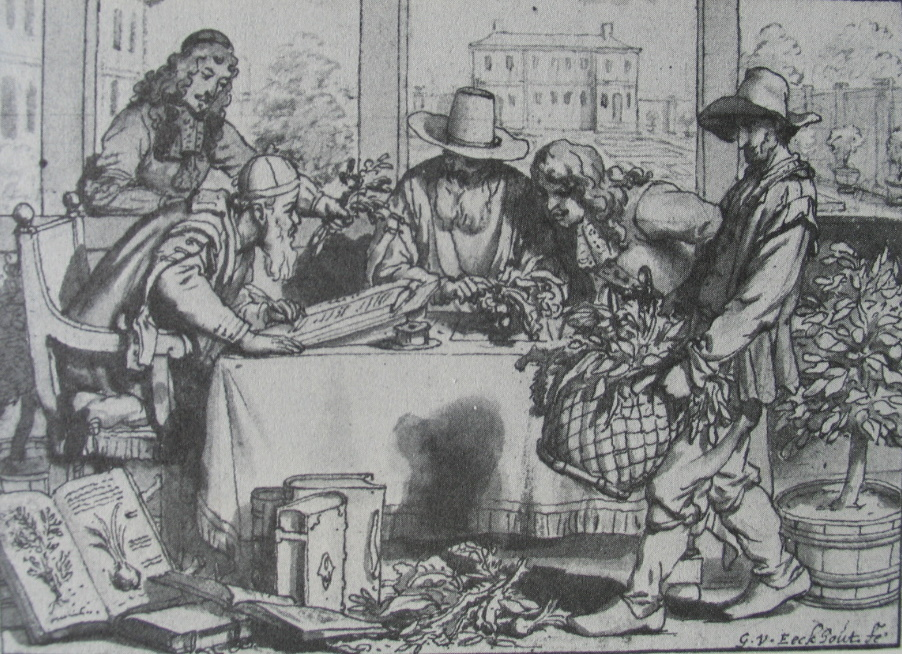
Худ. Ґербранд ван ден Екгоут (1621–1674). «Ботанічний гурток за роботою», середина XVII ст.
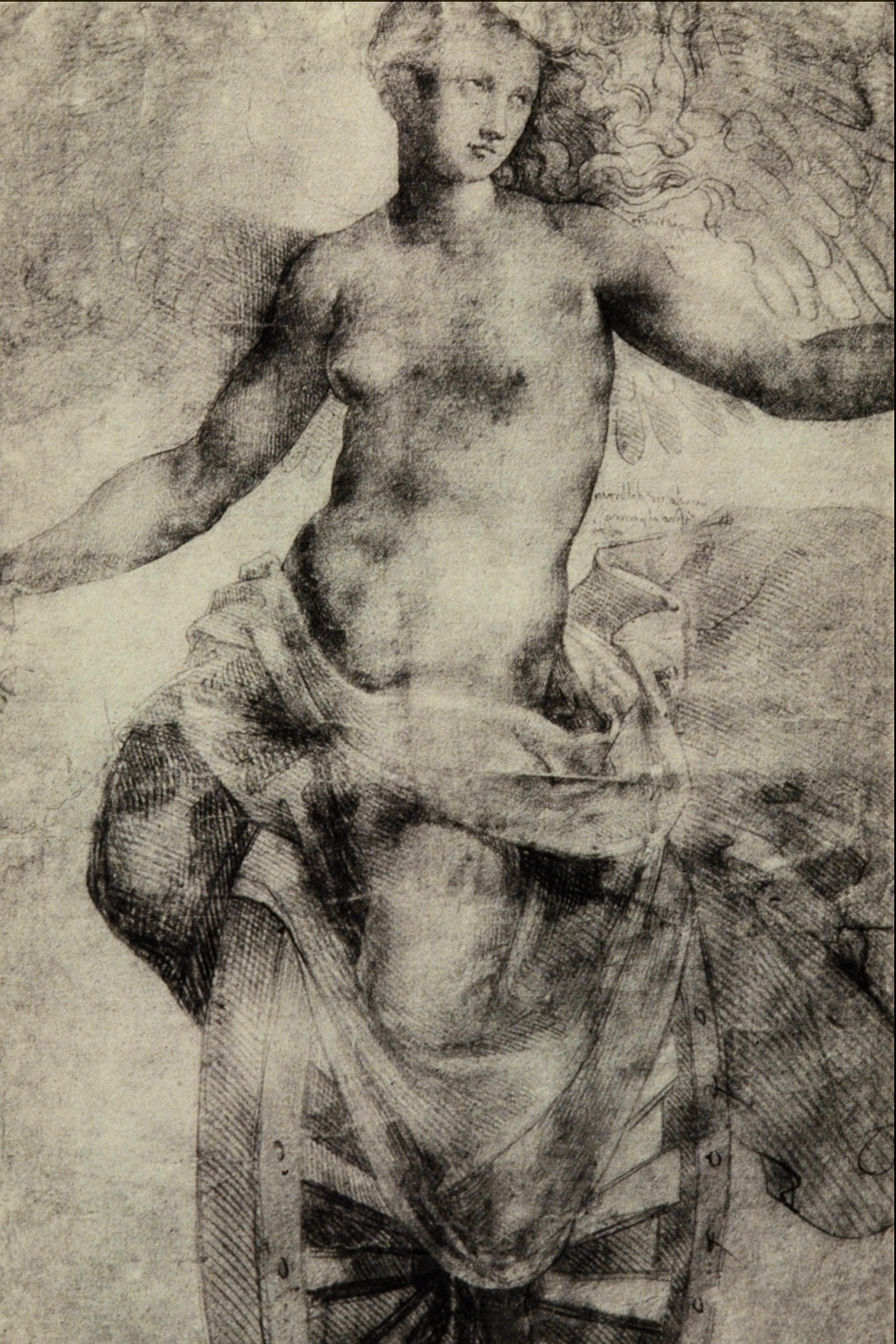
Кристофано Аллорі, малюнок «Мінлива Фортуна», до 1620

## Світські фрески доби бароко

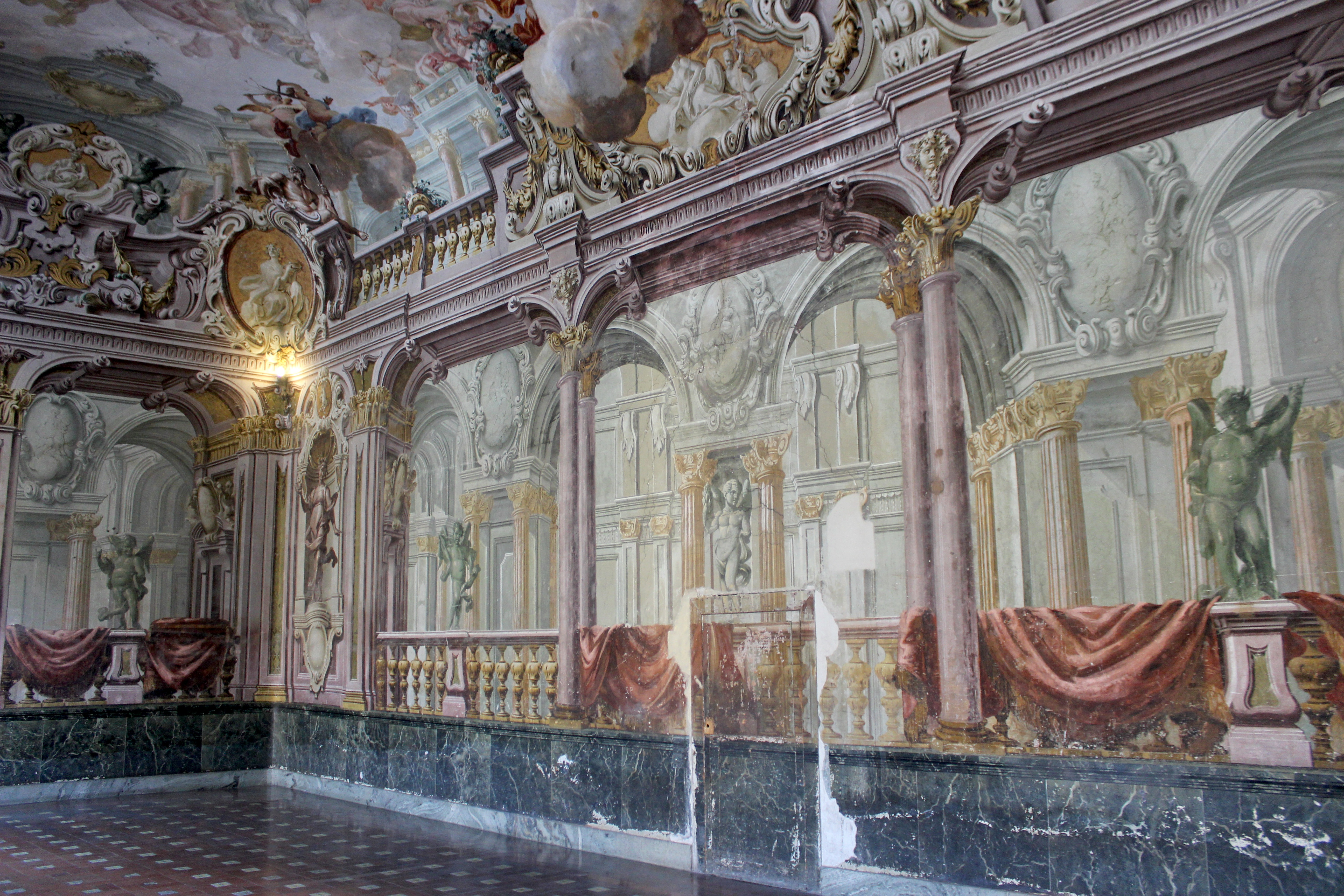
Джузеппе Боніто. «Архітектурні фрески палацу Портічі», Неаполь
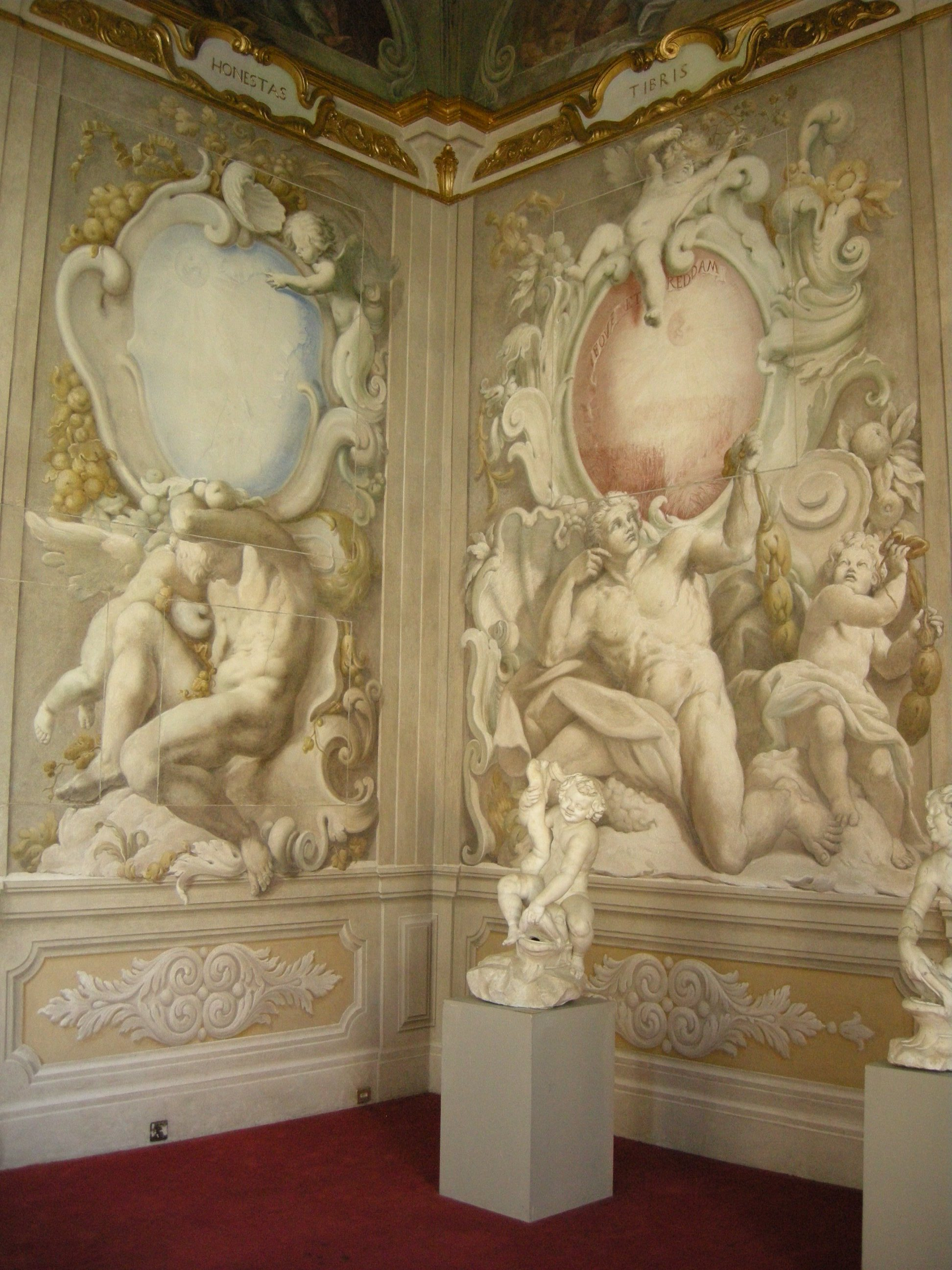
Бартоломео Гвідобоно. Стінописи галереї палаццо Россо, Генуя, кінець XVII ст.
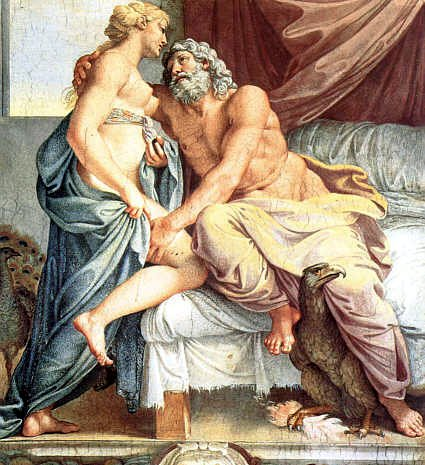
Аннібале Карраччі. «Юпітер з дружиною Юноною», Галерея Фарнезе, «Кохання богів Олімпу». Палаццо Фарнезе, Рим
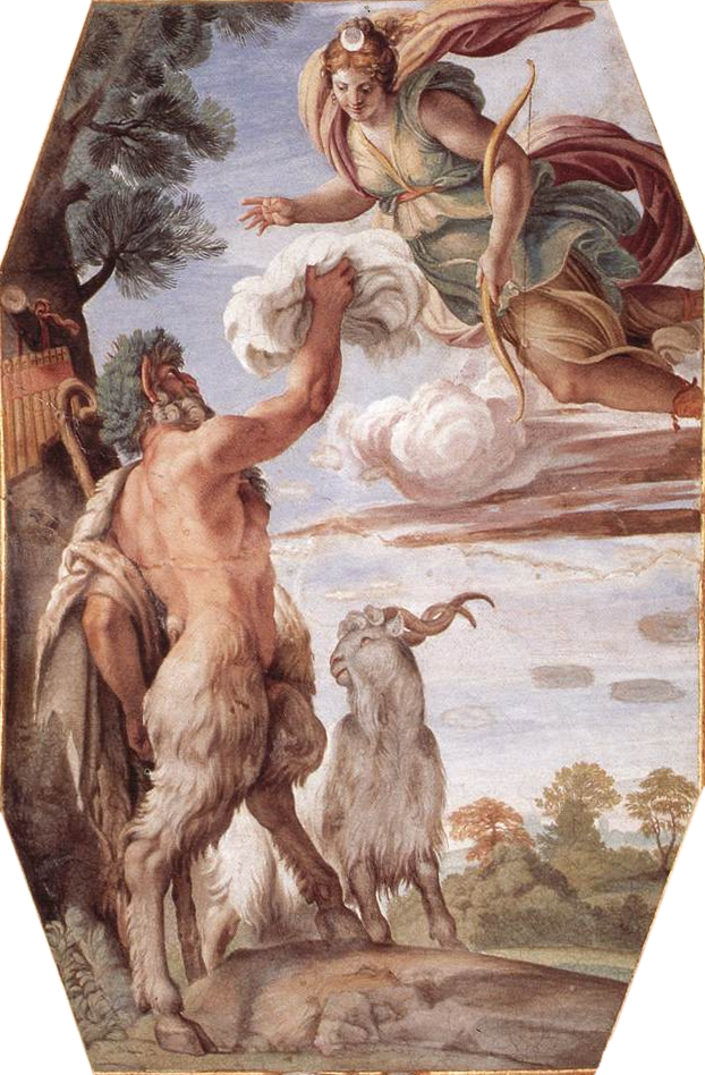
Аннібале Карраччі. «Дарунок богині Діані»

## Полеміка про надмірності живопису бароко в Римі
Навіть в такому потужному центрі бароко як папський Рим відчули надмірності в живопису бароко. Цікаво, що полеміка і теоретичні пошуки були перенесені до гільдії св. Луки і велися прихильниками бароко як стилю. Серед тих, хто виступав проти надмірностей барокового живопису — художник Андреа Саккі, учень і помічник уславленого П'єтро да Кортона. Справа не стільки у суперництві чи конкуренції між Андреа Саккі, що подорослішав, і П'єтро да Кортона. Інакше це можна було би розглядати як суперництво двох художників.
Справа в наявності в Римі прихильників античності (в її давньоримському варіанті і класицизму XVII століття). Тому тези про надмірність барокового живопису підтримали такі авторитетні і впливові римські митці як Ніколя Пуссен та Алессандро Альгарді, котрі самі помірно використовували стилістику бароко.

## Друкована графіка доби бароко

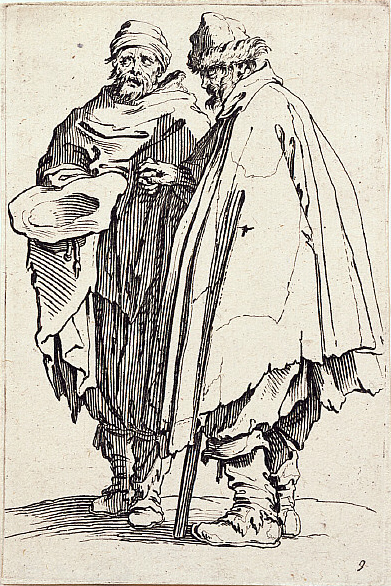
Жак Калло. «Сліпий і жебрак», 1622
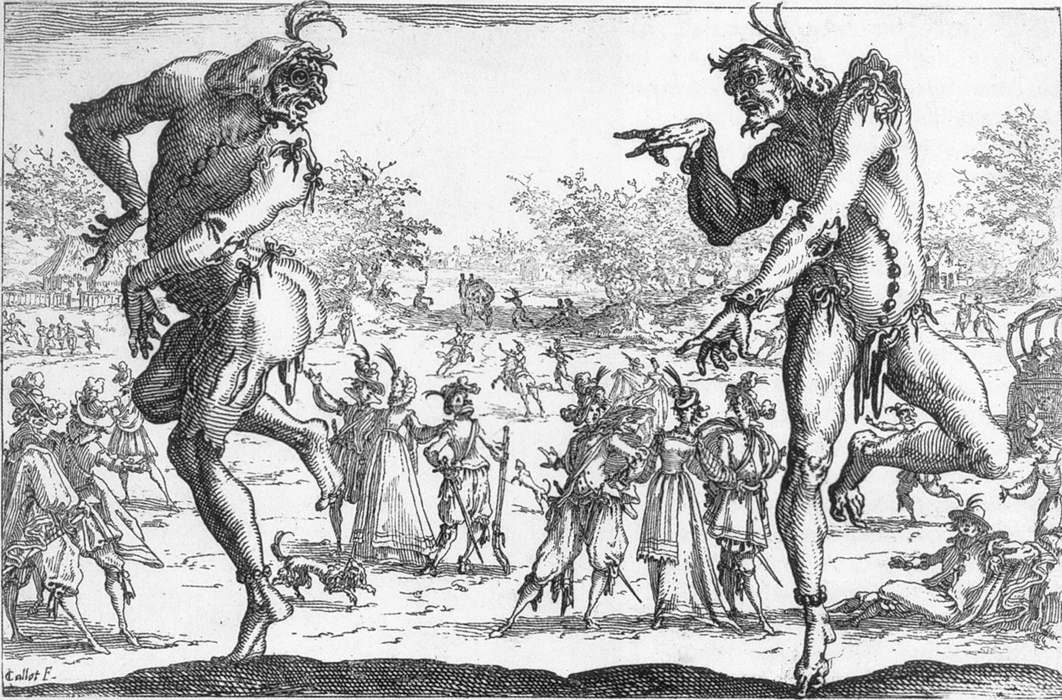
Жак Калло. «Два театральні персонажі», 1616
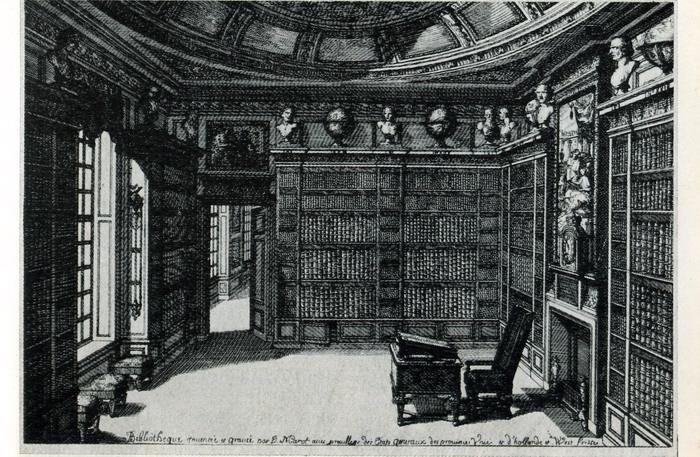
Даніель Маро. «Проєкт бібліотеки»
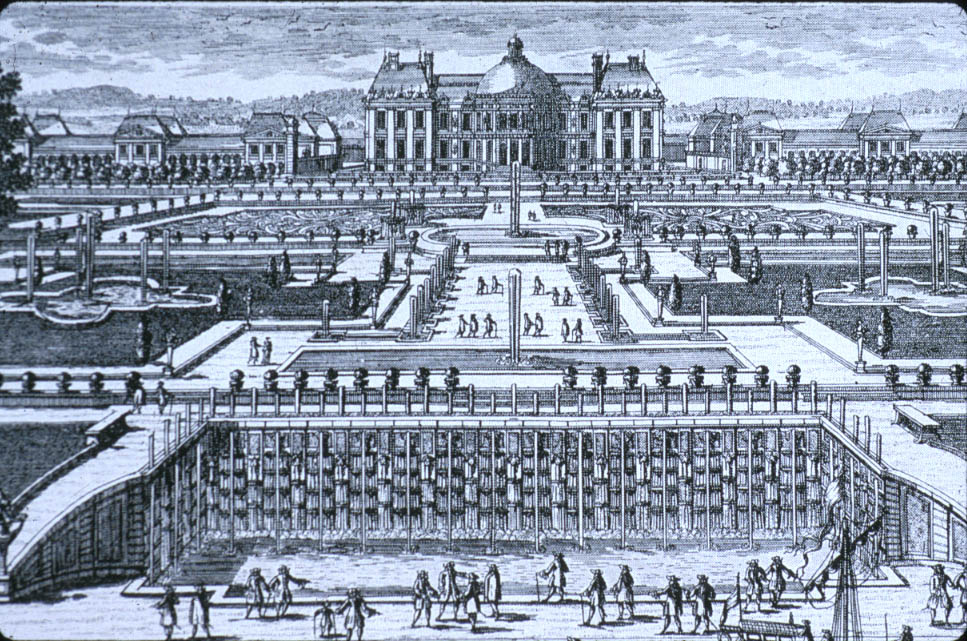
Замок-палац Во-ле-Віконт, Франція
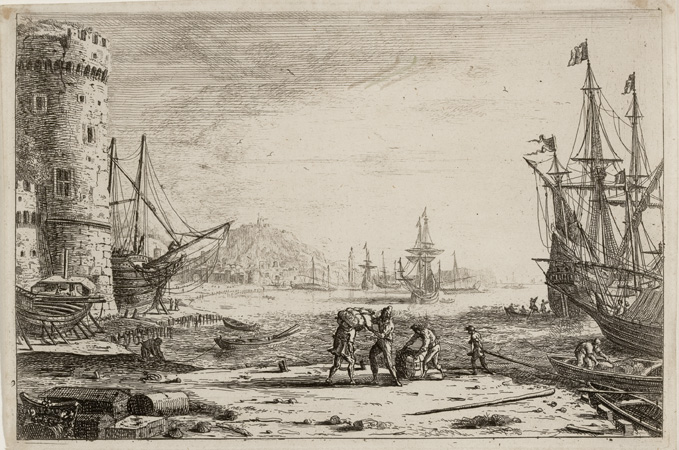
Клод Лоррен, «Морський порт з великою вежею», офорт до 1641
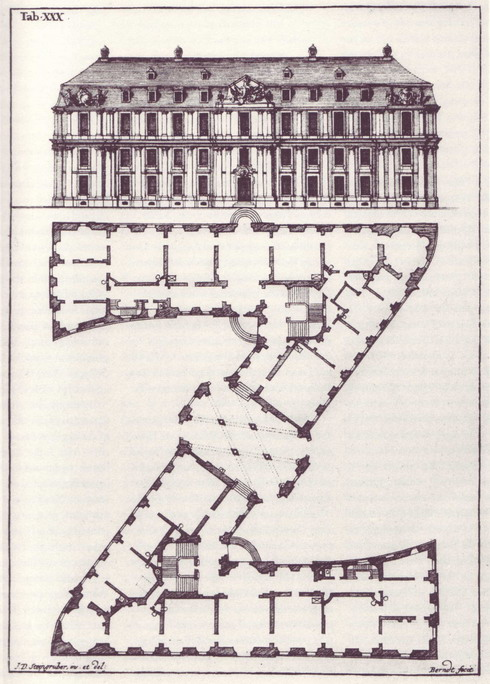
Йоган Давид Штейнгрубер (1702—1787), «Палац у вигляді літери Z», гравюра 1773
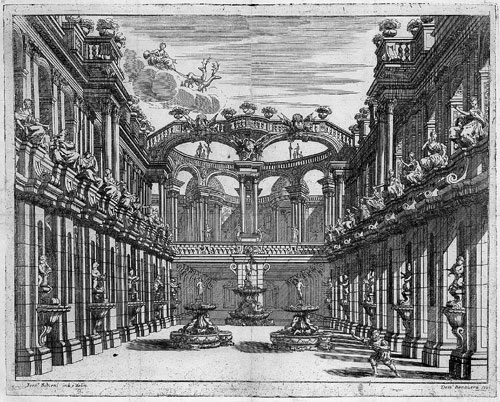
Фердинандо Бібієна (1656—1743), копія гравера Доменіко Бонавера, «Фонтанний дворик, театральна декорація»
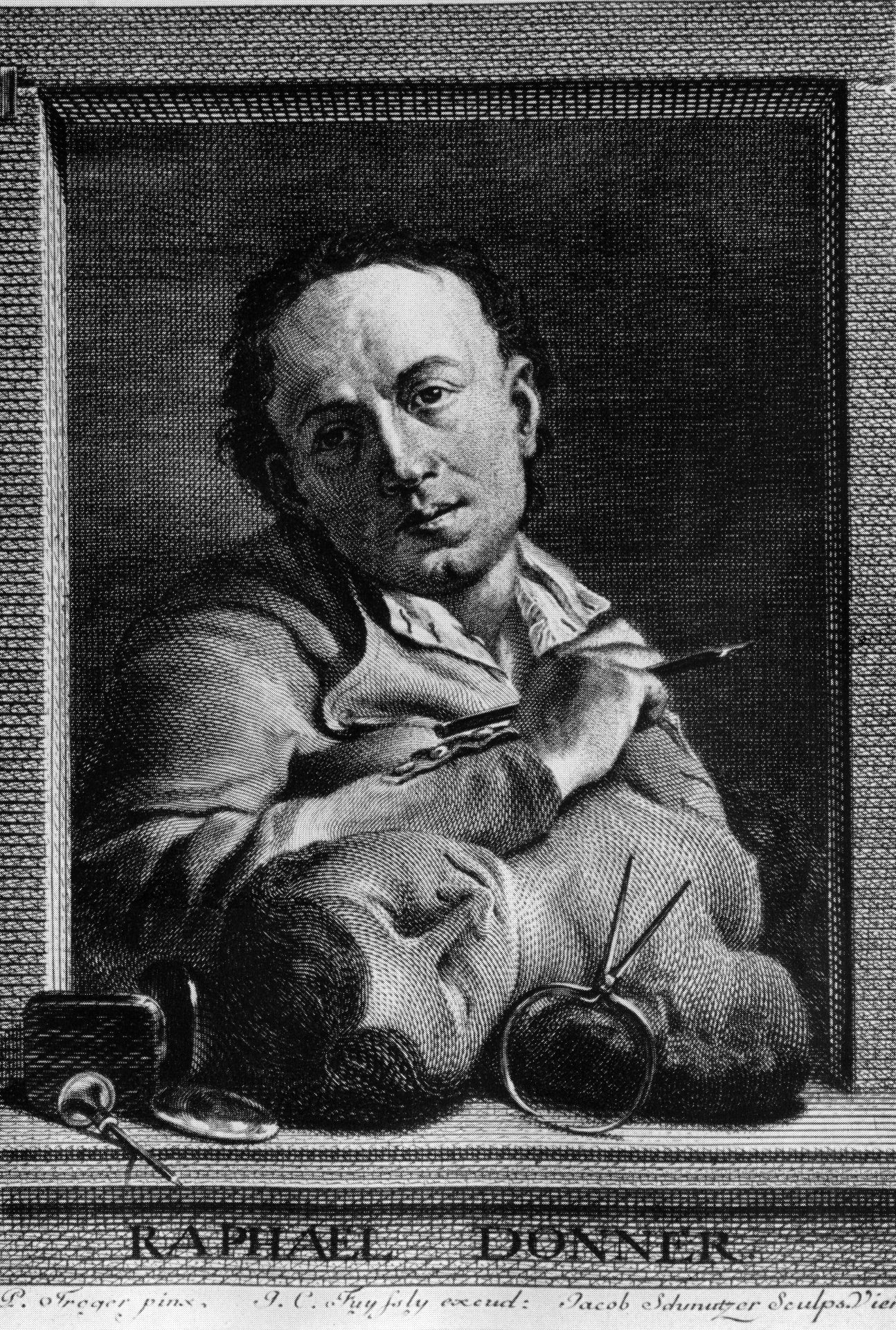
Гравер Пауль Трогер, «Портрет скульптора Г. Доннера» (1993—1741), Австрія
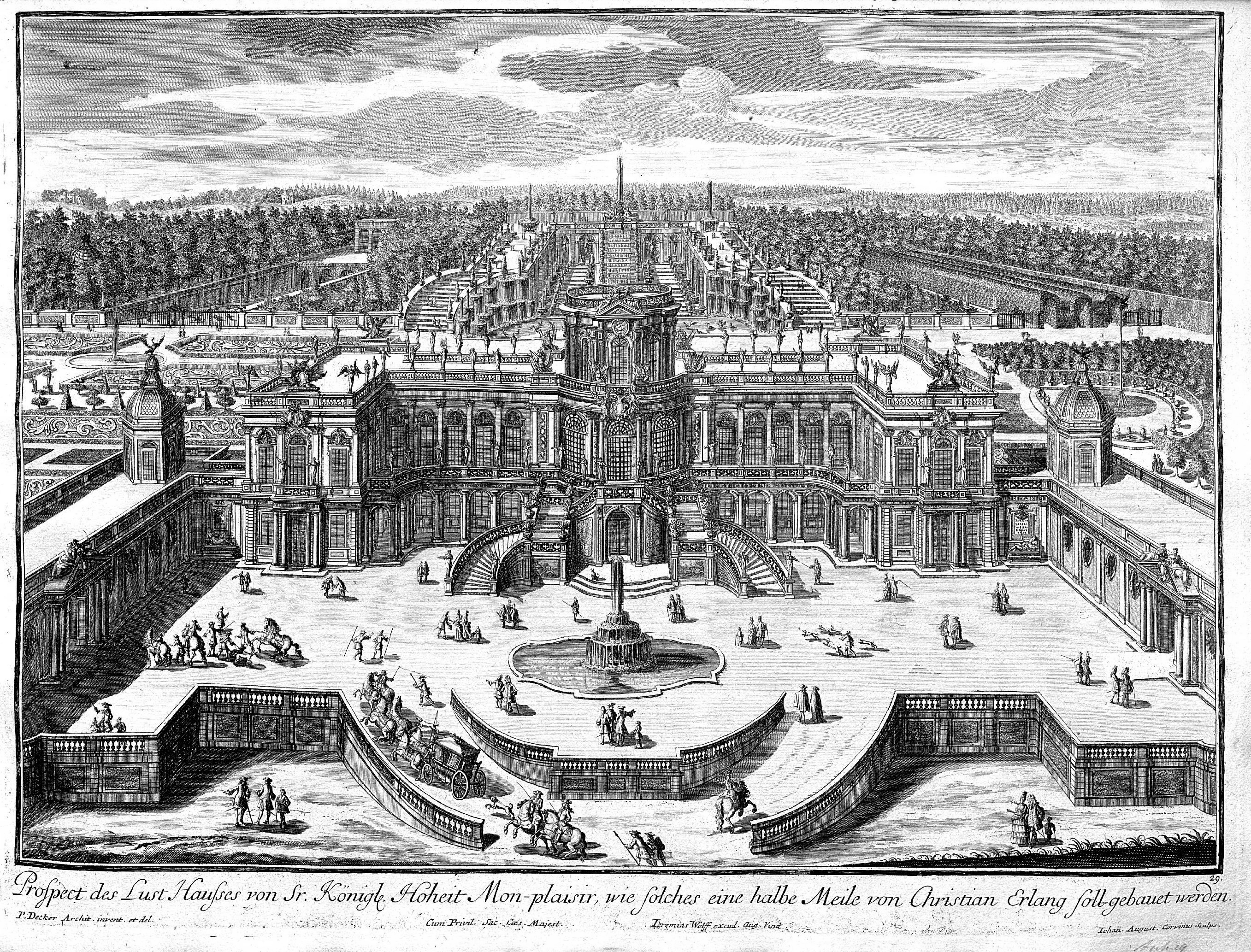
Пауль Декер (1677—1713), гравюра «Умовний князівський палац і сад бароко», 1711
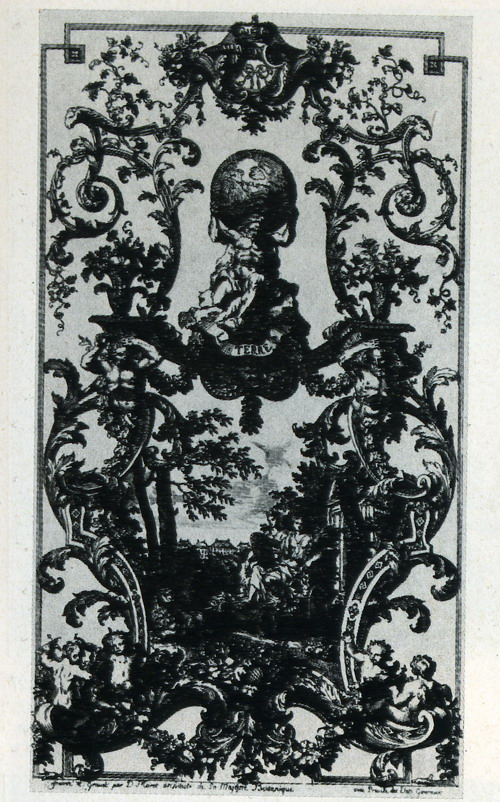
Даніель Маро.«Гротеск з пейзажем»
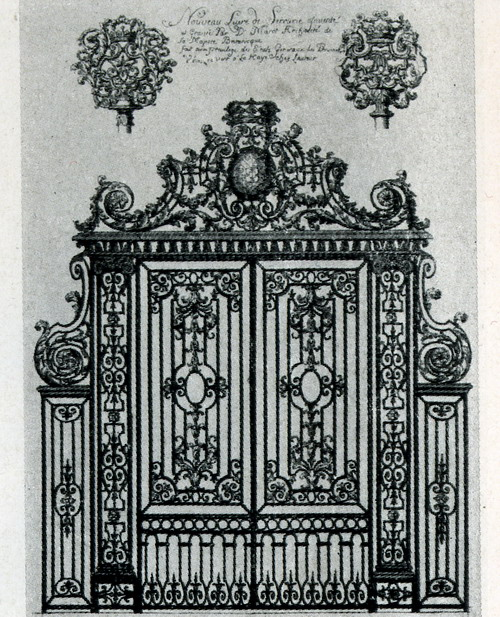
Даніель Маро. «Металеві ворота»
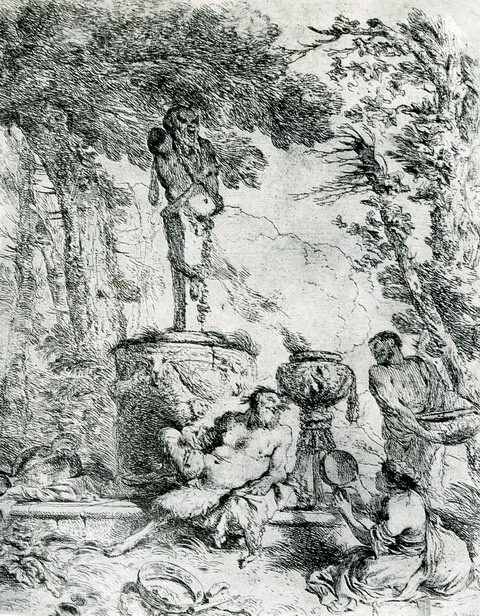
Джованні Бенедетто Кастільйоне. «Свято бога Пана»
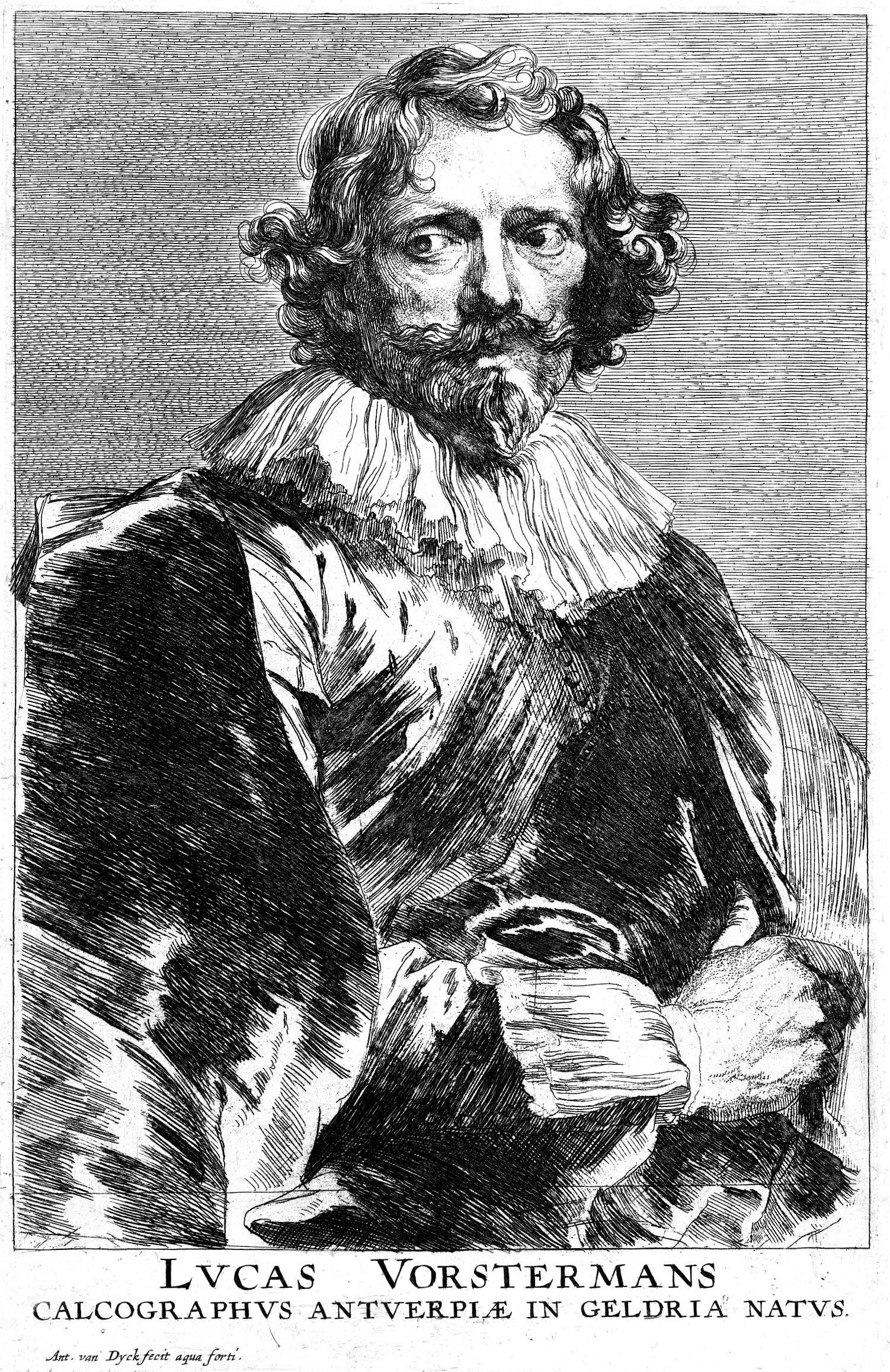
Антоніс ван Дейк, «Лукас Ворстерман старший»
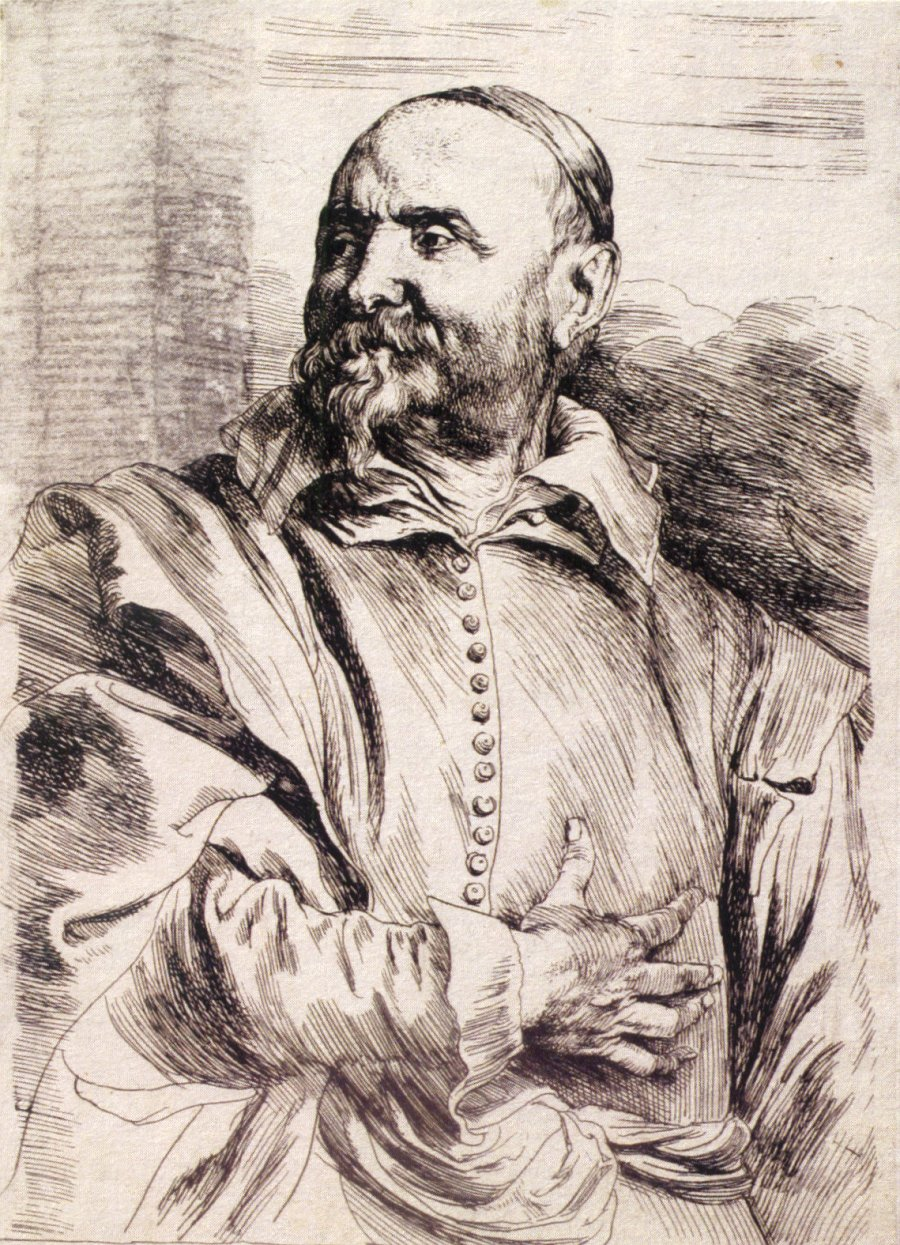
Антоніс ван Дейк, «Ян Снеллінк»

## Плани садів бароко

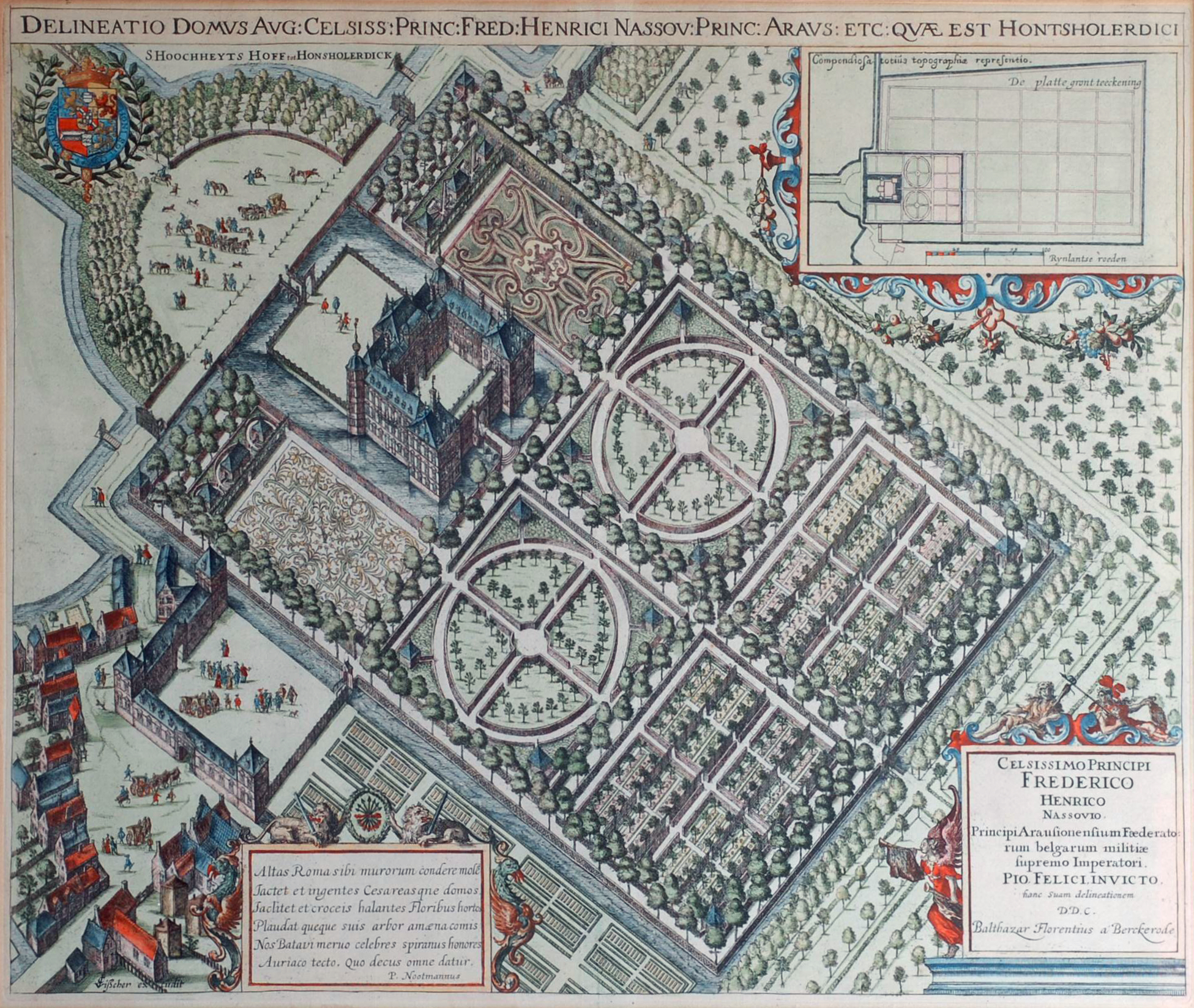
Колишній сад палацу Хонсхолердік, план до 1650. Знищений
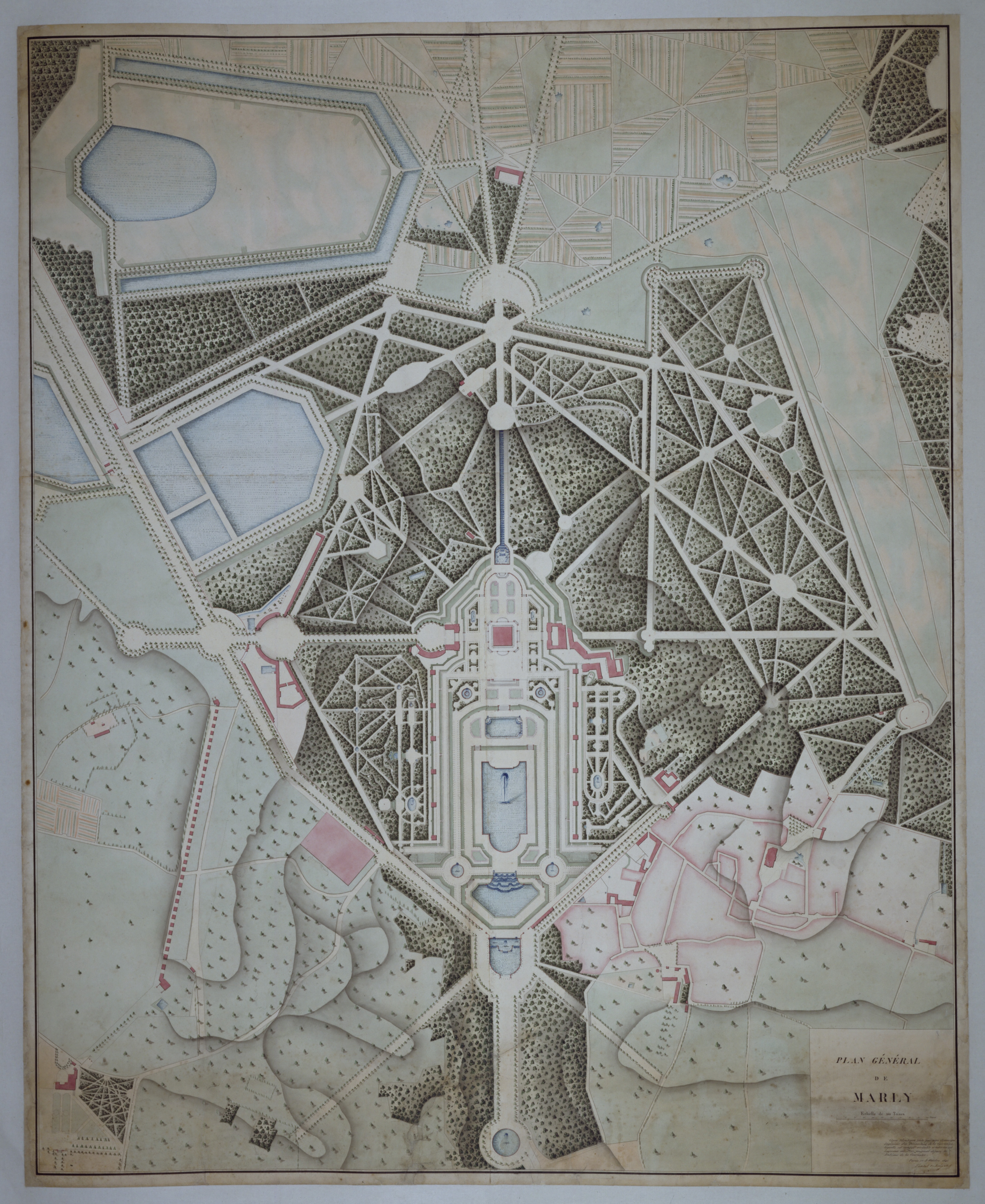
Садиба Марлі, генеральний план, Франція
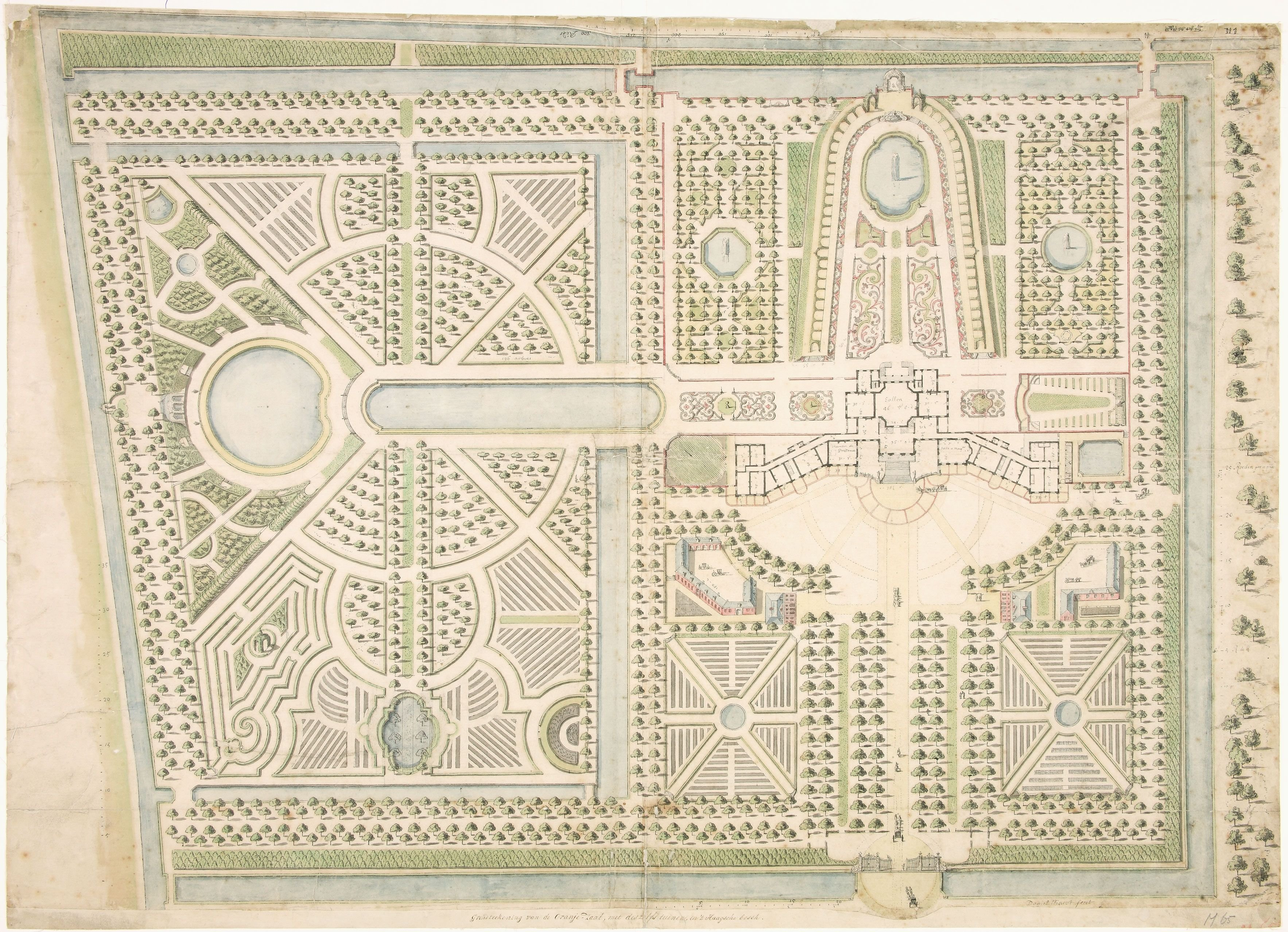
Палац Хейс тен Босх, план ансамблю
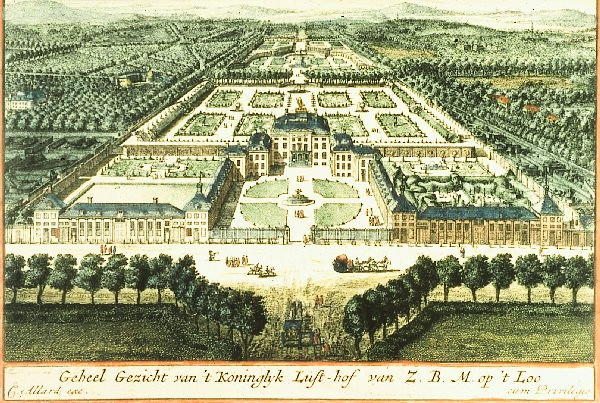
Палац і сад Хет Лоо
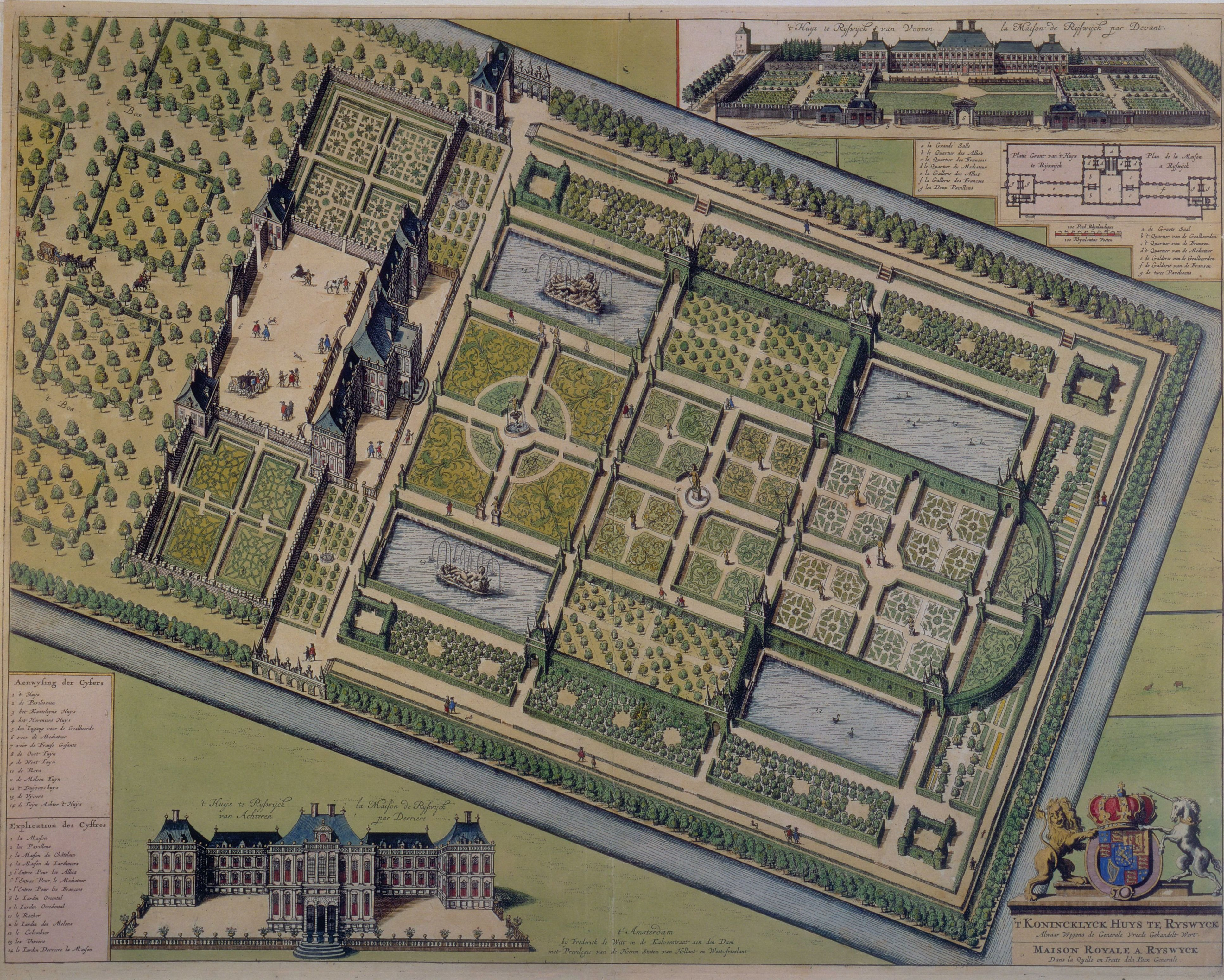
Палац і сад Хейс тен Нейбург
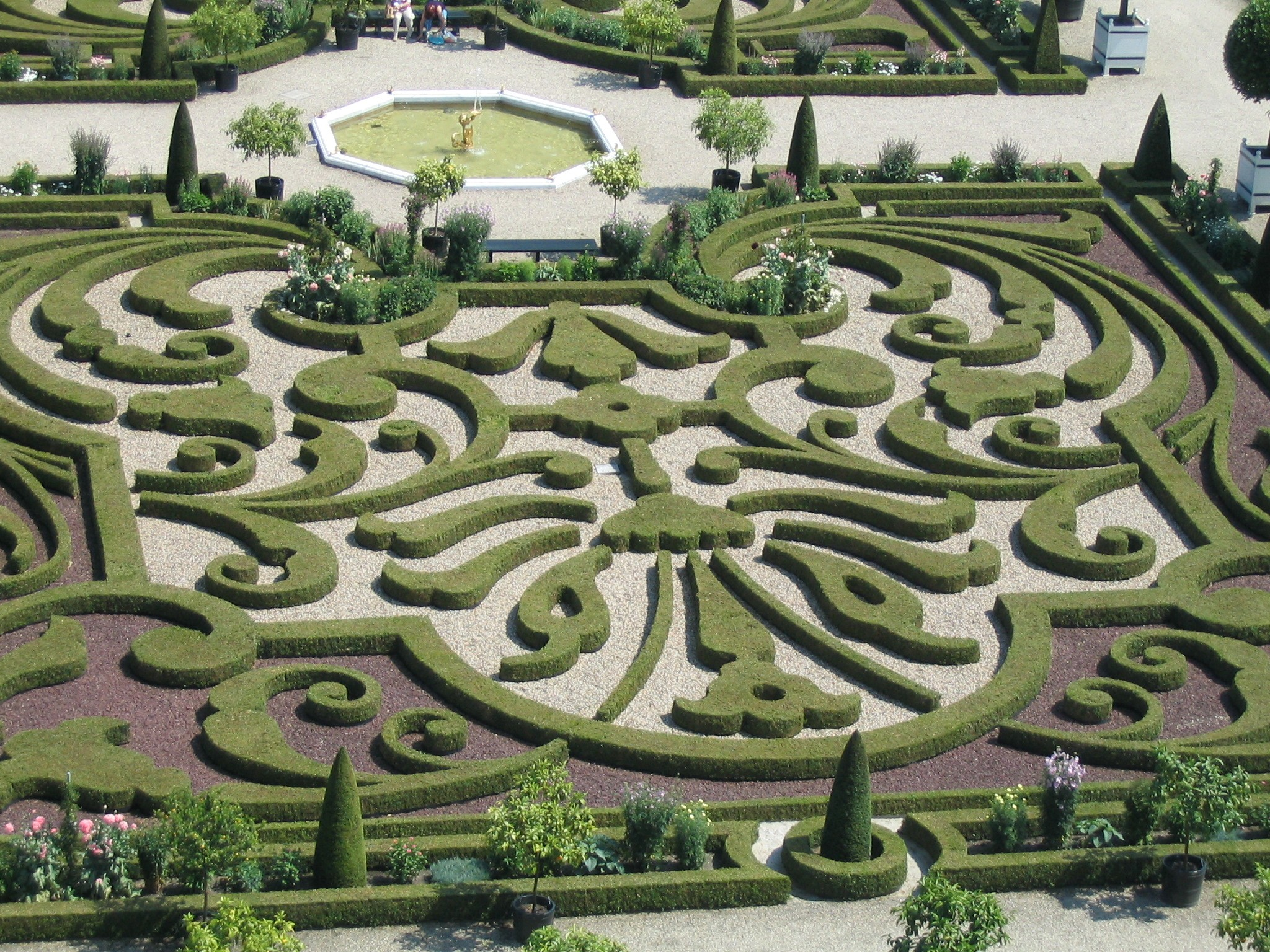
Мереживий партер саду в Хет Лоо
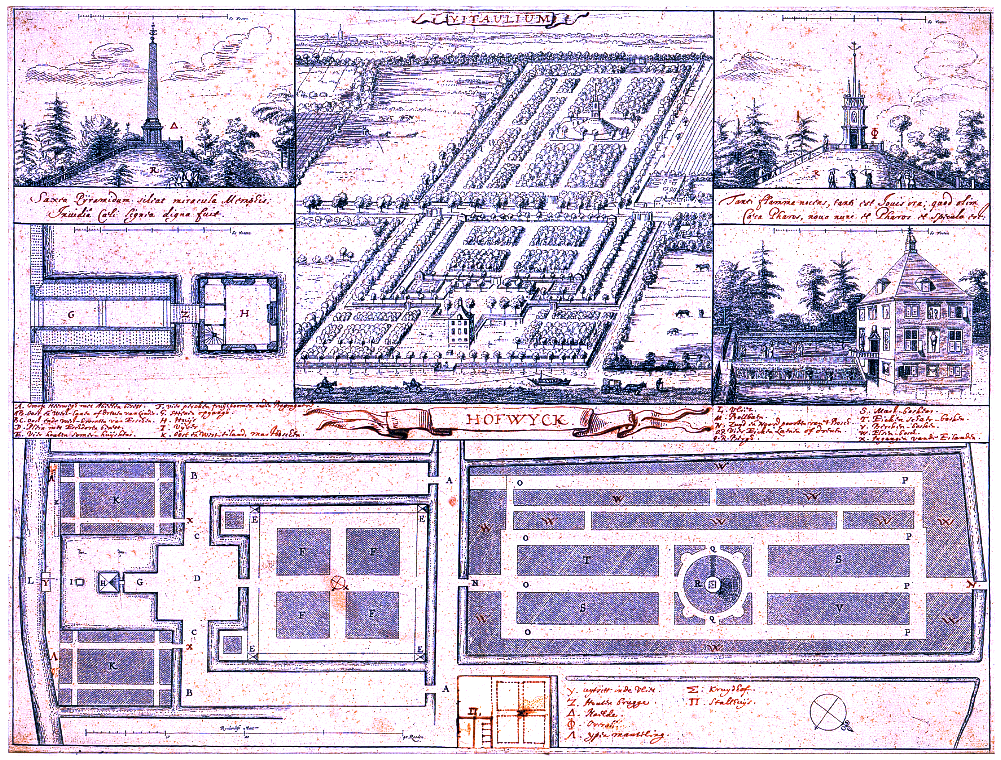
Заміський палацик і сад Хофвійк дипломата Константина Гюйгенса
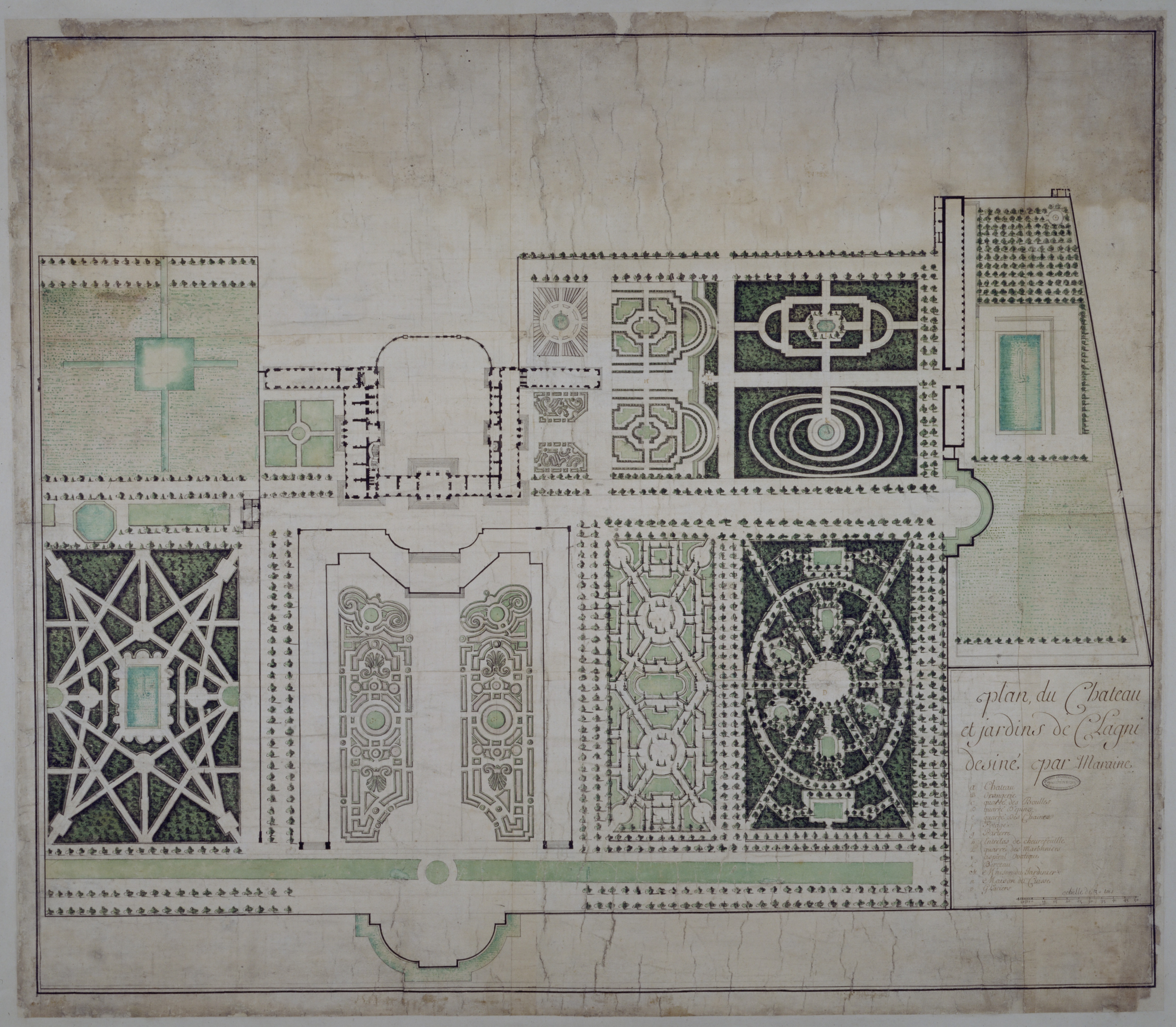
План садів і парка в Кланьї, Франція

## Меблі доби бароко

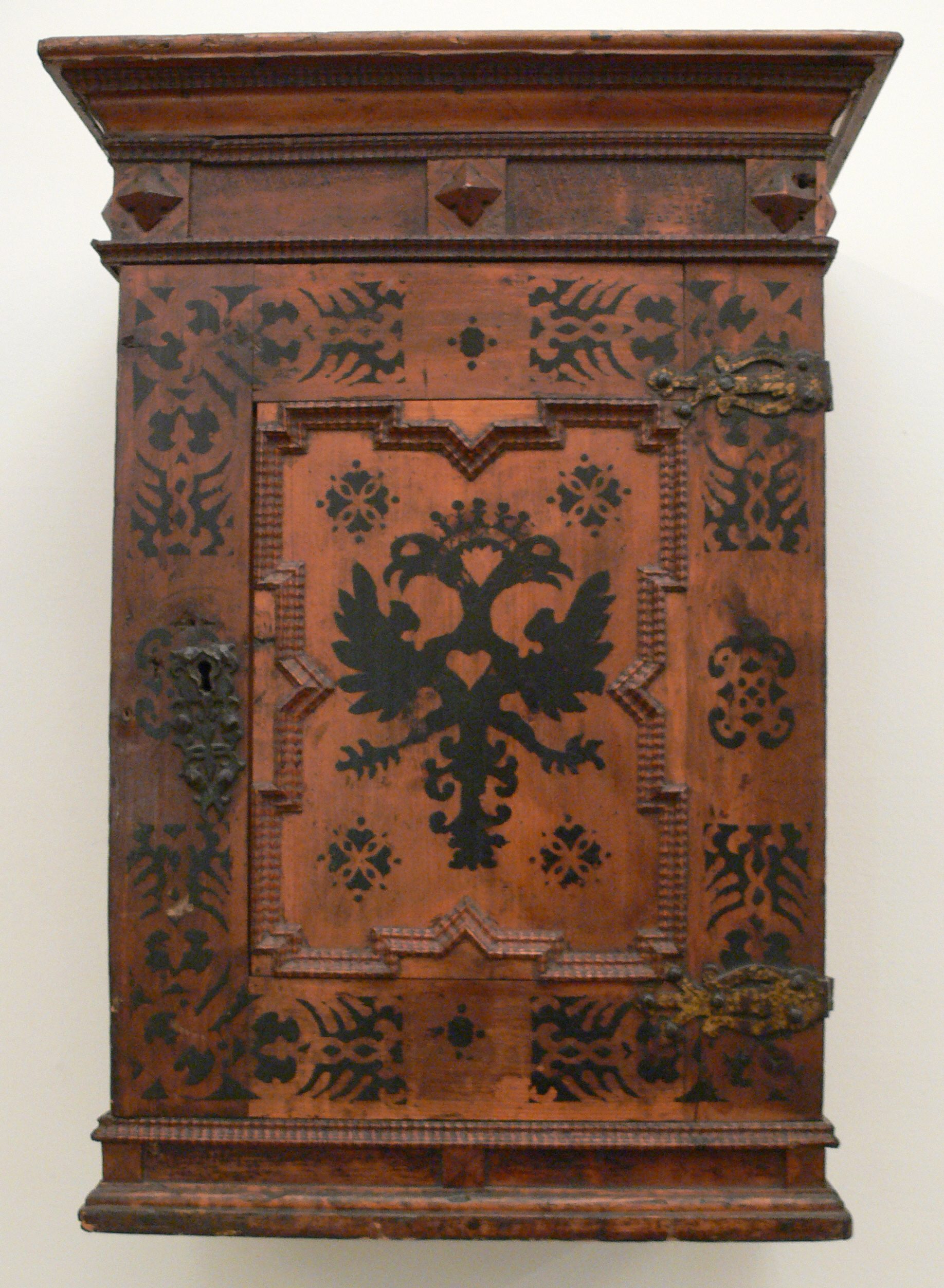
Комод з декором по трафарету, XVIII ст., Австрія, Народний музей
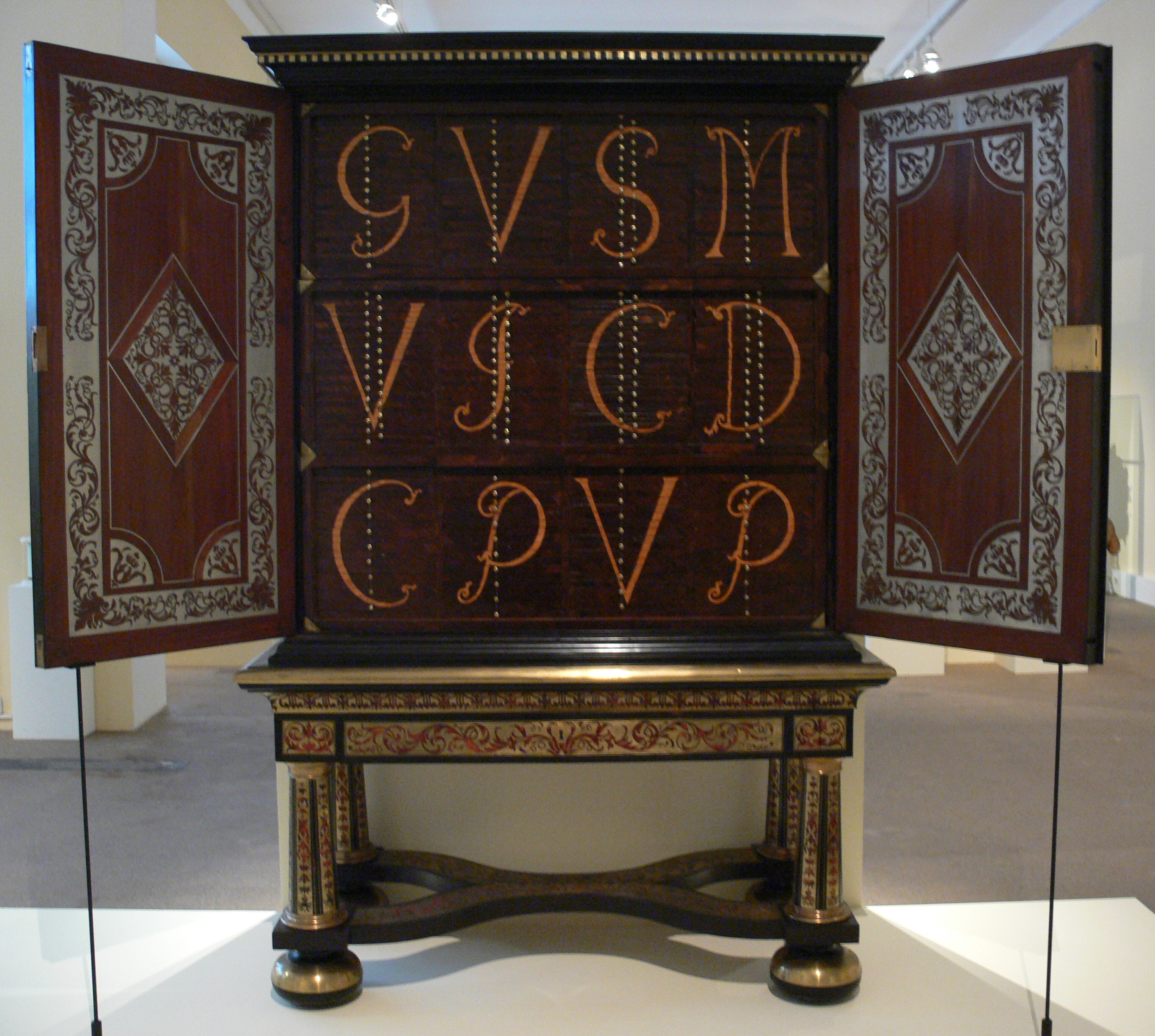
Кабінет для нумізмата, 1701 р. , дуб, чорне дерево, палісандр, латунь, маркетрі 1730 р., Баварський національний музей, Мюнхен
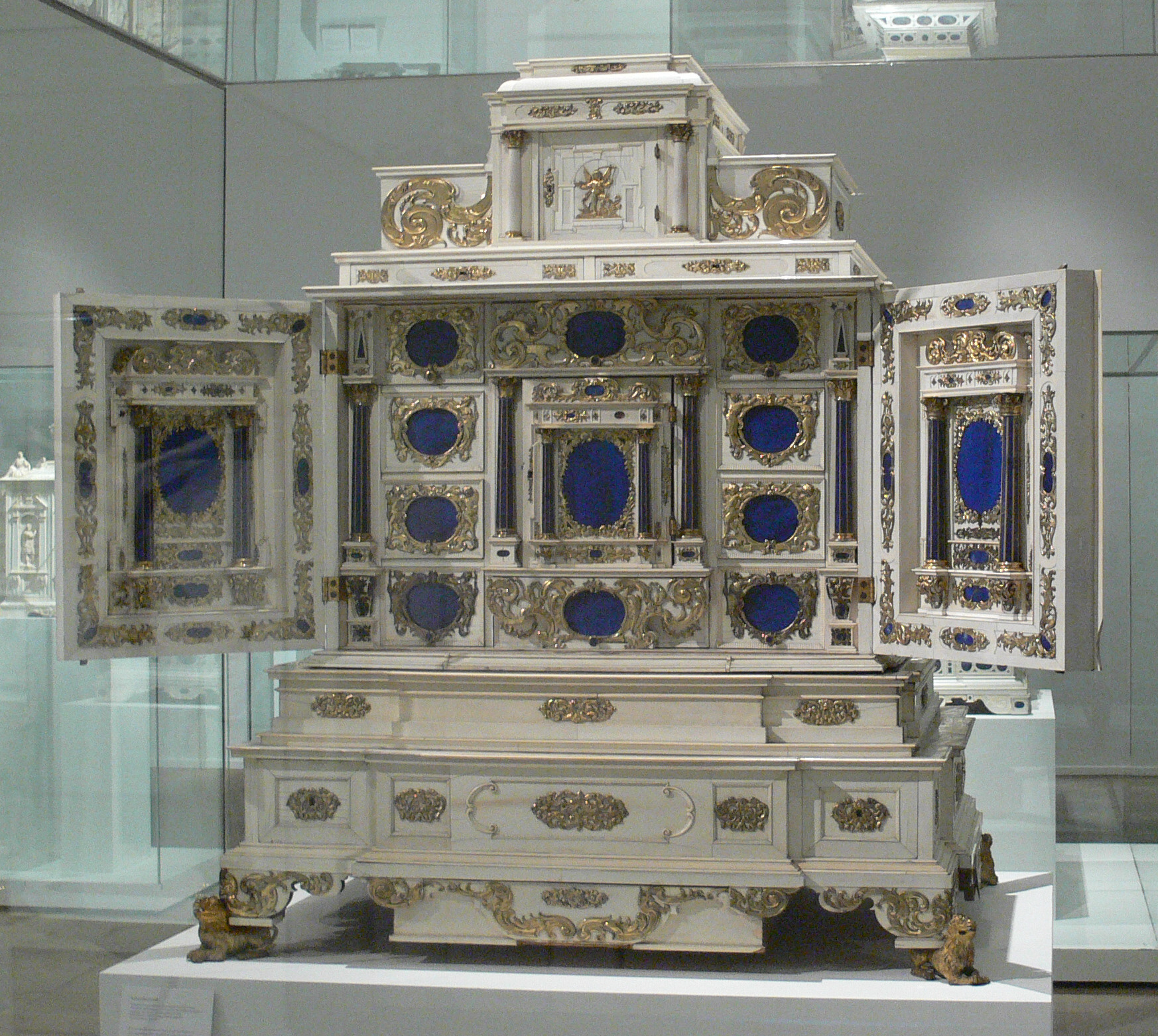
Кабінет XVII ст., Баварський національний музей, Мюнхен
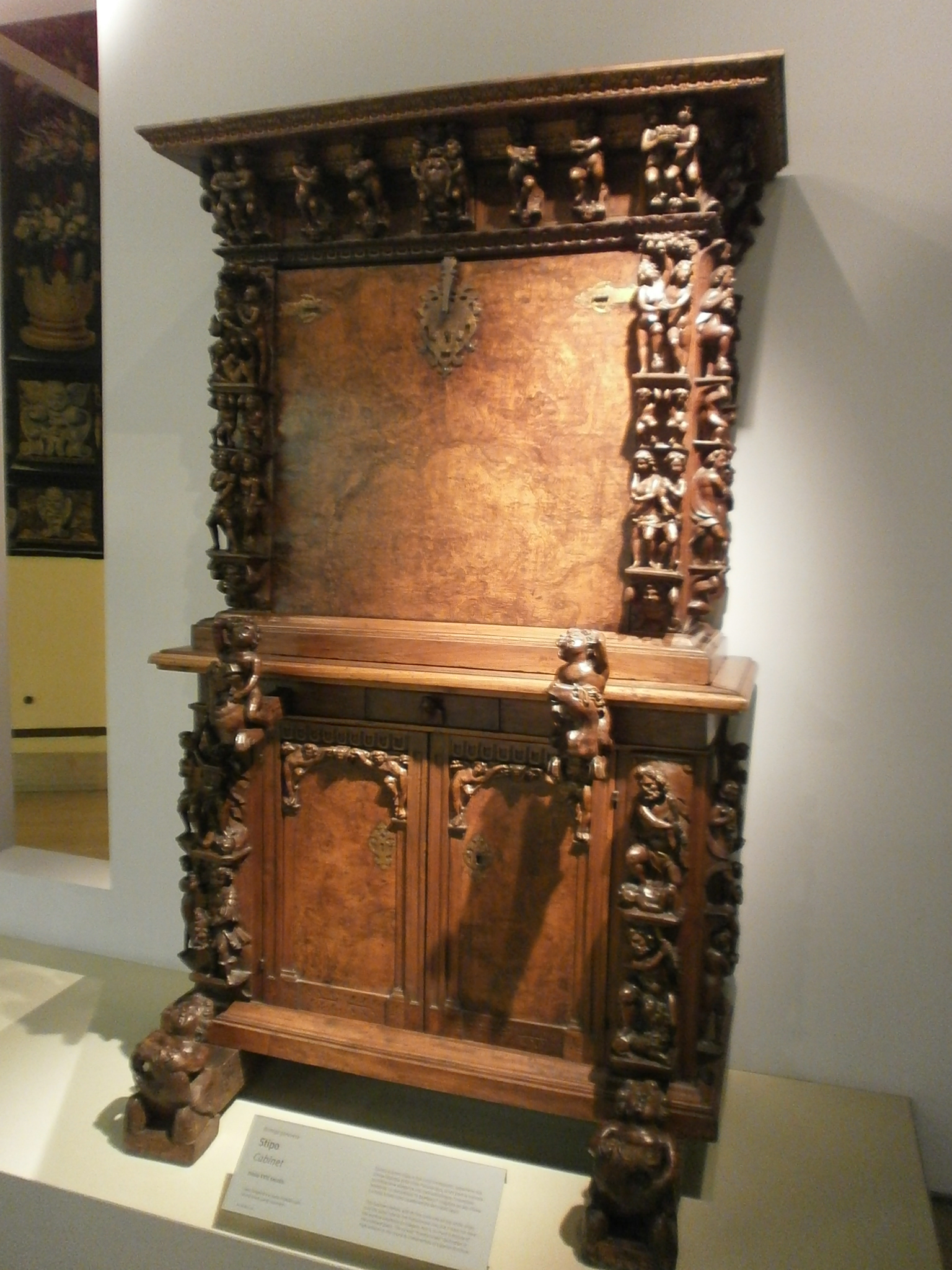
Шафа-кабінет з різьбленим декором, Генуя, початок XVII ст.

## Бароко в літературі
Письменники та поети в епоху бароко сприймали реальний світ як ілюзію та сон. Реалістичні описи часто поєднувалися з їх алегоричним зображенням. Широко використовувалися в цю добу символи, метафори, театральні прийоми, графічні зображення (рядки віршів утворюють малюнок), насиченість риторичними фігурами, антитезами, паралелізмами, градаціями, оксиморонами. Існує бурлескно-сатиричне відношення до дійсності. Для літератури бароко характерне прагнення до різноманіття, підсумовування знань про світ, всеохоплюваність, енциклопедизм, який іноді обертається хаотичністю та колекціюванням сміховин, намаганням дослідити буття в його контрастах (дух та плоть, морок та світло, тимчасове та вічне). Етика бароко тяжіє до символіки ночі, теми тліну і марноти, життя-сну (Ф. де Кеведо-і-Вільєгас, П. Кальдерон). Відома п'єса Кальдерона так і зветься: «Життя це сон». Утворилися жанри — галантно-героїчний роман (Ж. де Скюдері, М. де Скюдері), реально-побутовий та сатиричний роман (Фюретьєр, Ш. Сорель, П. Скаррон). Бароко як стиль дав декілька різновидів, течій: маринізм, гонгоризм (культеранізм), консептизм (Італія, Іспанія), метафізична школа та евфуїзм (Англія) (див. Преціозна література).
Дії романів часто переносяться у вигаданий світ античності, у Давню Грецію, палацові кавалери та дами постають у вигляді пастухів, виникла й окрема назва пасторалі (Оноре д'Юрфе, «Астрея»). В поезії розквітли примхливість або вигадливість, складні метафори. Розповсюдились такі форми, як сонет, рондо, кончетті (невеличкий вірш з обов'язковою дотепною думкою), мадригали.
Бароко Заходу породило в сфері роману видатних представників — Г. Гріммельсгаузен (роман «Сімпліціссимус»), у сфері драми — П. Кальдерон (Іспанія). В поезії уславились В. Вуатюр (Франція), Д. Маріно (Італія), дон Луіс де Гонгора-і-Арготе (Іспанія). Носіями бароко Росії в літературі були С. Полоцький, Ф. Прокопович, ранішній М. Ломоносов. В Іспанії барокова течія в літературі одержала назву «гонгоризм» на честь помітного представника (дивись вище).

## Регіональні особливості бароко
Бароко мало свої регіональні особливості. Тому бароко Мексики чи Бразилії ніколи не сплутаєш з бароко Португалії або Австрії чи України.
Звичайно, головний напрямок задавали італійці та єзуїти, тому стиль бароко дещо помилково називали «стилем єзуїтів». Хоча саме єзуїти зробили бароко своїм характерним стилем та будували собори та монастирі саме в бароковому стилі.
Правдою буде ствердження, що в бароковому стилі були два напрями — бароко світське (палаци аристократії та королівських родин, монументи володарів країн) та бароко церковне (релігійні споруди від монастирів до поодиноких каплиць). Напрями існували окремо, але постійно збагачували один одного схожими засобами обробки та використання матеріалів чи декору. Тому в XVIII ст. зала церкви нагадувала пишну залу палацу і навпаки, що помічали й сучасники.
Серед визначних зразків світського бароко садово-палацові ансамблі Вілянов у Варшаві (Польща), мисливський замок Ступініджі біля Турину (Італія), Шенбрунн в Відні (Австрія), декілька замків і палаців Чехії, Німеччини, Франції.

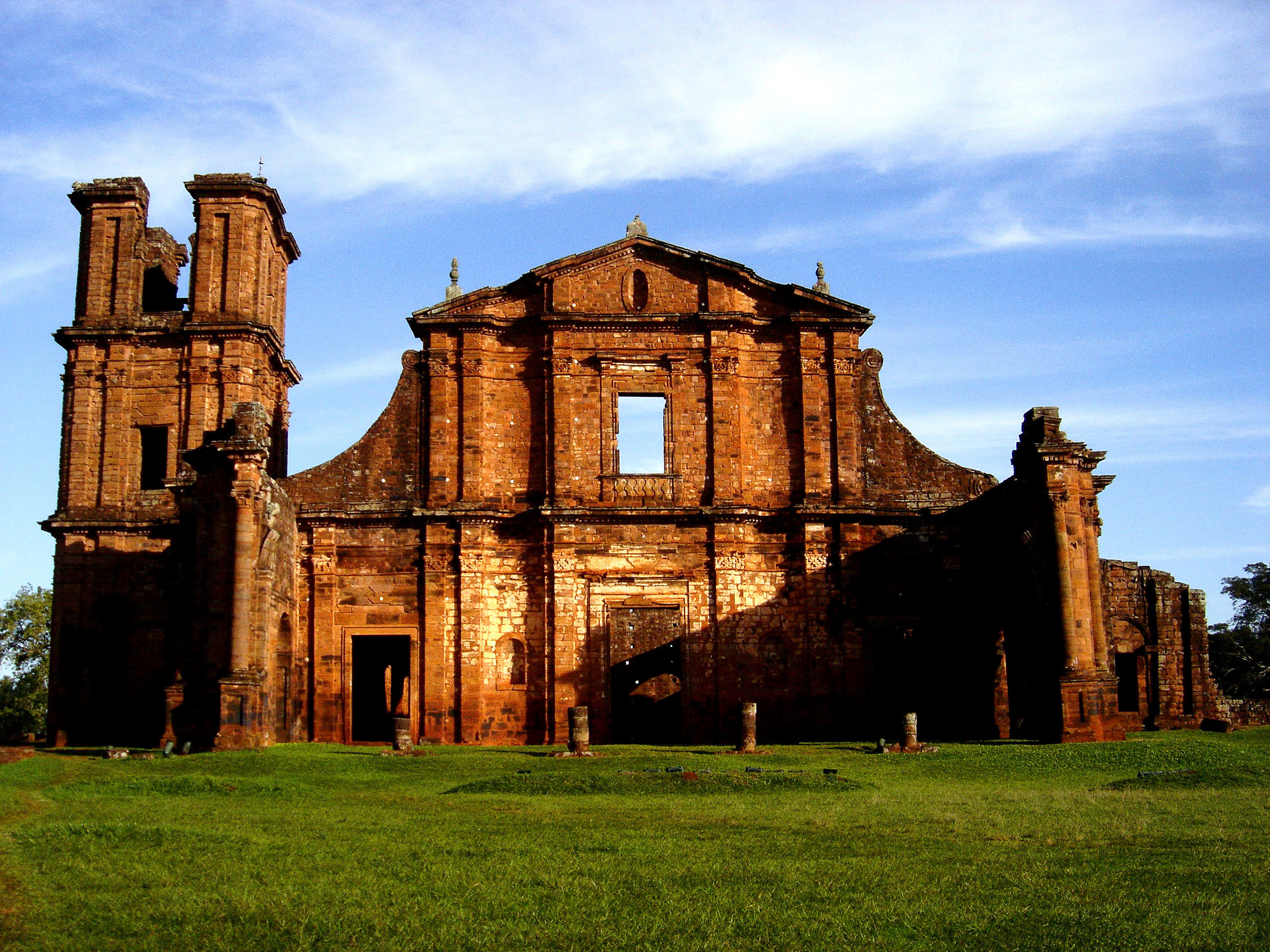
Єзуїтська місія Сан Мігел, Бразилія
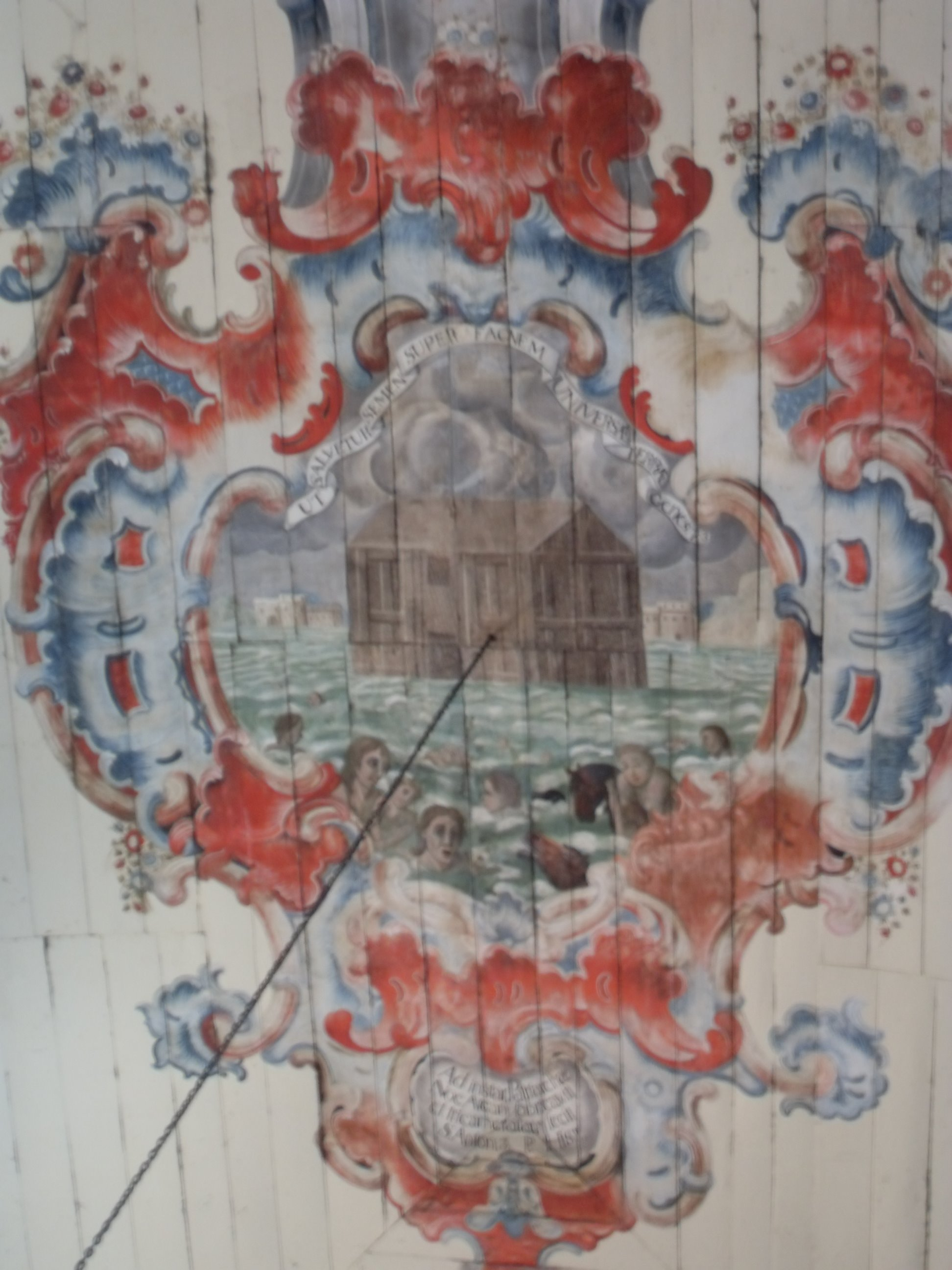
Бароковий розпис стелі (ковчег Ноя), церква в Ору-Прету, Бразилія
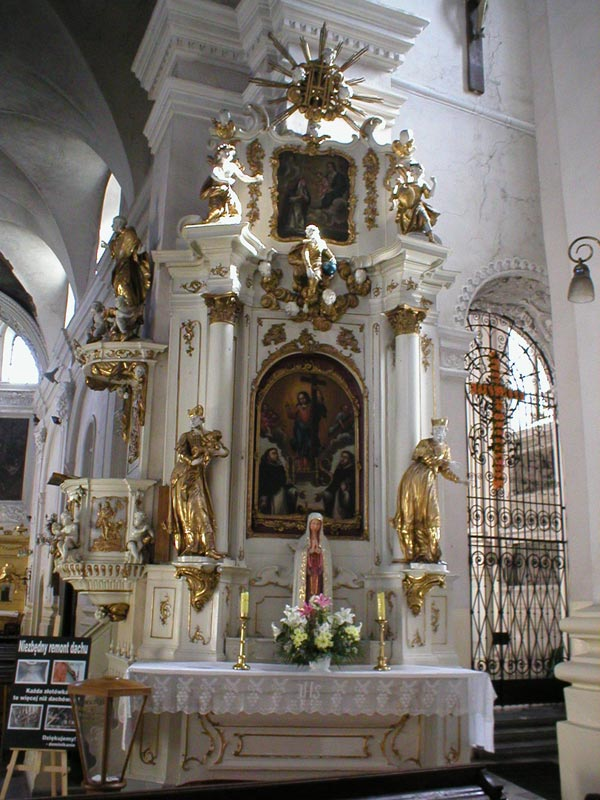
Люблін, Польща, вівтар
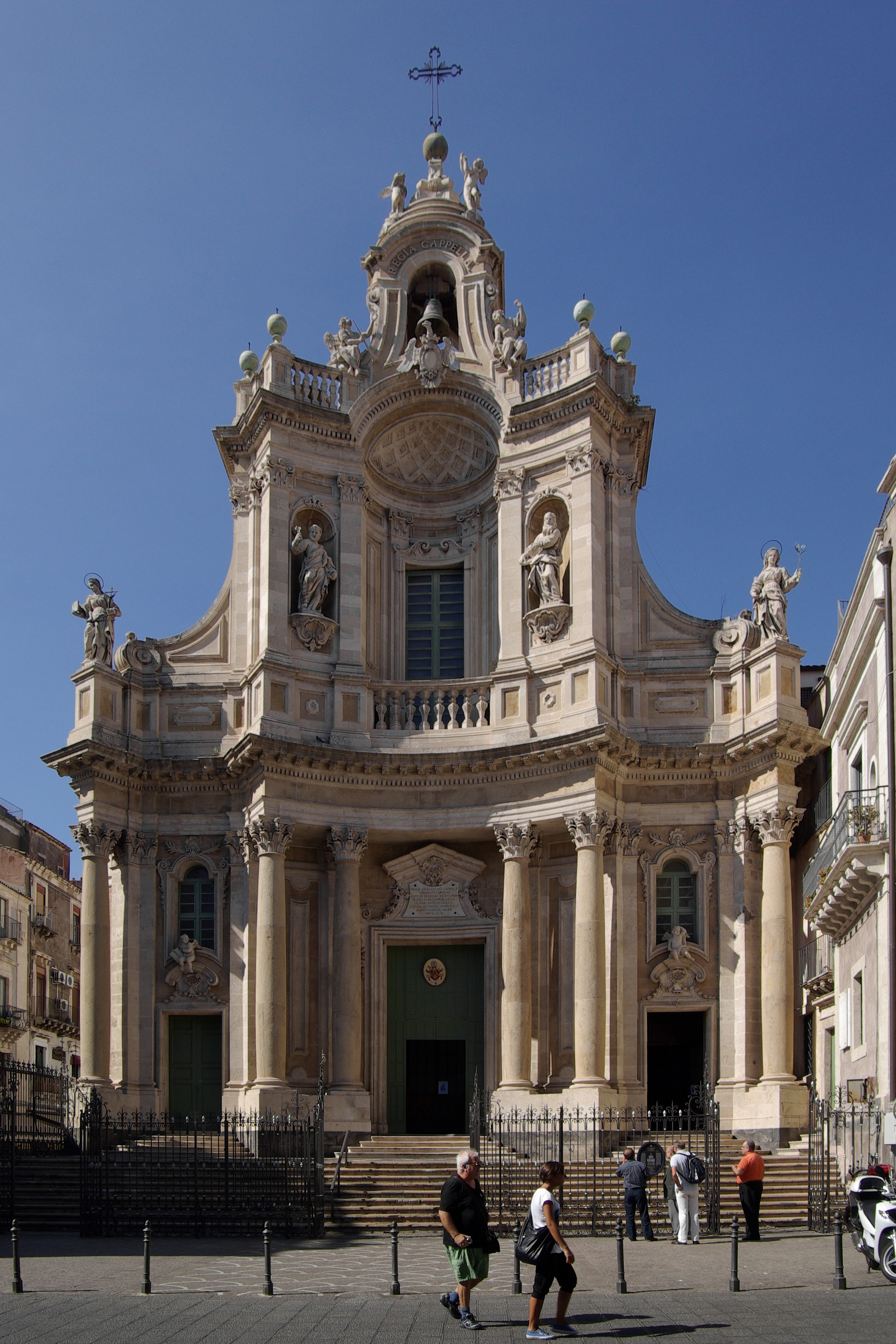
Коллегіата в місті Катанія, Сицилія
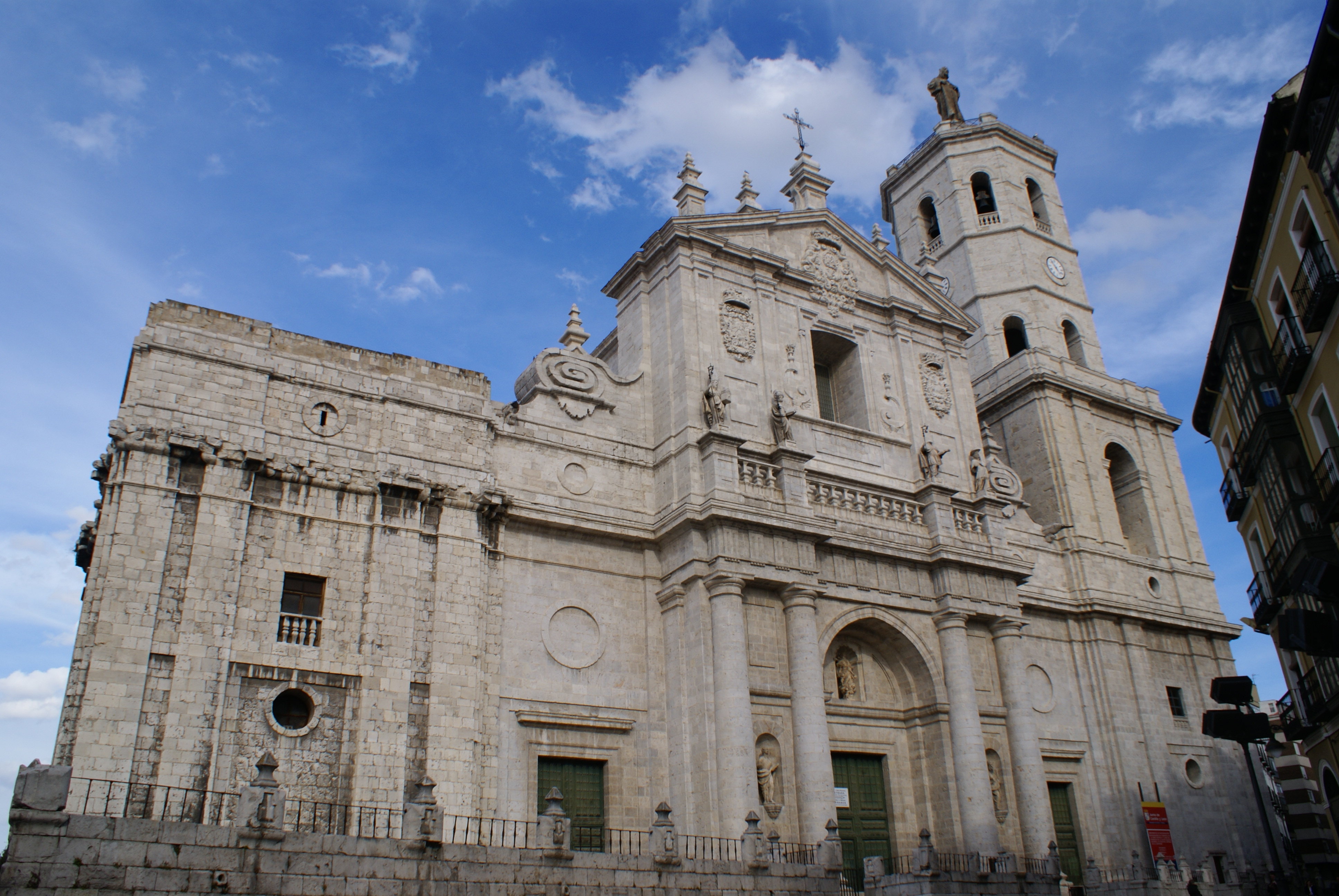
Іспанія, кафедральний собор в місті Вальядолід
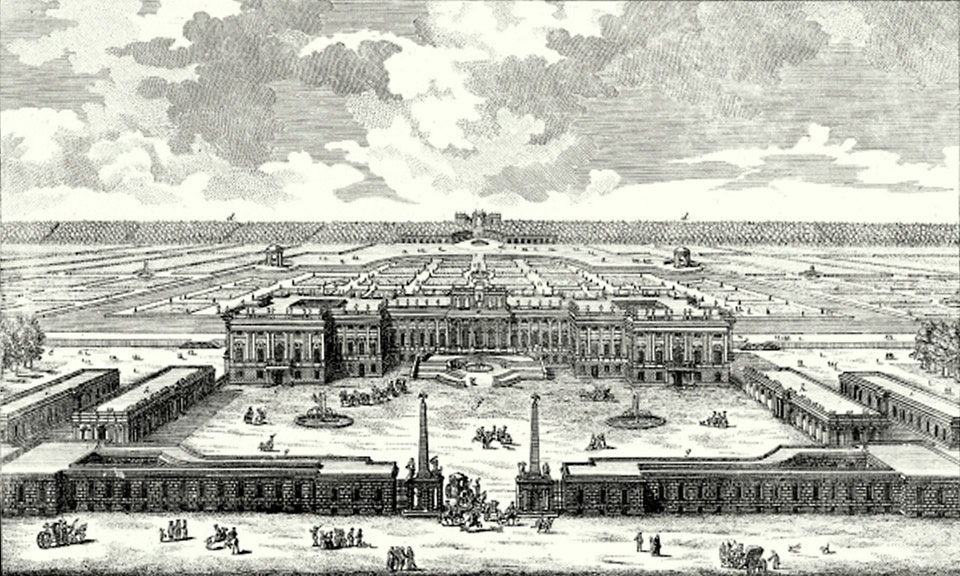
Палац Шенбрунн на старій гравюрі, Відень
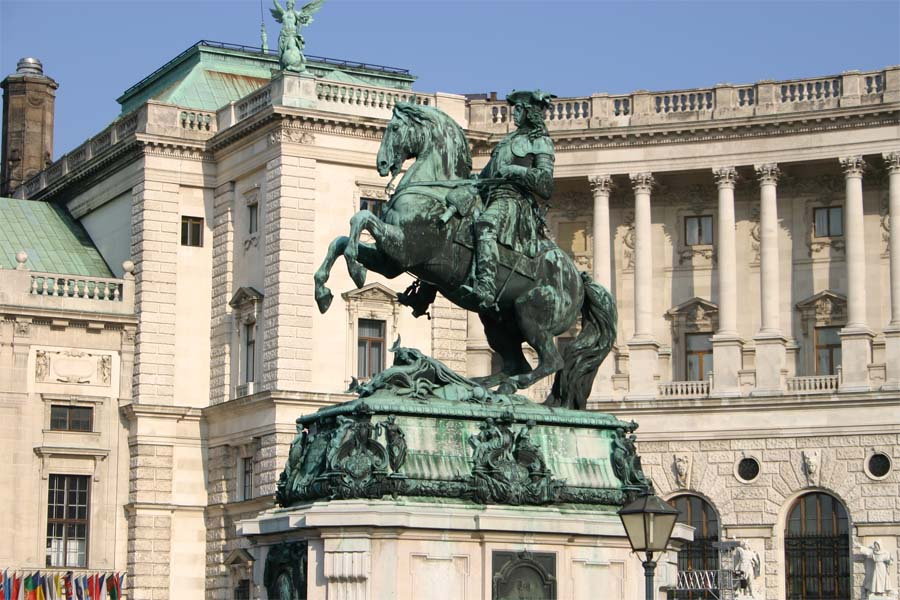
Кінний пам'ятник Євгену Савойському на Площі Героїв у Відні, необароко, 1865
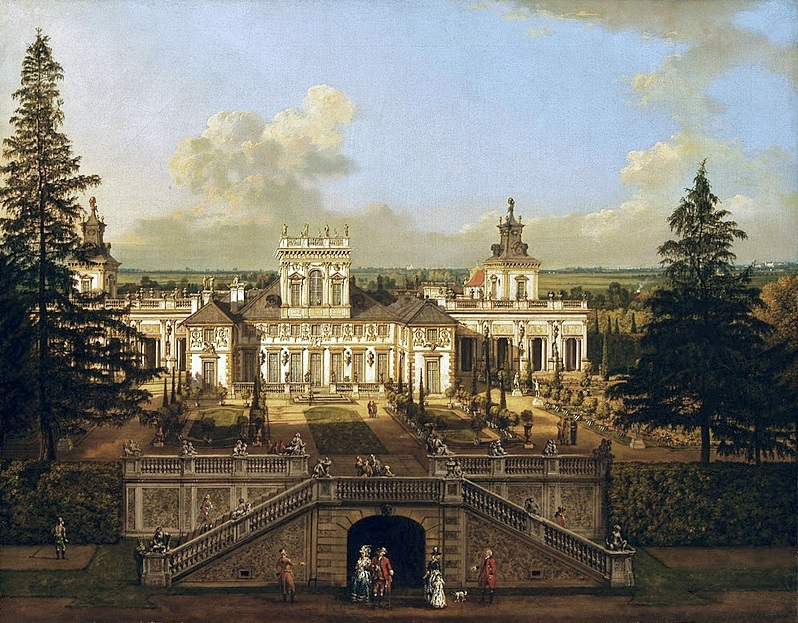
Худ. Бернардо Белотто. палац Вілянов з боку барокового саду, 1770
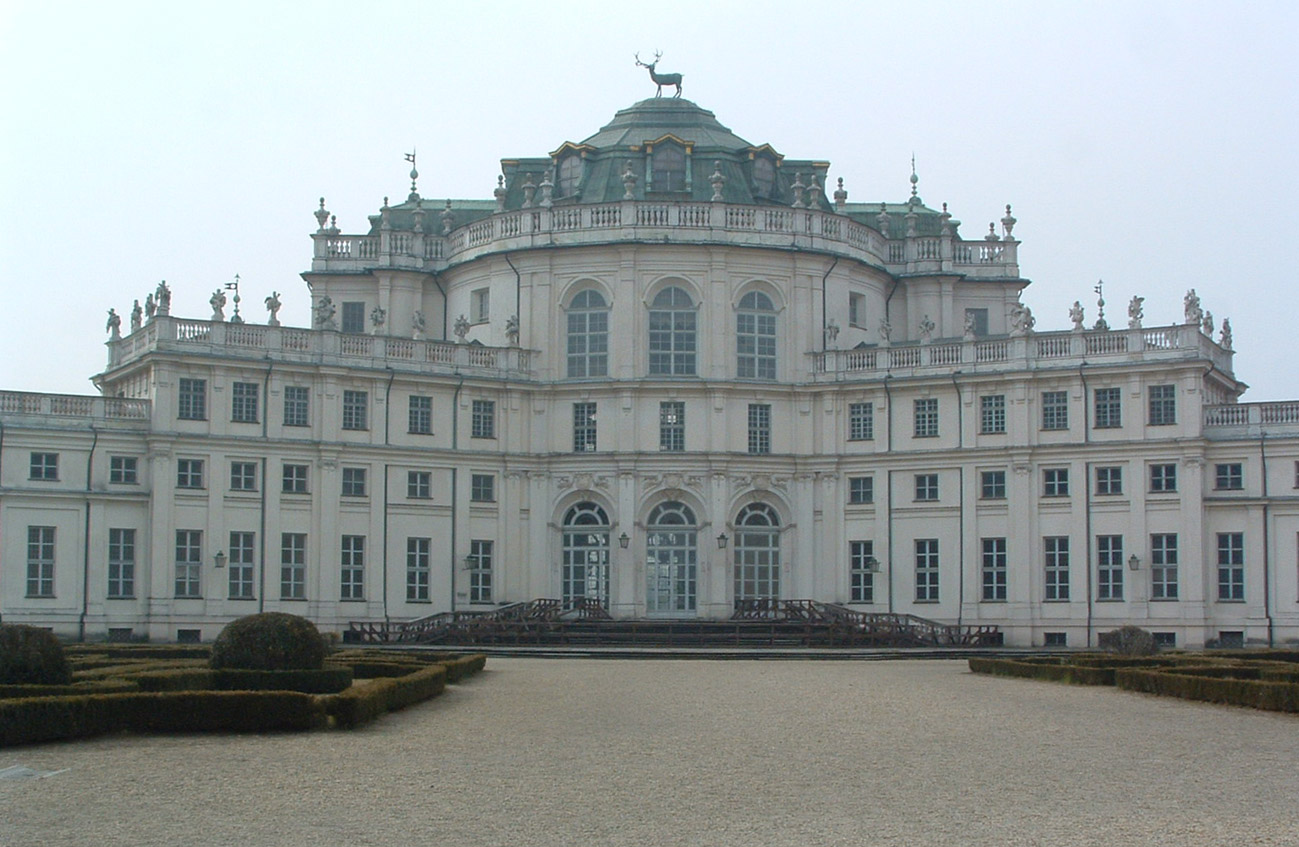
Мисливський замок Ступініджі, арх. Ювара.

### Скульптура бароко в Італії

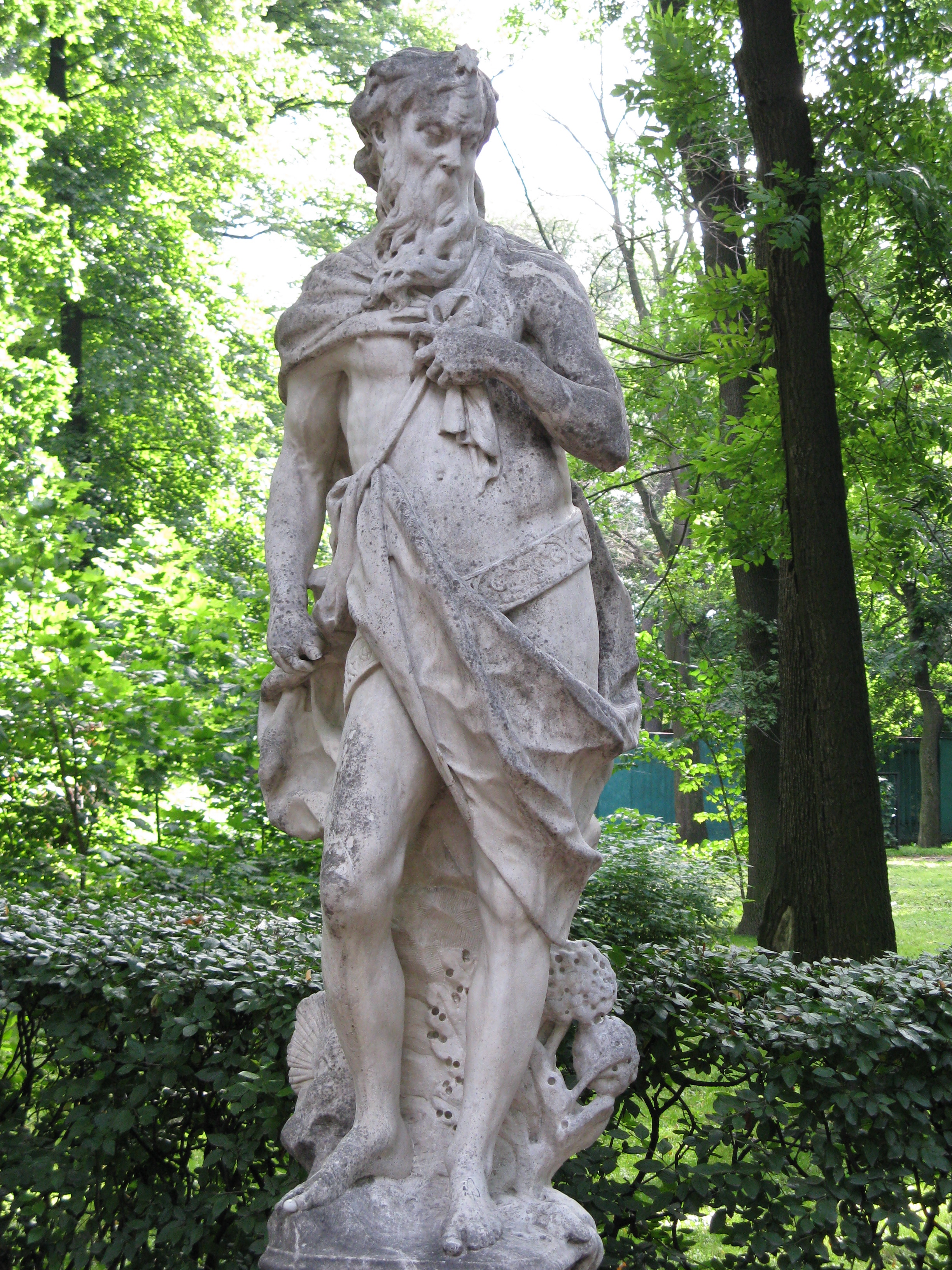
Джованні Бонацца. «Алегорія вечора», з циклу «Перебіг доби», 1717
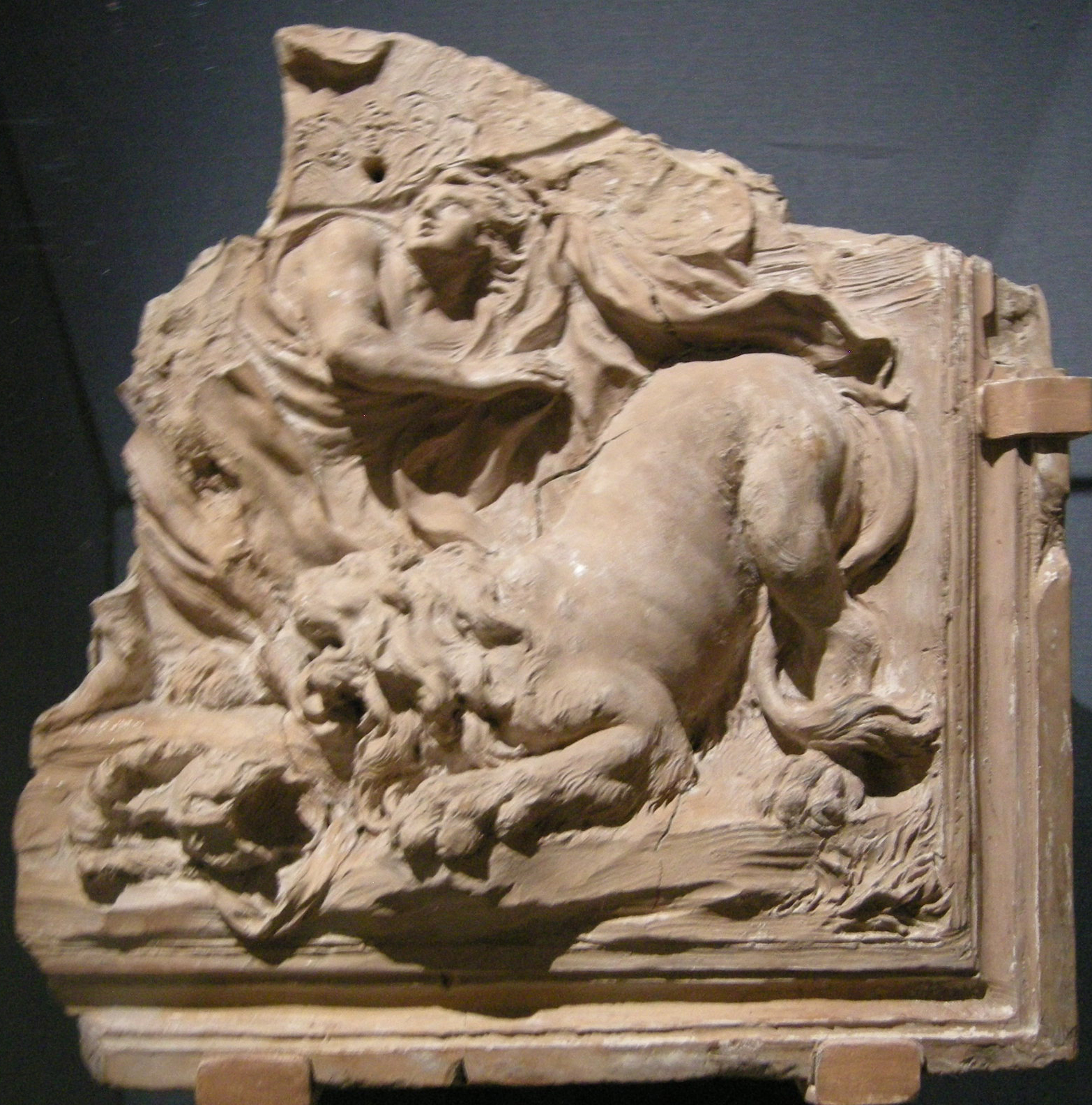
Мельхіоре Кафа, ескіз в рельєфі "Мучеництво св. Евстасія ", 1660
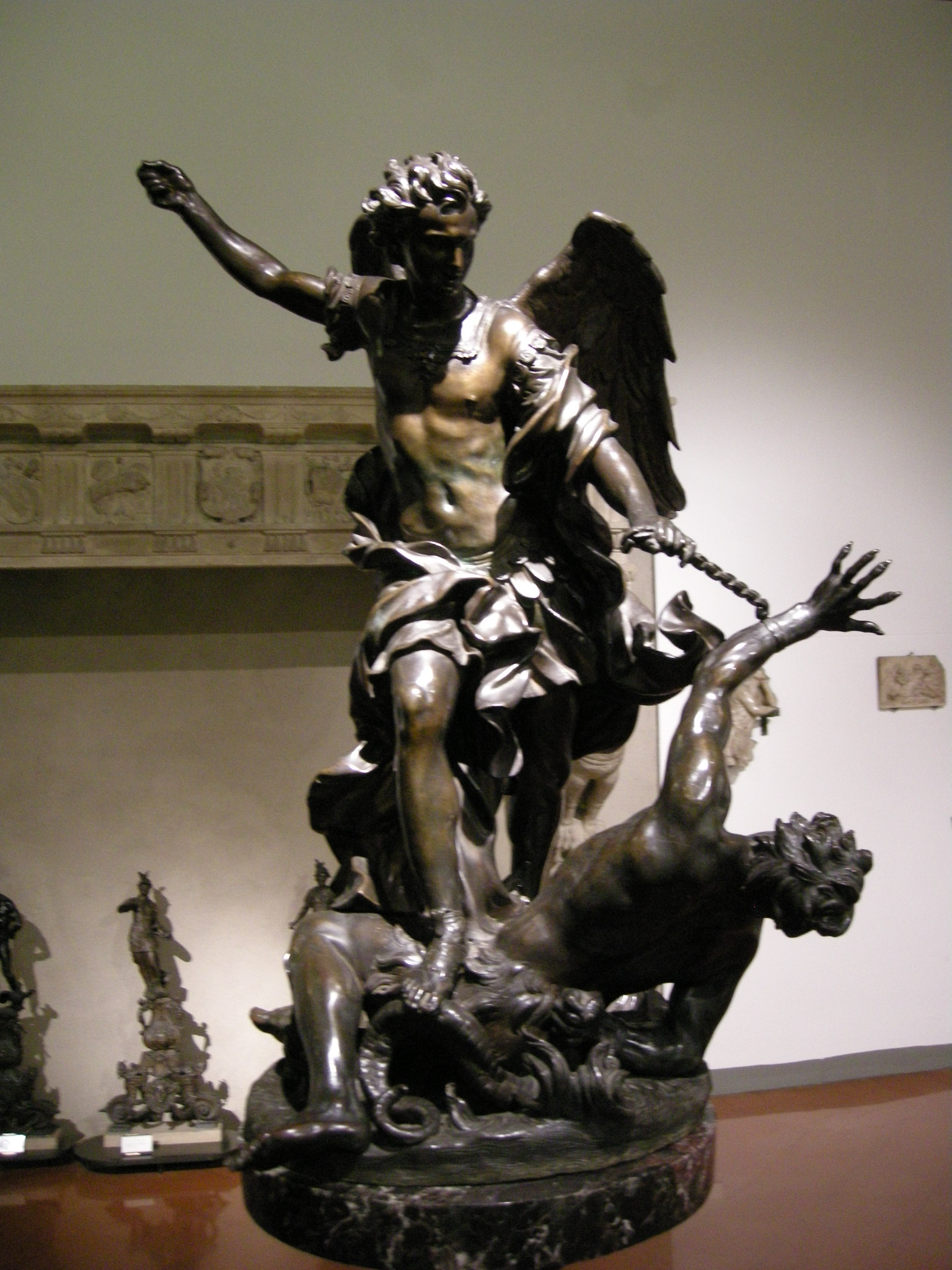
Алессандро Альґарді, Двобій Архангела Михаїла з демоном, бронза, Музей Цивіко, Болонья
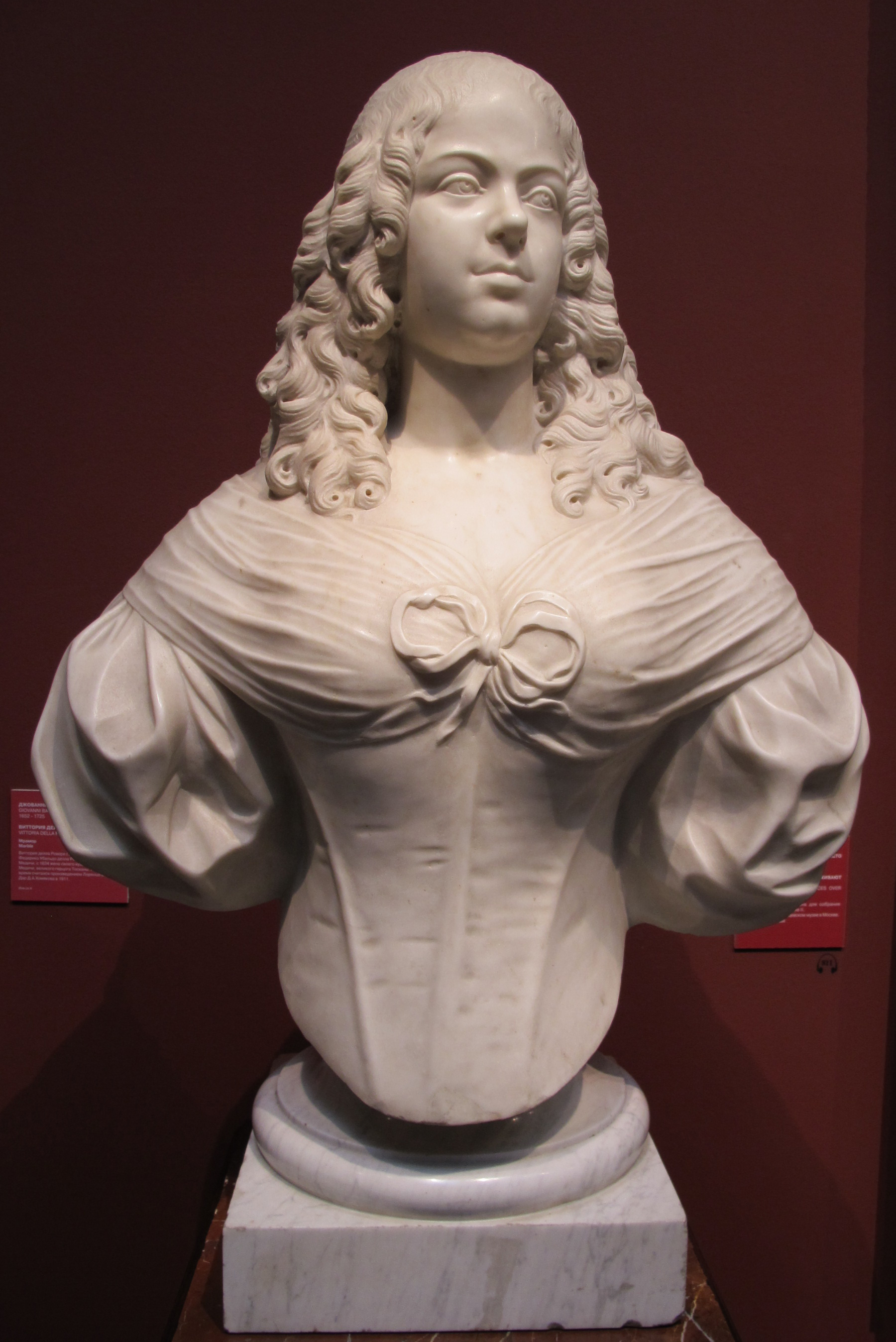
Джованні Баттіста Фоджині, «Вітторія делла Ровере»
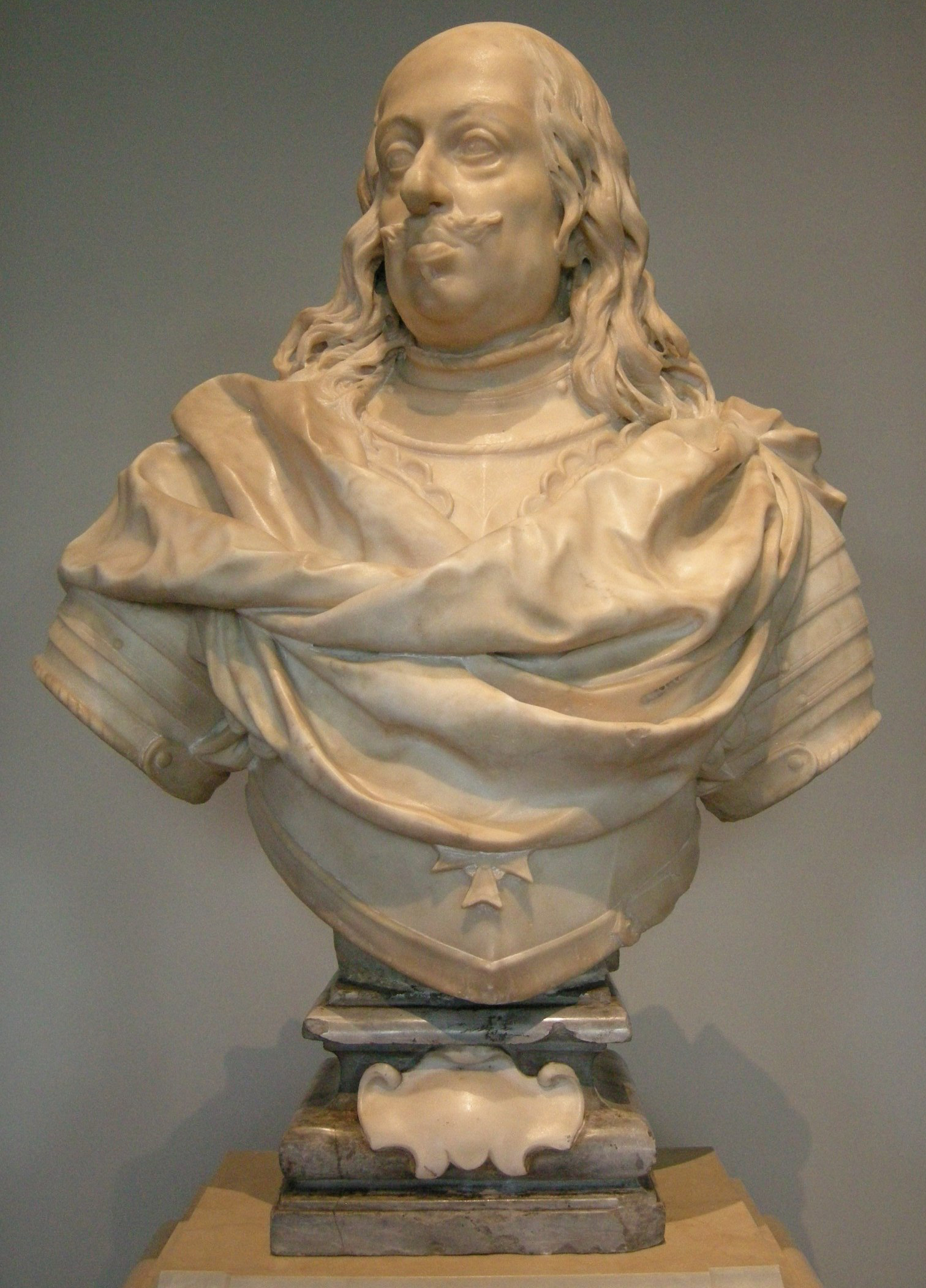
Джованні Баттіста Фоджині, «Герцог Фердинандо ІІ Медичі»
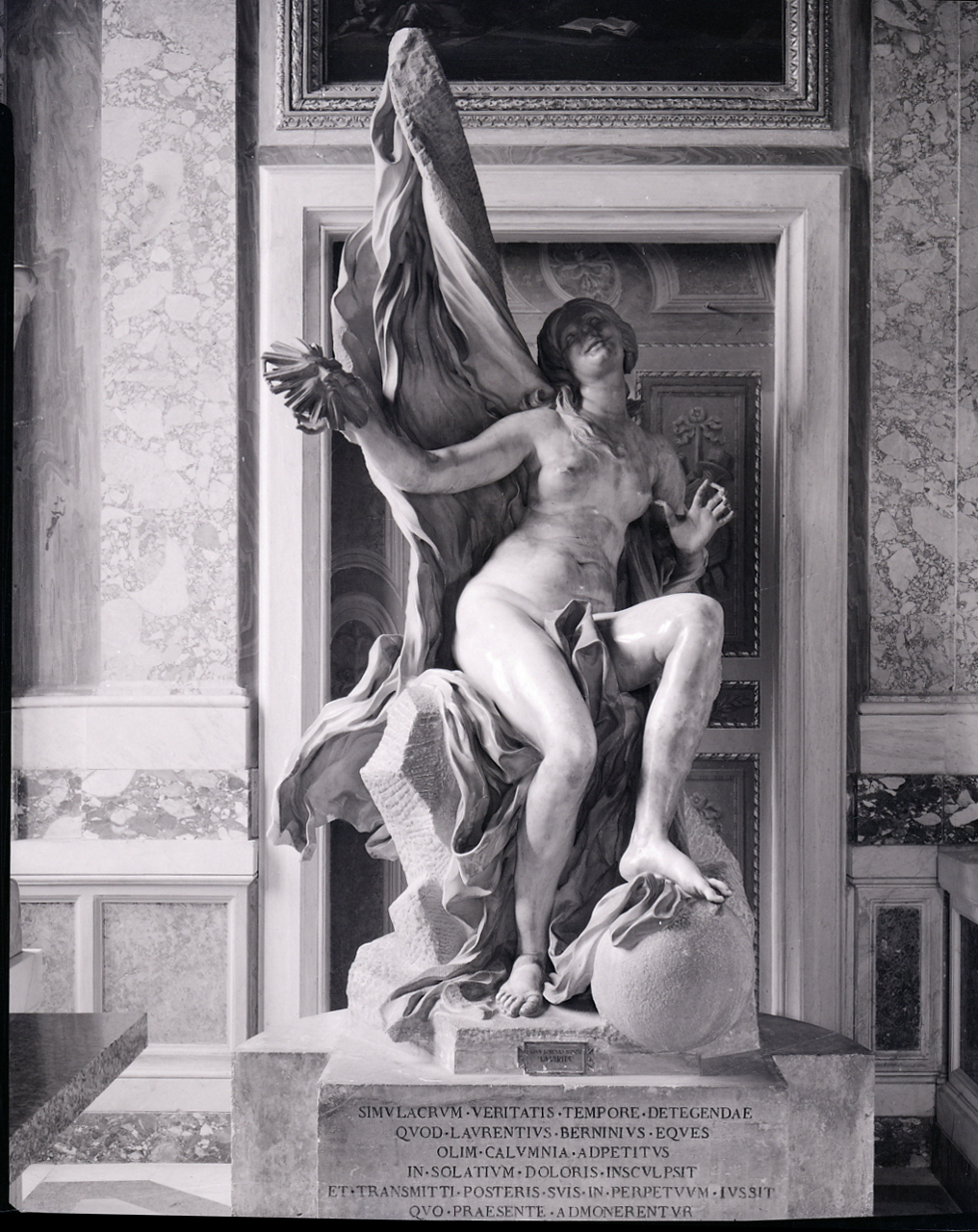
Лоренцо Берніні, «Правда, яку відкриє плин часу», Галерея Боргезе, Рим
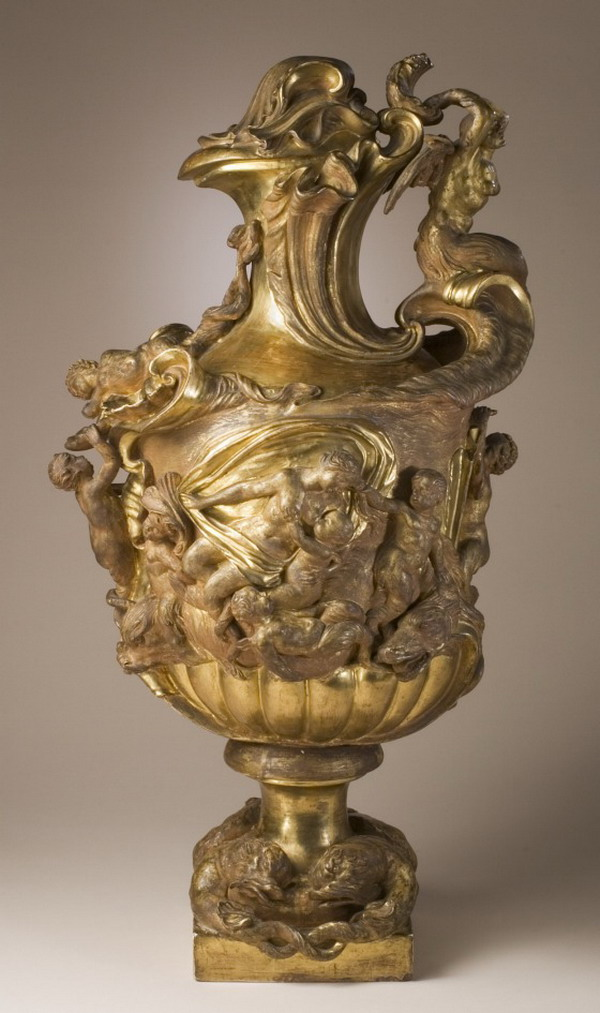
Массіміліано Сольдані, ваза з Галатеєю, золочена теракота, 1695, Лос-Анжелес
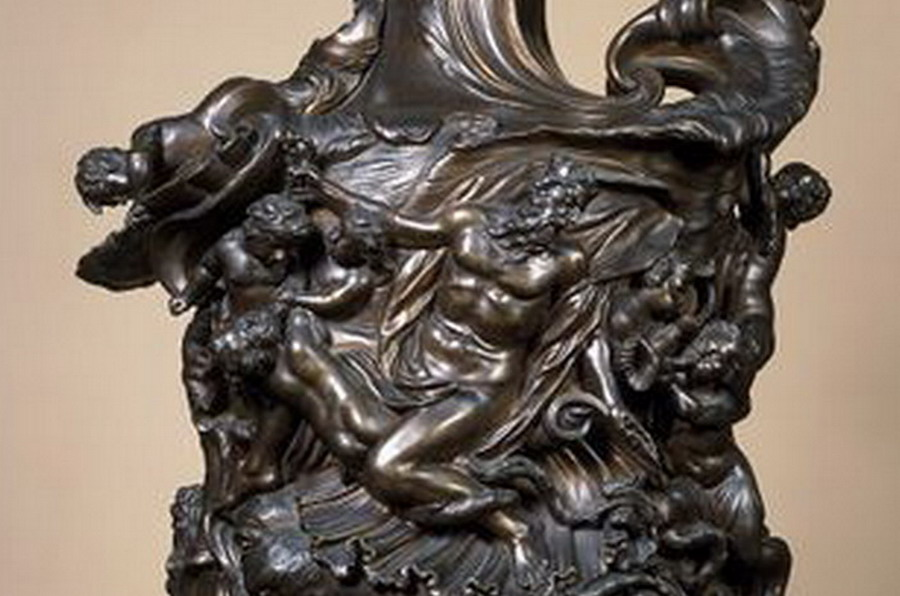
Массіміліано Сольдані. Деталь бронзової вази з Нептуном, Музей Вікторії й Альберта, Лондон
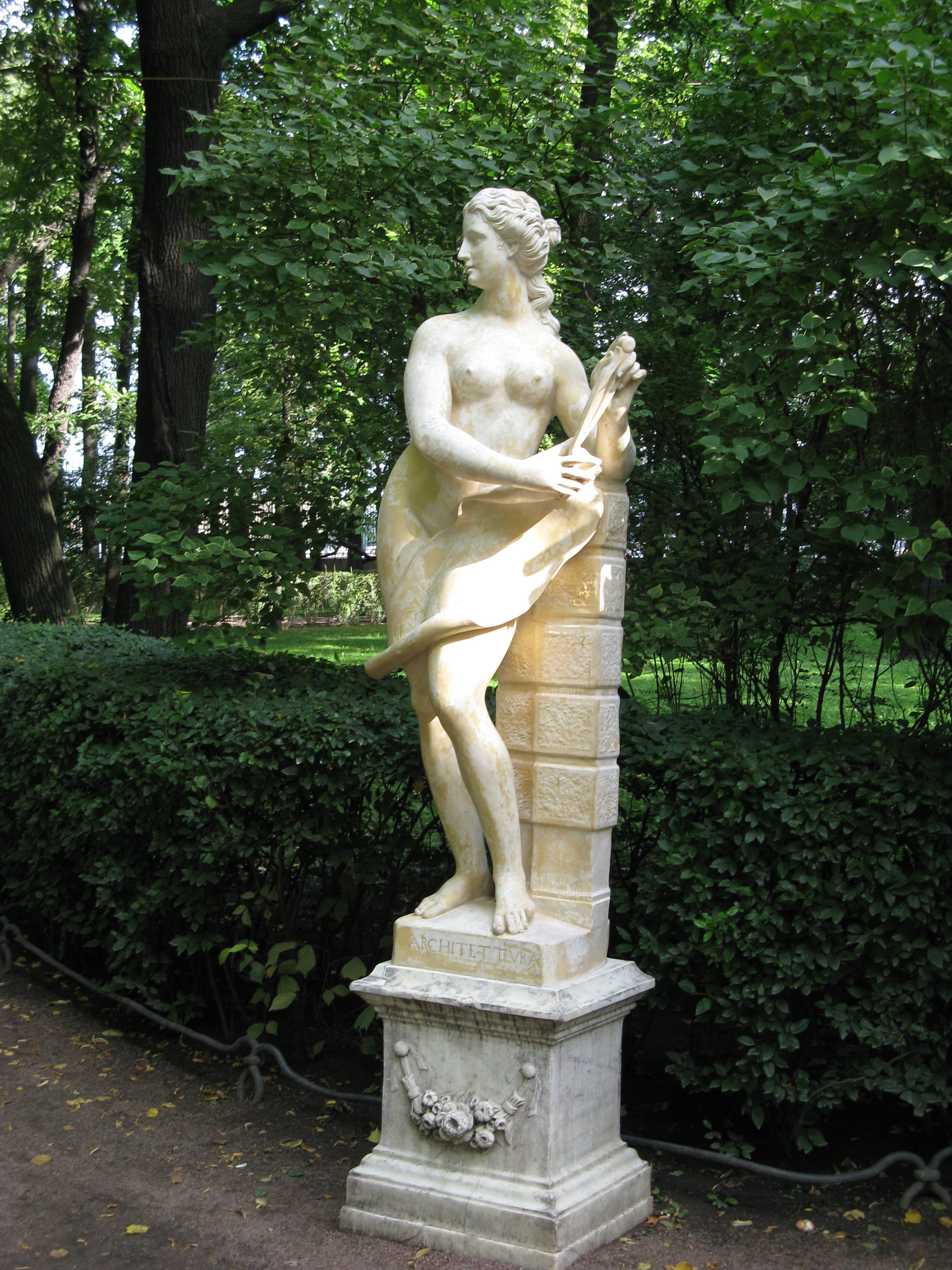
П'єтро Баратта, «Алегорія Архітектури», 1722, Літній сад (Санкт-Петербург)
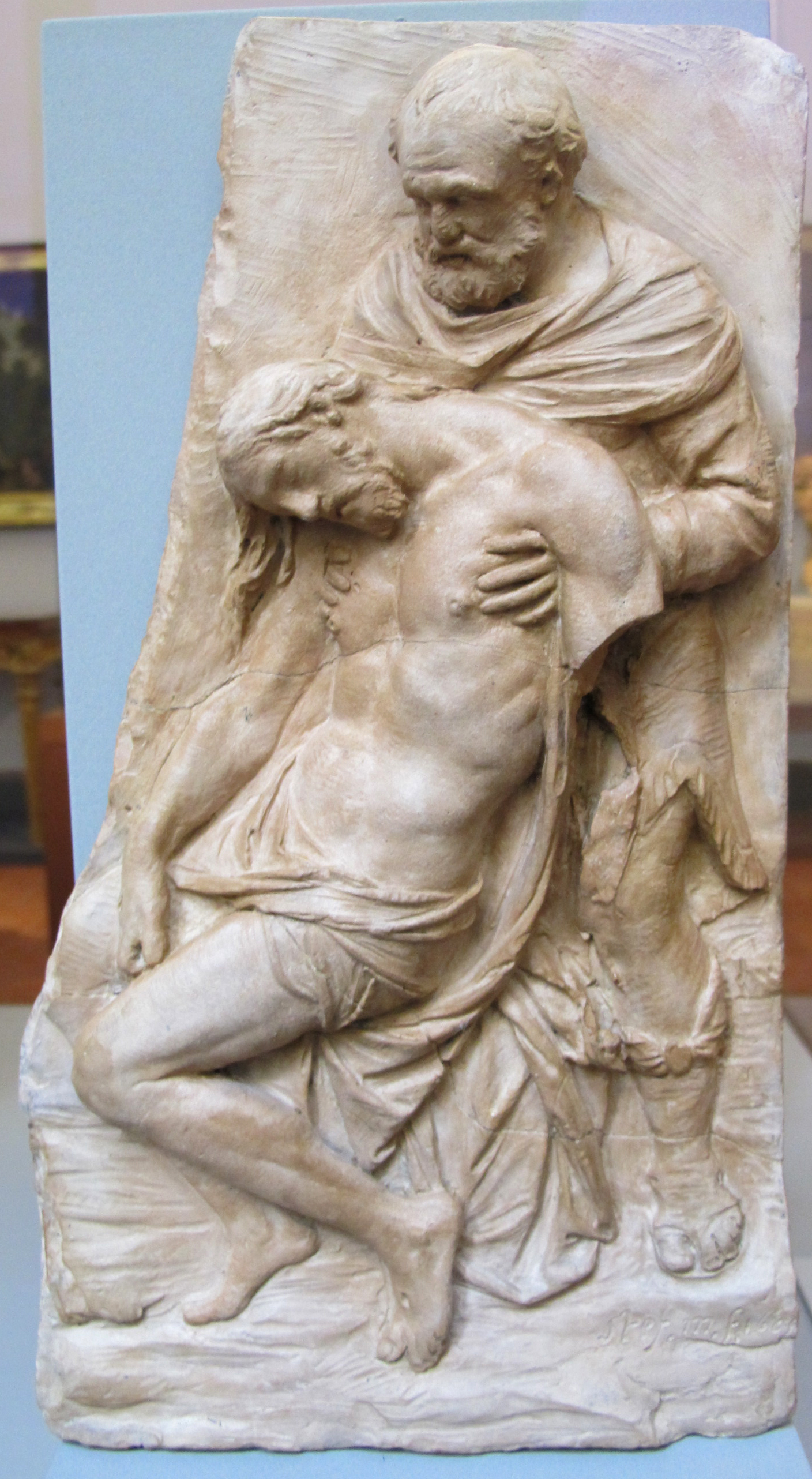
Стефано Мадерно. Нікодим і Христос в сцені «Оплакування», 1605
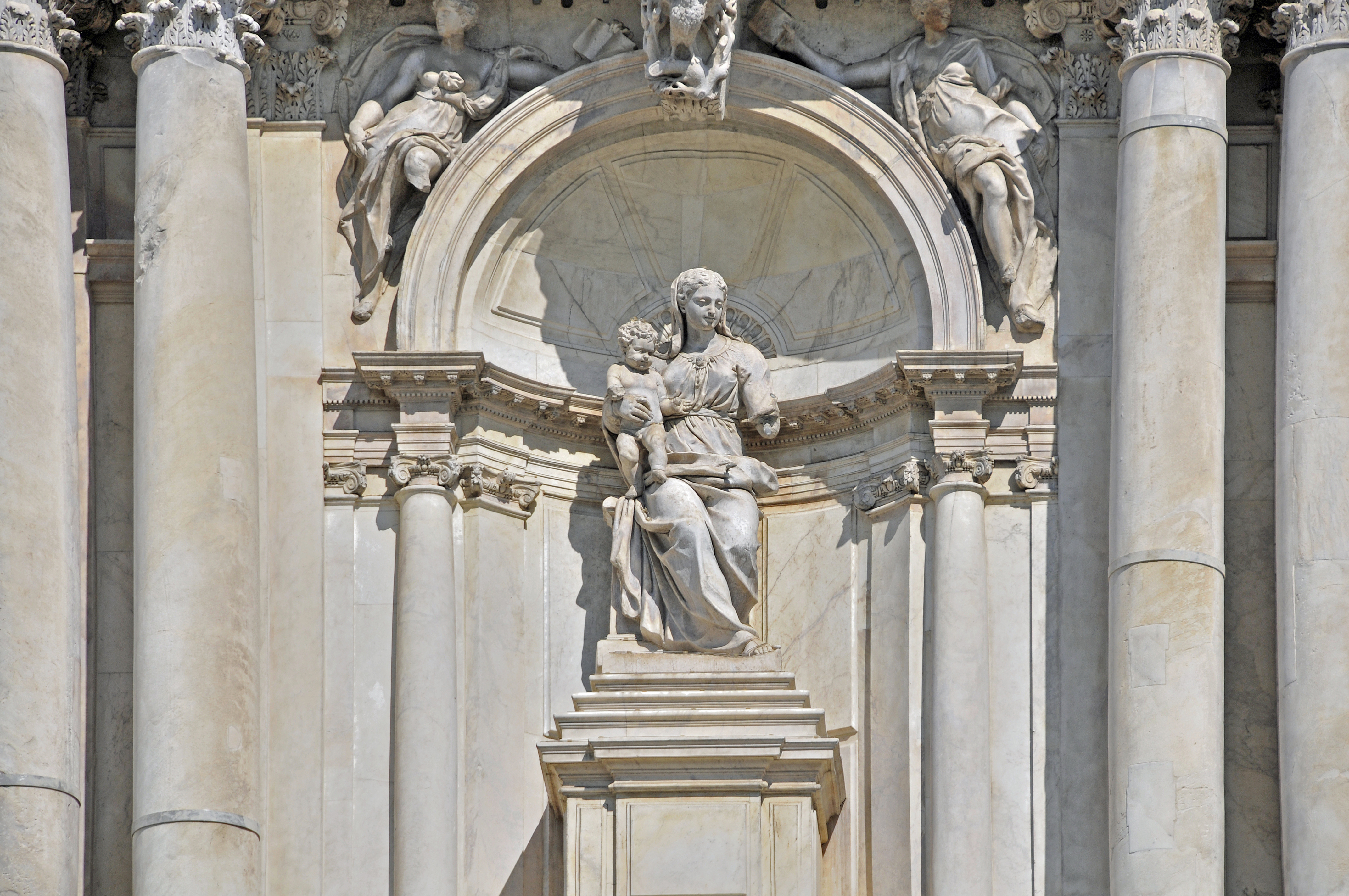
Бернардо Фальконі. «Мадонна з немовлям». фасад церкви Санта Марія ді Назарет, Венеція
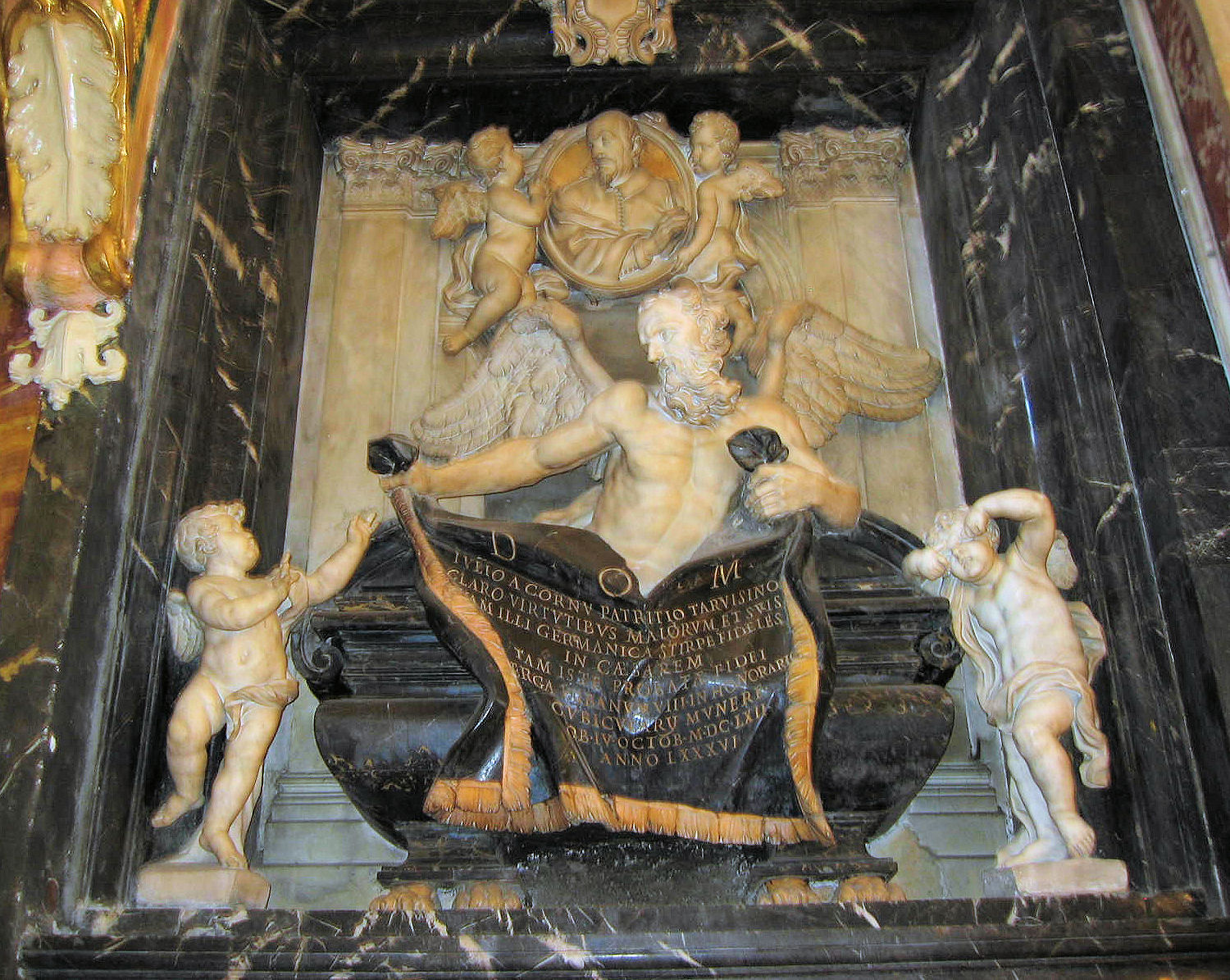
Ерколе Феррата, нагробок Джуліо дель Корно з Хроносом і путті, Рим
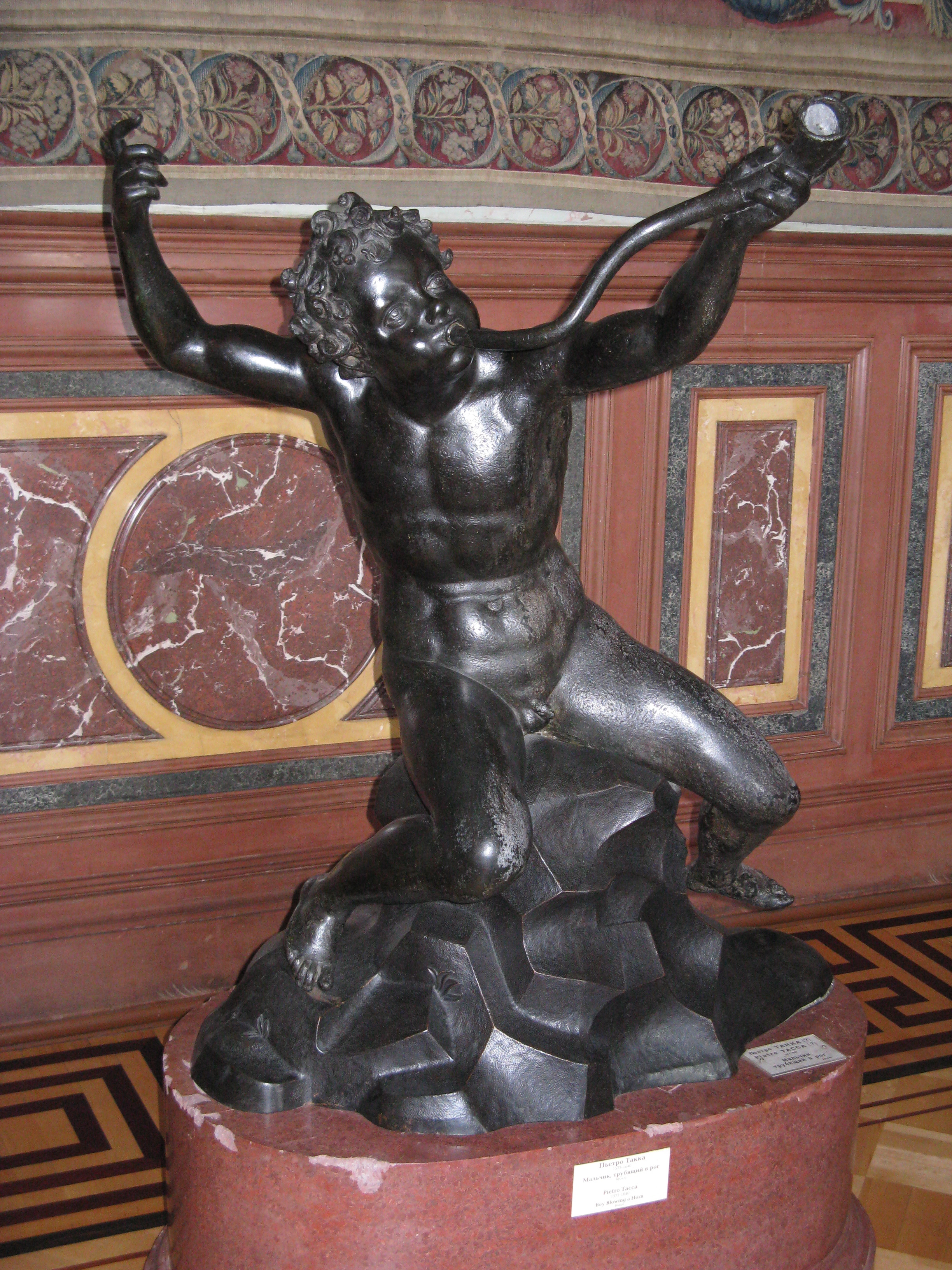
Пьєтро Такка, фонтанна скульптура «Хлопчик з трубою», бронза, Ермітаж
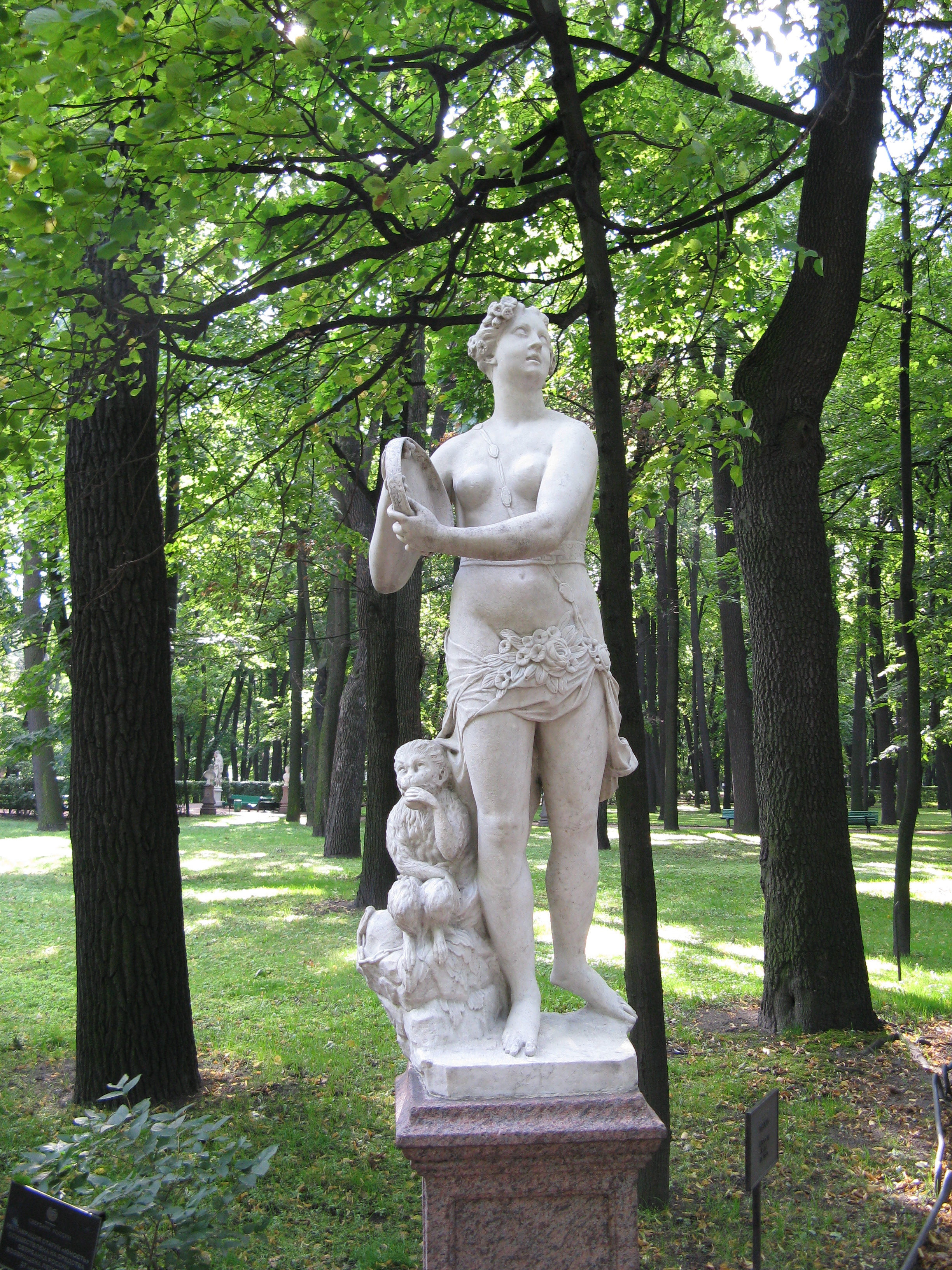
Антоніо Тарсія,«Алегорія молодості, мінливої як мавпа», Літній сад (Санкт-Петербург)

### Скульптура бароко в Австрії

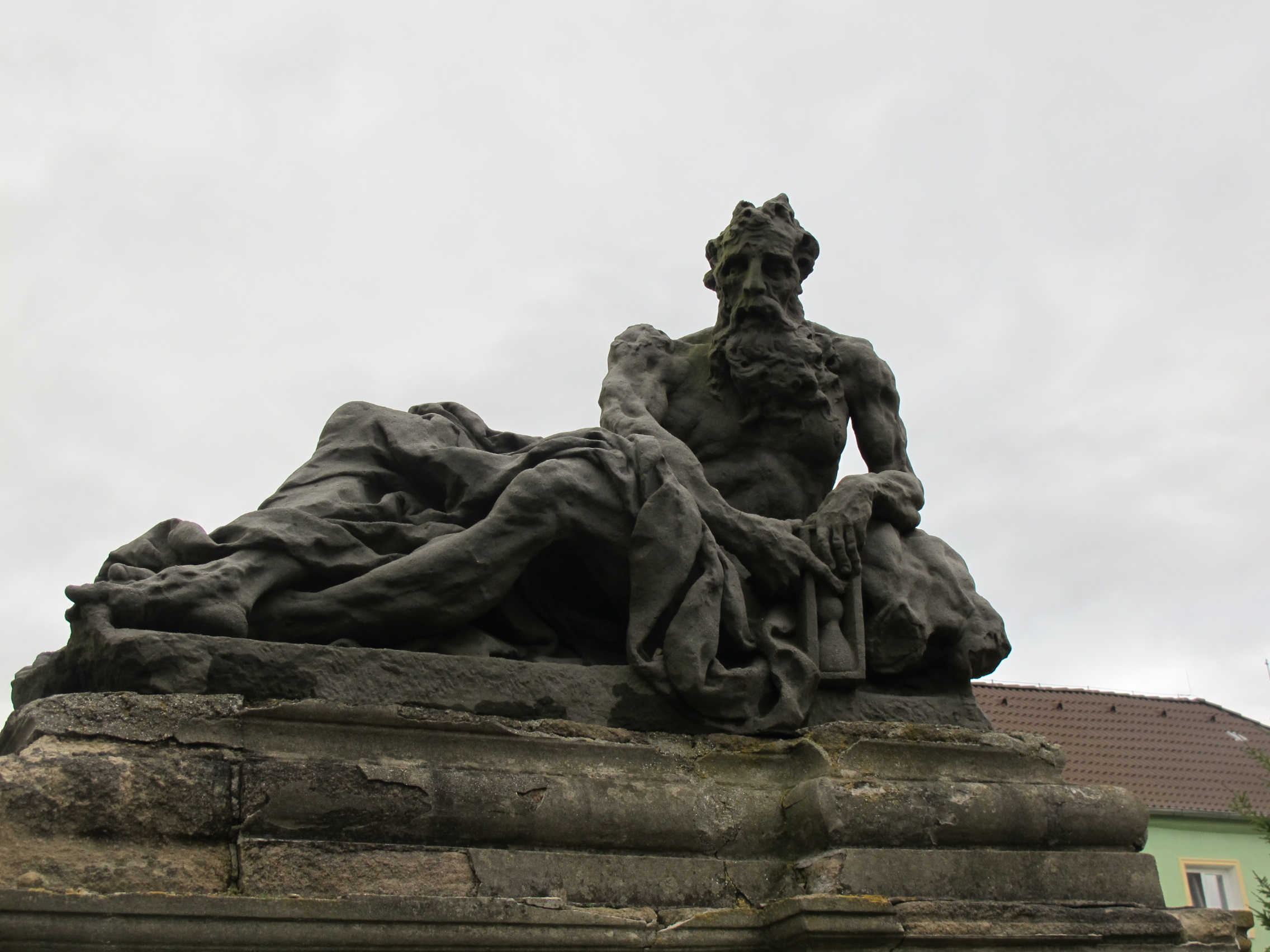
Скульптор Матьяш Бернард Браун. Бог часу Хронос, Цитоліби, Чехія
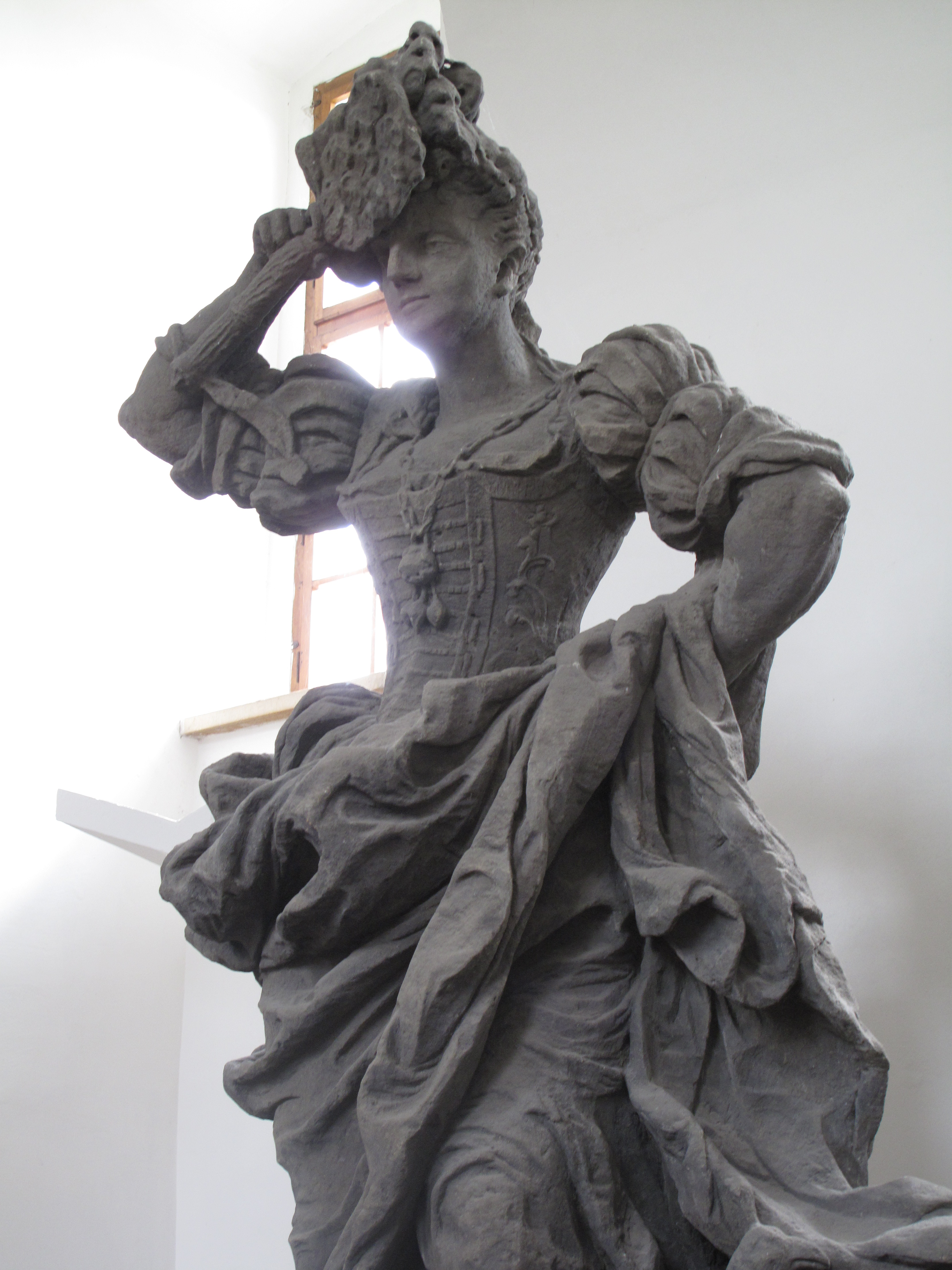
Матьяш Бернард Браун. «Алегорія Пихи», цикл «Гріхи», замок Кукс
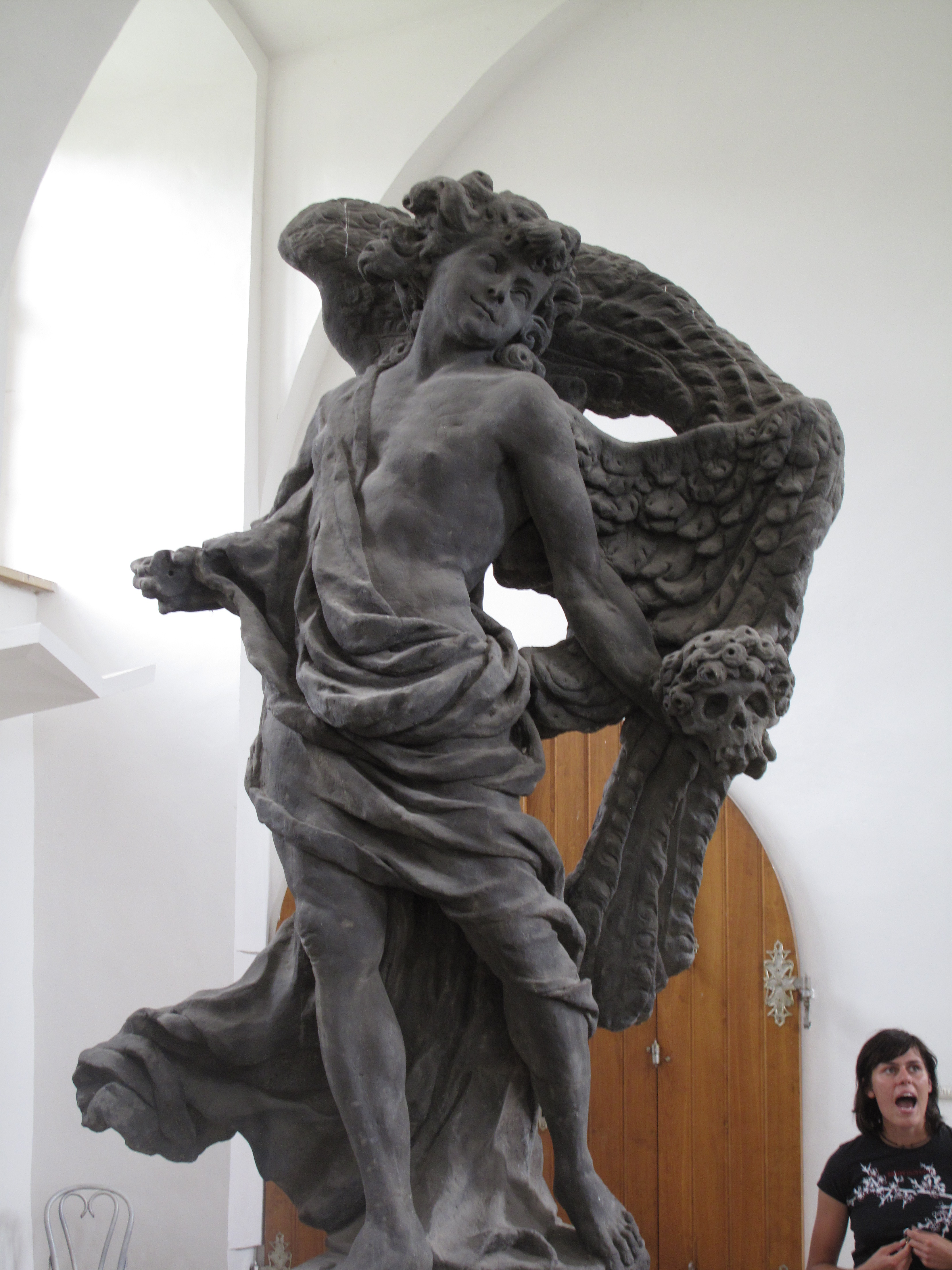
Матьяш Бернард Браун.«Янгол Блаженної смерті», замок Кукс
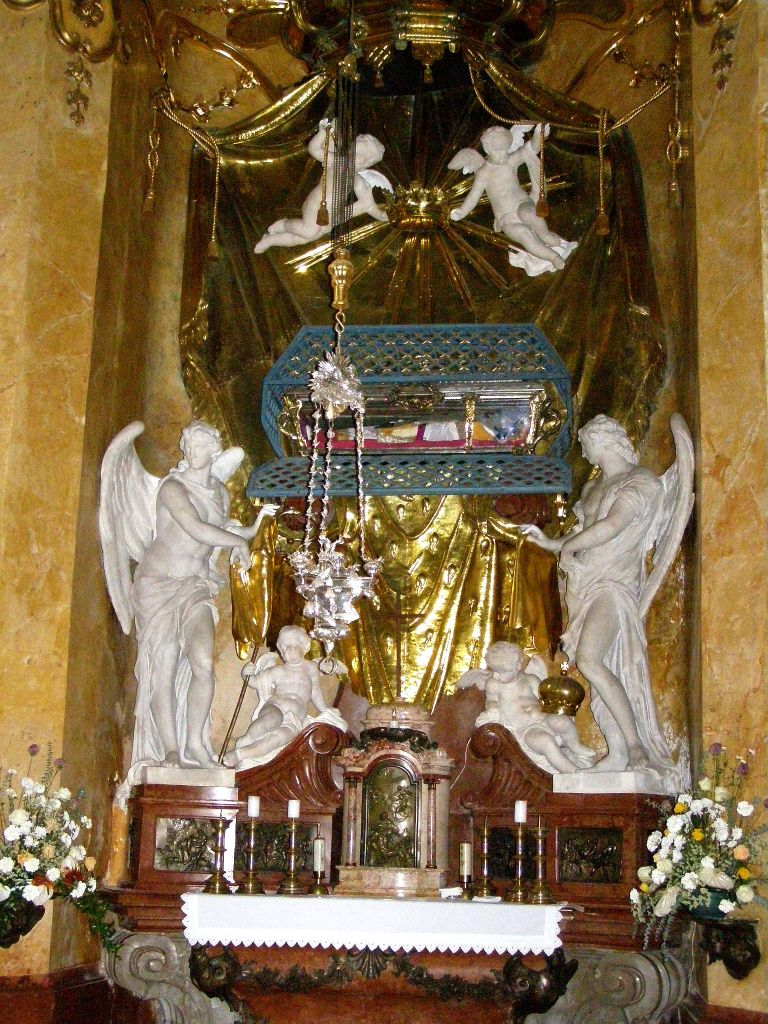
Георг Доннер, Каплиця Св. Яна Альмужника
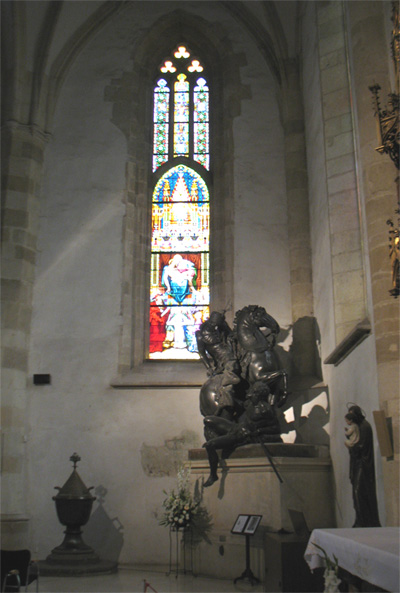
Георг Доннер,Святий Мартин (Доннер), Братислава
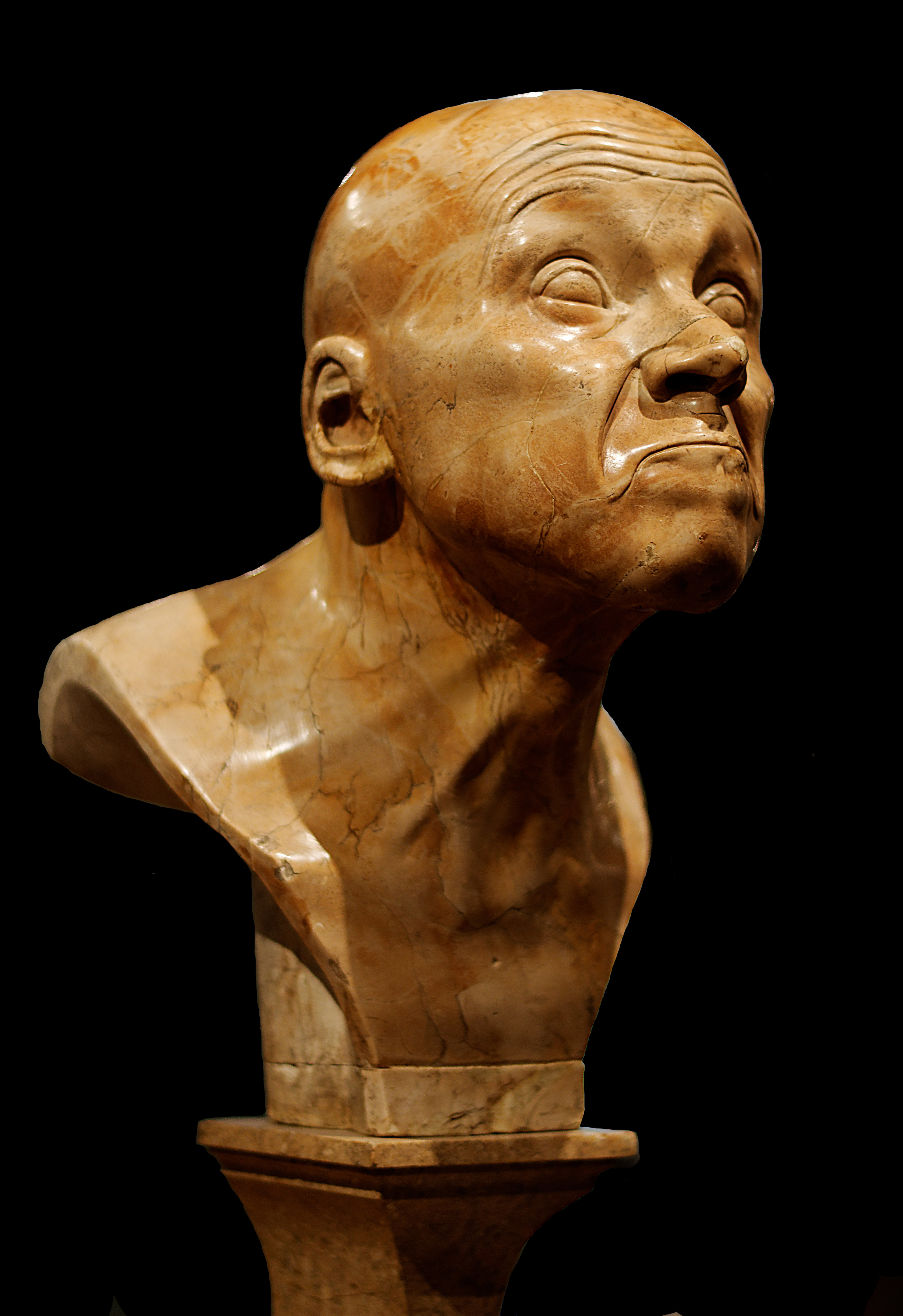
Франц Мессершмідт, Профан
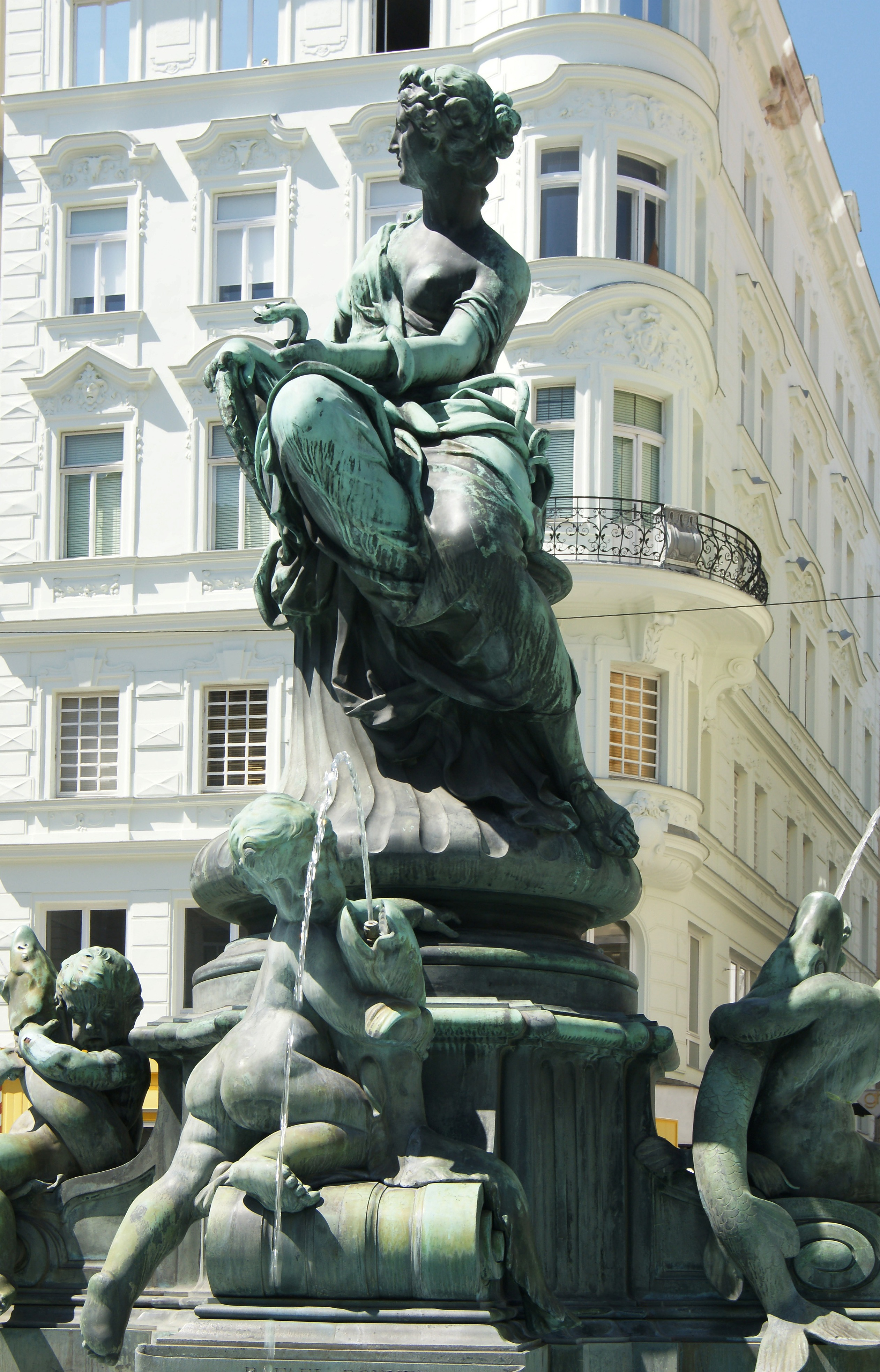
Георг Доннер, Фонтан «Мудре Правління», Відень
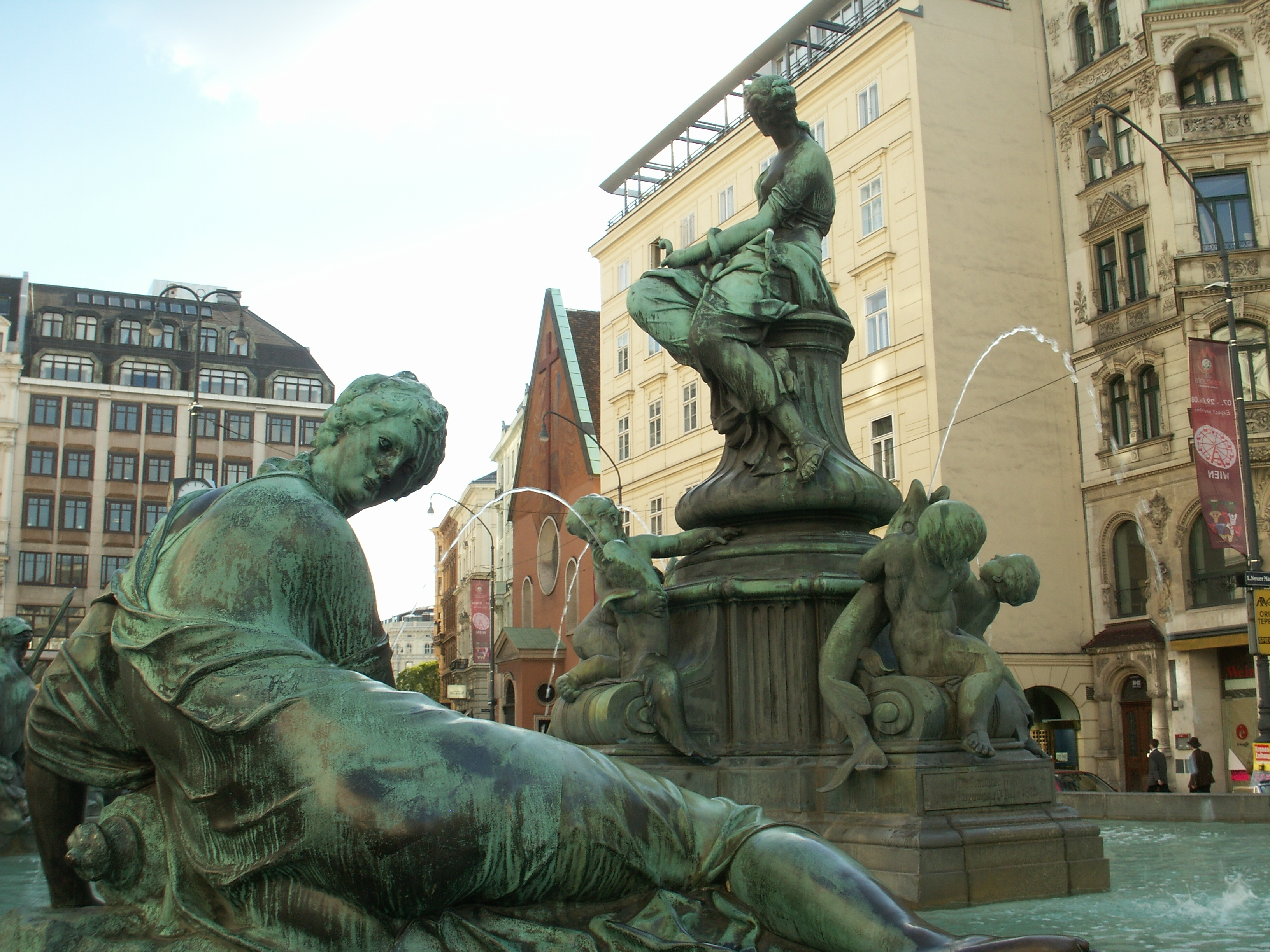
Георг Доннер,«Алегорія річки Іббс» з горщиком, Відень
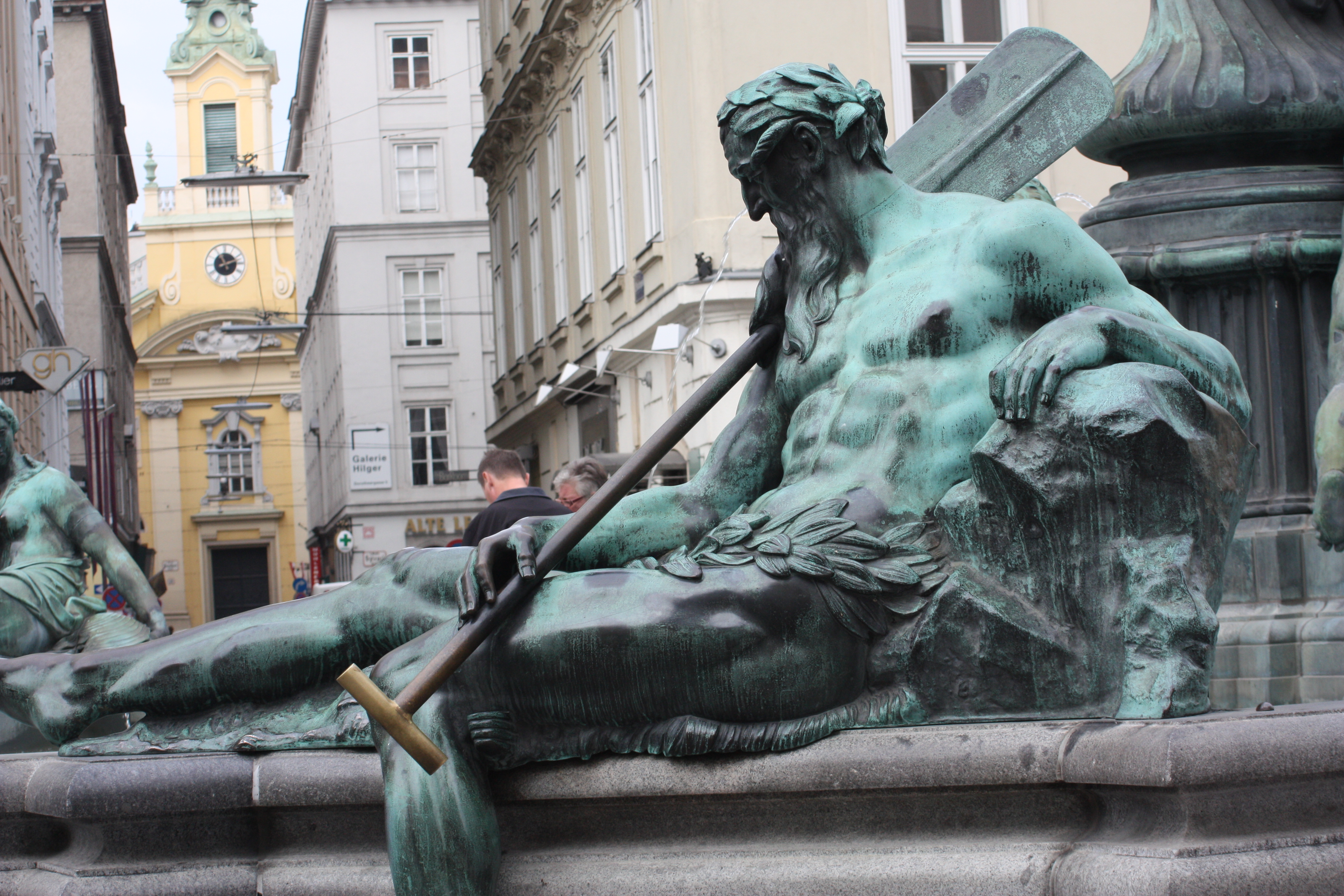
Георг Доннер,Алегорія річки Еннс у вигляді старого з веслом, Відень

### Скульптура бароко в Україні

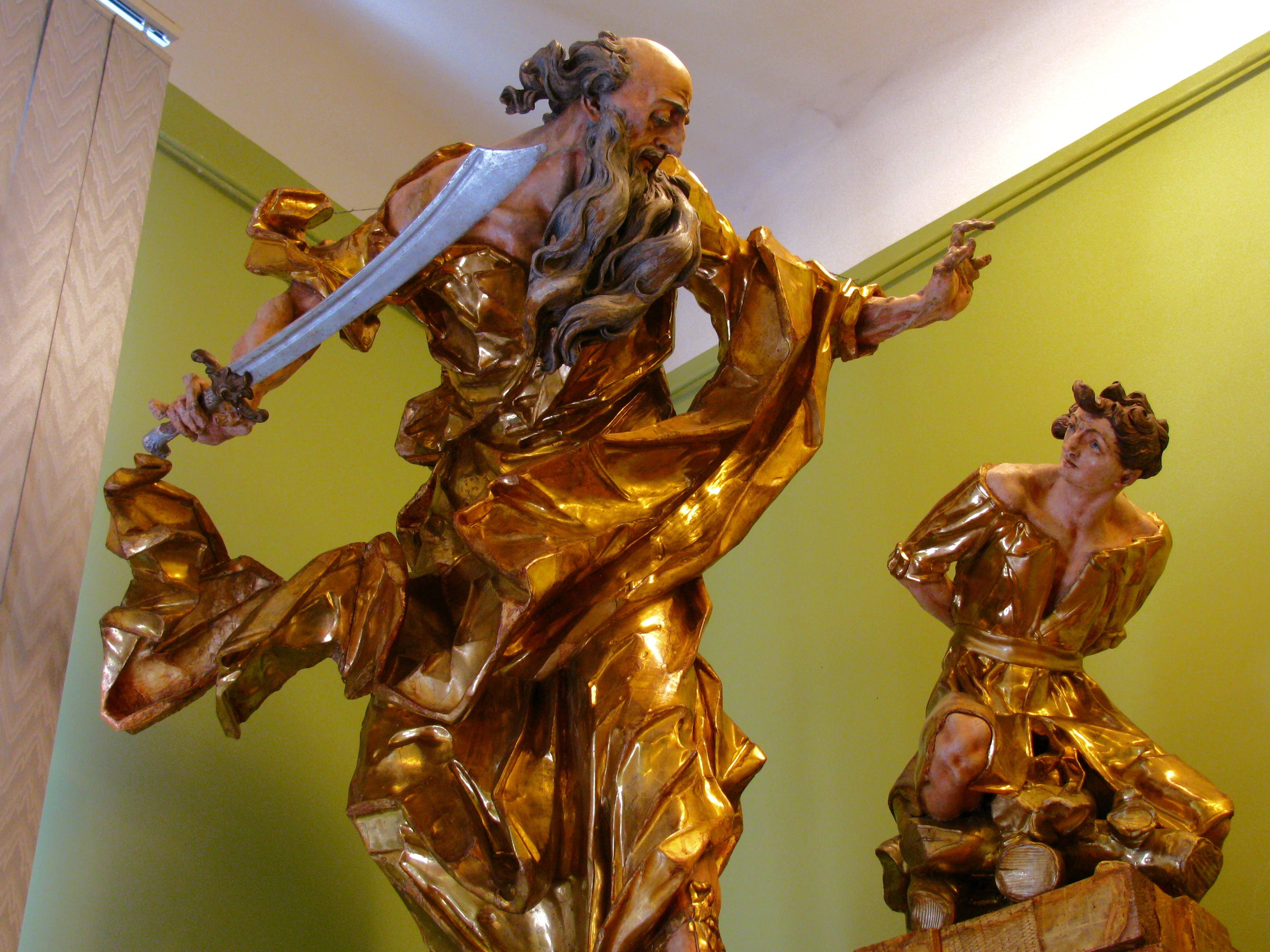
Іван Георгій Пінзель,«Жертвоприношення Авраама», золочене дерево, вівтар костелу Всіх Святих, Годовиця, Львівська область
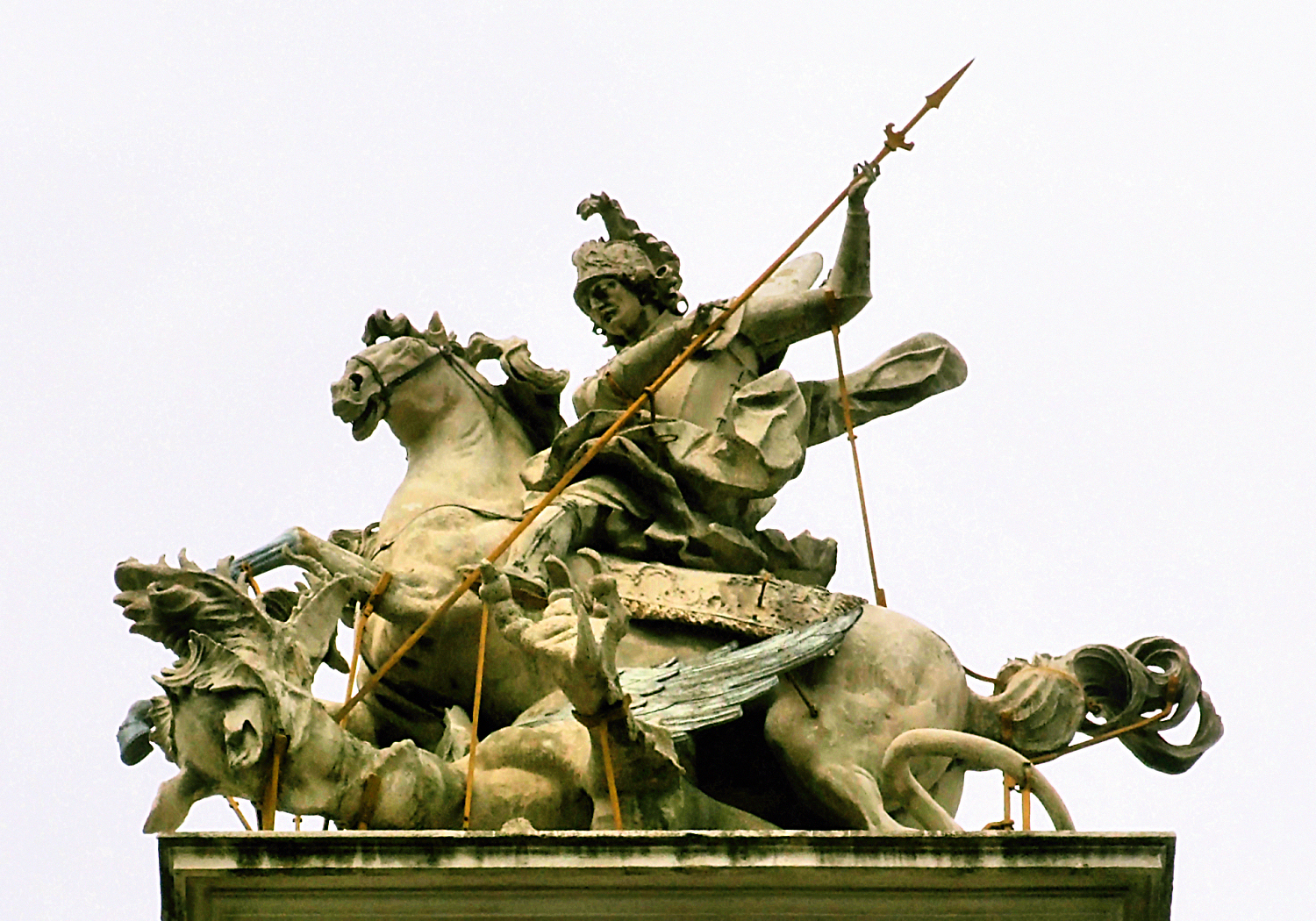
Іван Георгій Пінзель, «Святий Юрій Змієборець»
Епітафія родини Боїмів, Львів
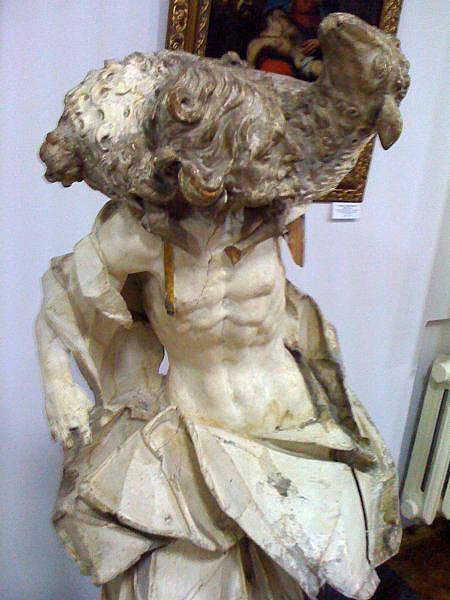
Іван Георгій Пінзель, «Добрий пастир», з колишнього костелу в Городенці

## Бароко в українському мистецтві
На західні землі України бароко прийшло рано — в перші роки XVII ст. Протягом 1610–1630-х років у Львові був збудований найбільший у Львові костел єзуїтів на плані першого барокового римського собору Іль Джезу, завершенням будівництва якого займався архітектор Джакомо Бріано. Католицька громада Львова вже у 1644 р. мала дивний зразок італійського бароко — Стрітенський костел босих кармелітів (збережений). Архітектор Джованні Баттиста Джизлені майже точно скопіював храм Карло Мадерно у Римі, побудований там у 1603 р. Зберігся й Петропавлівський костел і монастир у Луцьку, побудований архітектором з Венеції Джакомо Бріано у 1606—1610 рр. Не вщухає захоплення й від костелу Св. Трійці в містечку Олика, побудований Радзивіллами, де працювали Б. Моллі та Я. Маліверна ще в 1635—1640 рр. (збіднілий, пошарпаний, але збережений). А будуть ще церковні барокові велетні в Барі, Городенці, Бучачі, Микулинцях, Золочеві, Вінниці, Ізяславі, Кременці, Почаєві. Шедеври бароко донині стоять у Львові, Бердичеві, Кам'янці-Подільському, Наварії, Угневі, Підкамені, Богородчанах. На завершення доби бароко з середини XVIII ст. у Львові були зведені Костел домініканців та Собор святого Юра, перебудовані інтер'єри більшості святинь.
Назвемо лише три пам'ятки неперевершеного світського бароко — палац у Підгірцях з бароковим італійського типу парком (1640 рр — реставрується) та палац у селі Оброшино. Останній й понині дивує збереженою скульптурою брами, скульптурою Атласу на службовому приміщенні та бароковим садовим фасадом палацу. Перебудова парадного фасаду в стилі модерн лише підкреслила красу барокових залишків брами, огорожі та сходинок.
Дивний бароковий палац Сангушків в Ізяславі — суцільна руїна (архітектор Паоло Фонтана, 1750).
В кожнім разі, в Україні мистецтво бароко роздвоїлося: в Західній Україні (Підляшшя, Галичина, Волинь, Поділля) воно зберегло форми єзуїтського бароко, що залишилося ближчим до свого першоджерела; в Центральній та Східній Україні (Слобожанщина та Чорномор'я) воно сильно модифікувалося й набрало зовсім оригінального забарвлення — т. зв. козацького бароко. Різниця між цими двома галузями в основі одного стилю особливо яскраво виявляється в архітектурі, менше — в скульптурі, хоч добре помітна в скульптурі декоративній; найменше її знати в малярстві.
В XVIII ст. в Україні, переважно в Києві, Переяславі та Львові, в стилі українського бароко були створені видатні споруди та цілі архітектурні комплекси. Найвизначнішими з них є: Духовна академія в Києві (Й. Шедель, 1732—1740), Ковнірівський корпус в Києво-Печерській лаврі (С. Ковнір, 1721—1773), надбрамна церква Кирилівського монастиря в Києві (І. Григорович-Барський, 1760), Собор святого Юра у Львові (Б. Меретин, 1745—1770), ратуша в Бучачі (Б. Меретин, 1751), церква в Почаєві (Г. Гофман, Ф. Кульчицький та М. і П. Полейовські, 1771—1791). У композиції цих будівель помітне прагнення до зовнішнього блиску, парадності, до розвиненої архітектурної декорації — вибагливі фронтони, соковиті ліпні орнаменти та майоліка. Колони, півколони та пілястри архітектурних ордерів у тому чи іншому трактуванні фасадів займали провідне місце.
В українському живописі стиль бароко позначився насиченістю композицій, колористичною вишуканістю й декоративністю. Персонажі на іконах і портретах зображаються в дорогому одязі, типаж і аксесуари українізуються («Св. Параскева П'ятниця», 1701, майстра Пилипенка з с. Високого, розписи Рутковича в церкві Скваряви та Кондзелевича в Богородчанах). В портреті помітне прагнення до імпозантності пози, небуденного оточення (портрет воєначальника Григорія Гамалії в Київському музеї українського мистецтва). Риси піднесеності і декоративності яскраво виявилися у скульптурі ратуші в Бучачі, рельєфах дзвіниці Софійського собору в Києві. Риси бароко виступають також у розписах Троїцького собору Густинського монастиря (кінець XVII ст.) та пізніше Троїцької церкви Києво-Печерської лаври, виконаних під керівництвом А. Галика. Тут композиції сповнені динаміки й руху, а персонажі подані в природних позах, в золототканому і багато орнаментованому одязі.
Бароко яскраво відбилося в різьбі дерев'яних іконостасів середини XVIII ст., які являли собою величні декоративні композиції, що ніби золототканими завісами закривали вівтар (іконостас Покровської церкви в селі Великі Сорочинці Полт. обл., 1732, та ін.), а також у ювелірних виробах (келихи, блюда, оправи євангелій тощо) і в книжковій графіці, гравюрах.

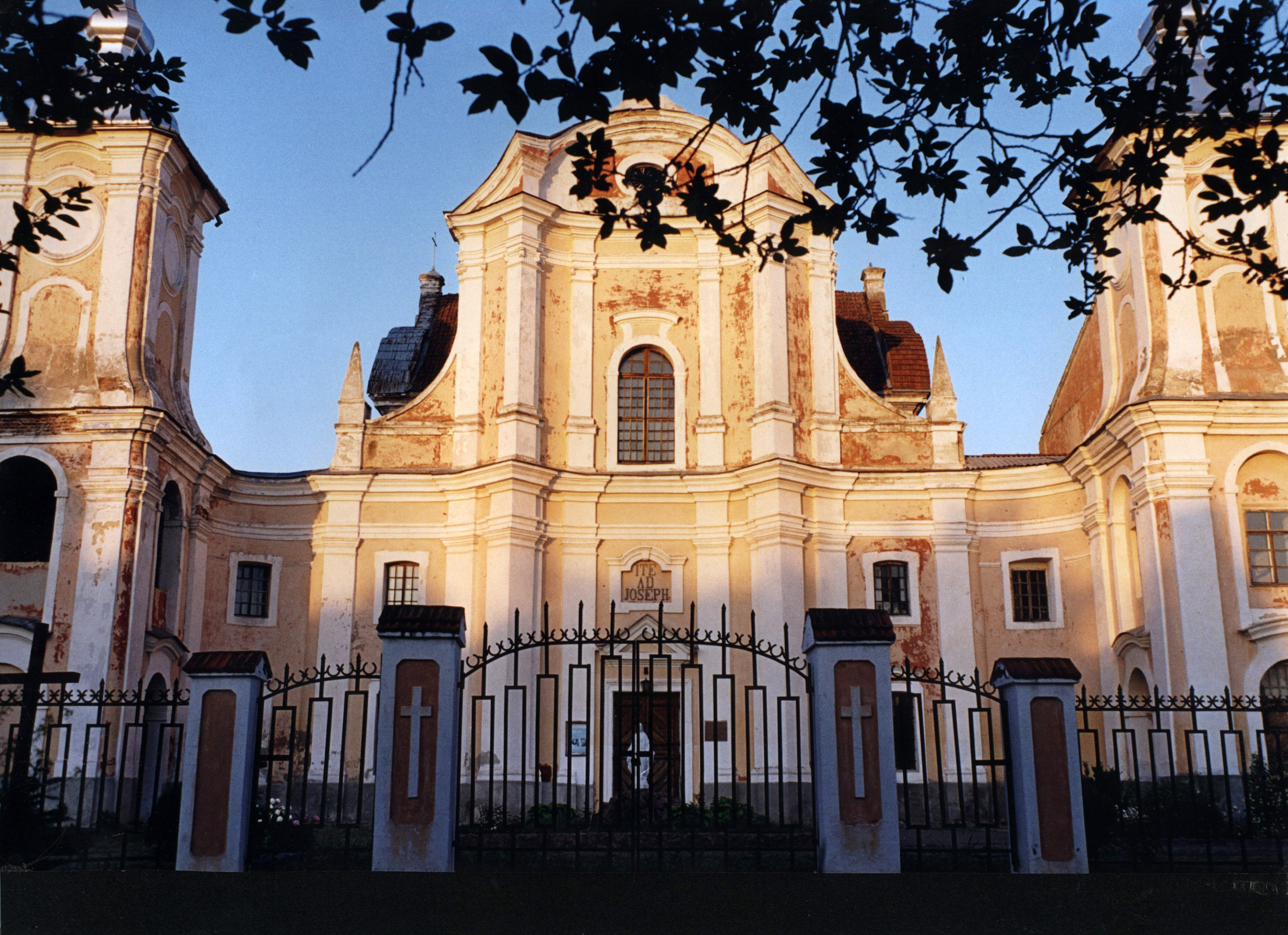
Костел Святого Йосипа та монастир отців Лазаритів, Ізяслав, Хмельницька область
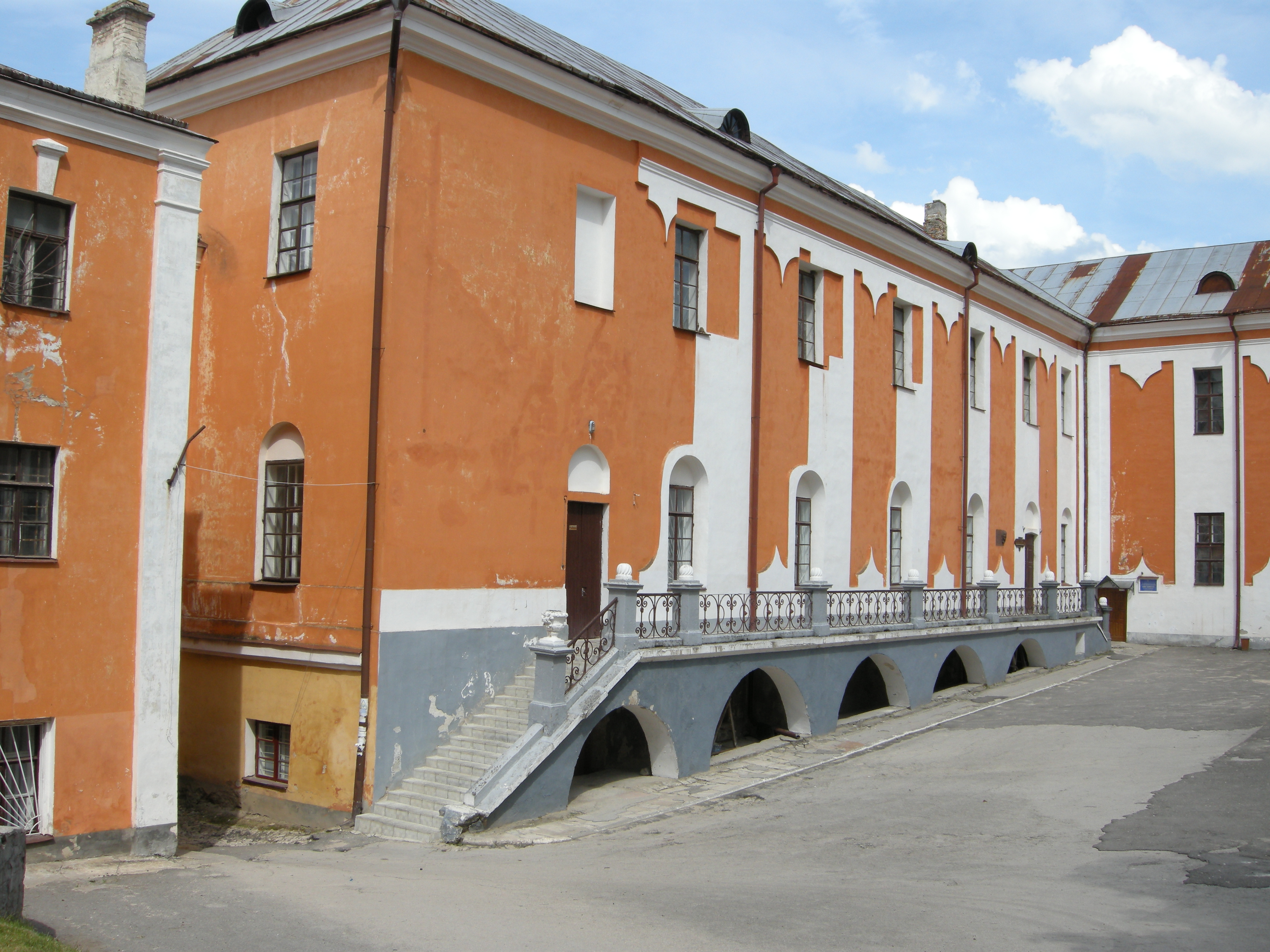
Костел Святих Ігнатія Лойоли і Станіслава Костки у Кременці
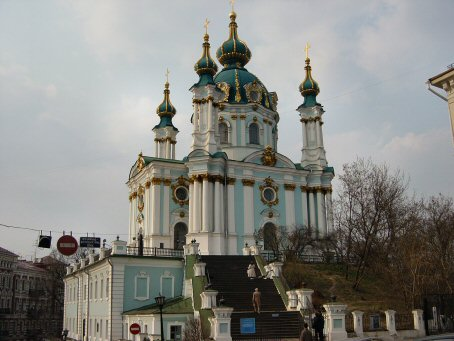
Київ, Андріївська церква
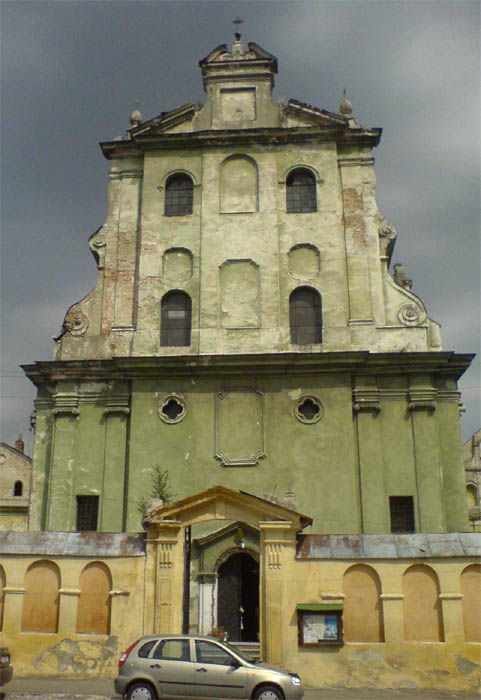
Жовква, Домініканський костел 17 ст. тепер храм святого великомученика Йосафата
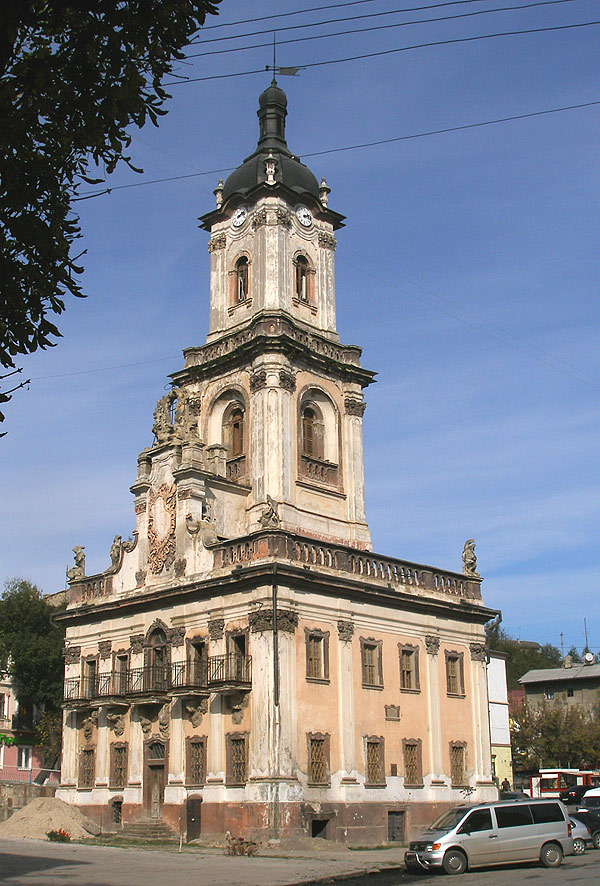
Ратуша в місті Бучач, XVIII ст.
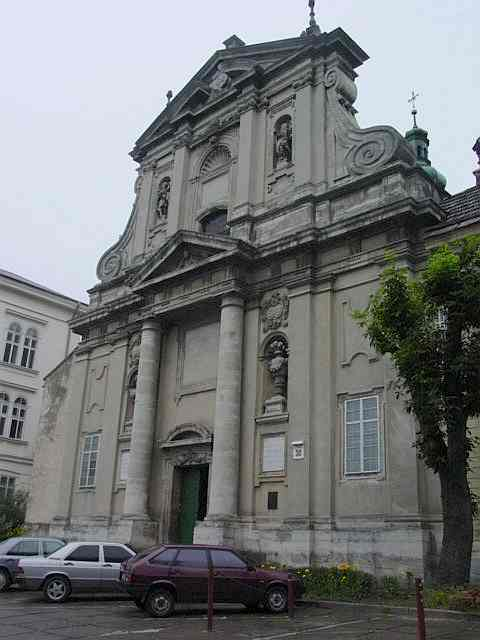
Костел Стрітення у Львові
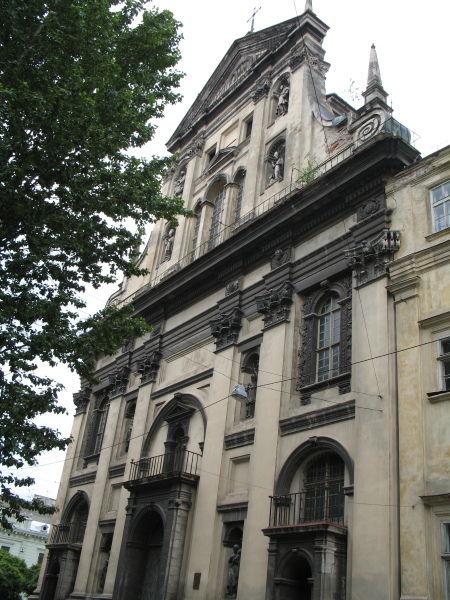
Фасад костелу єзуїтів у Львові
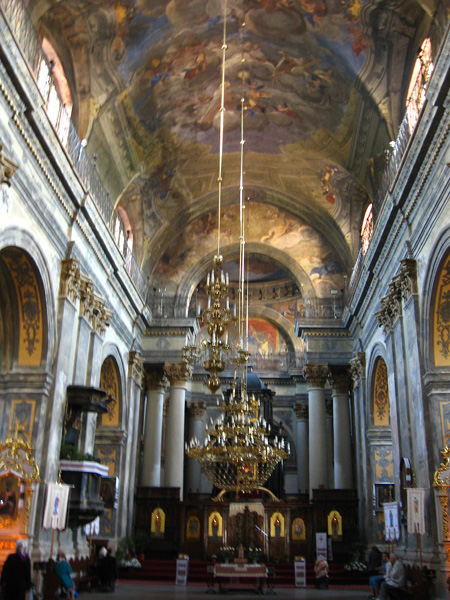
Інтер'єр костелу кармелітів босих
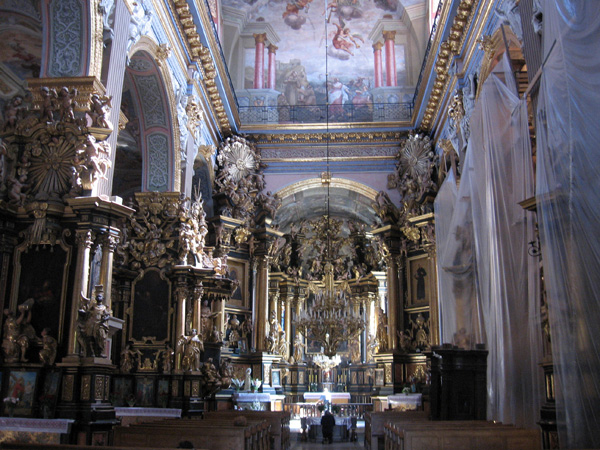
Бароковий інтер'єр костелу бернардинців
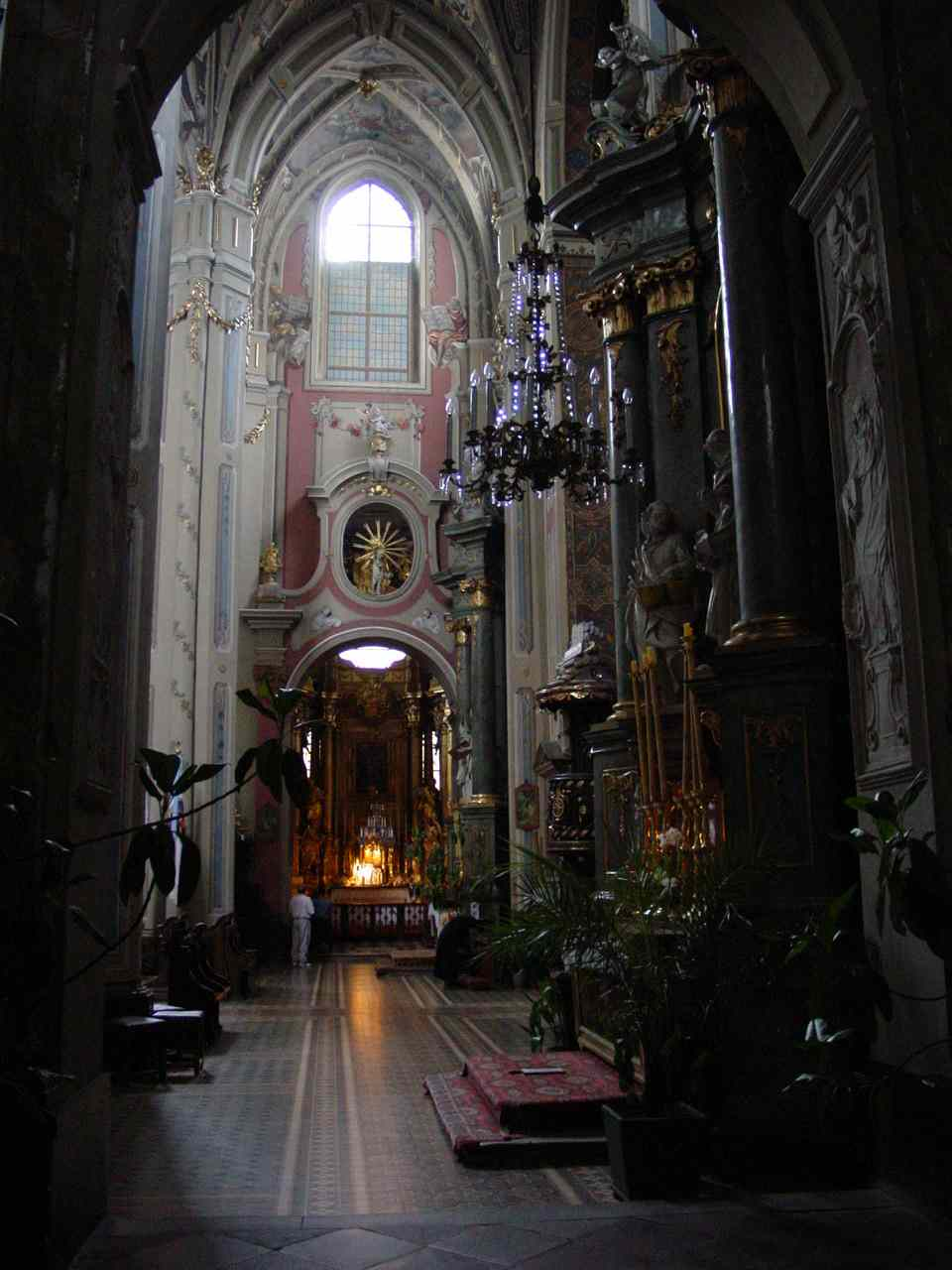
Бароковий інтер'єр Латинського собору
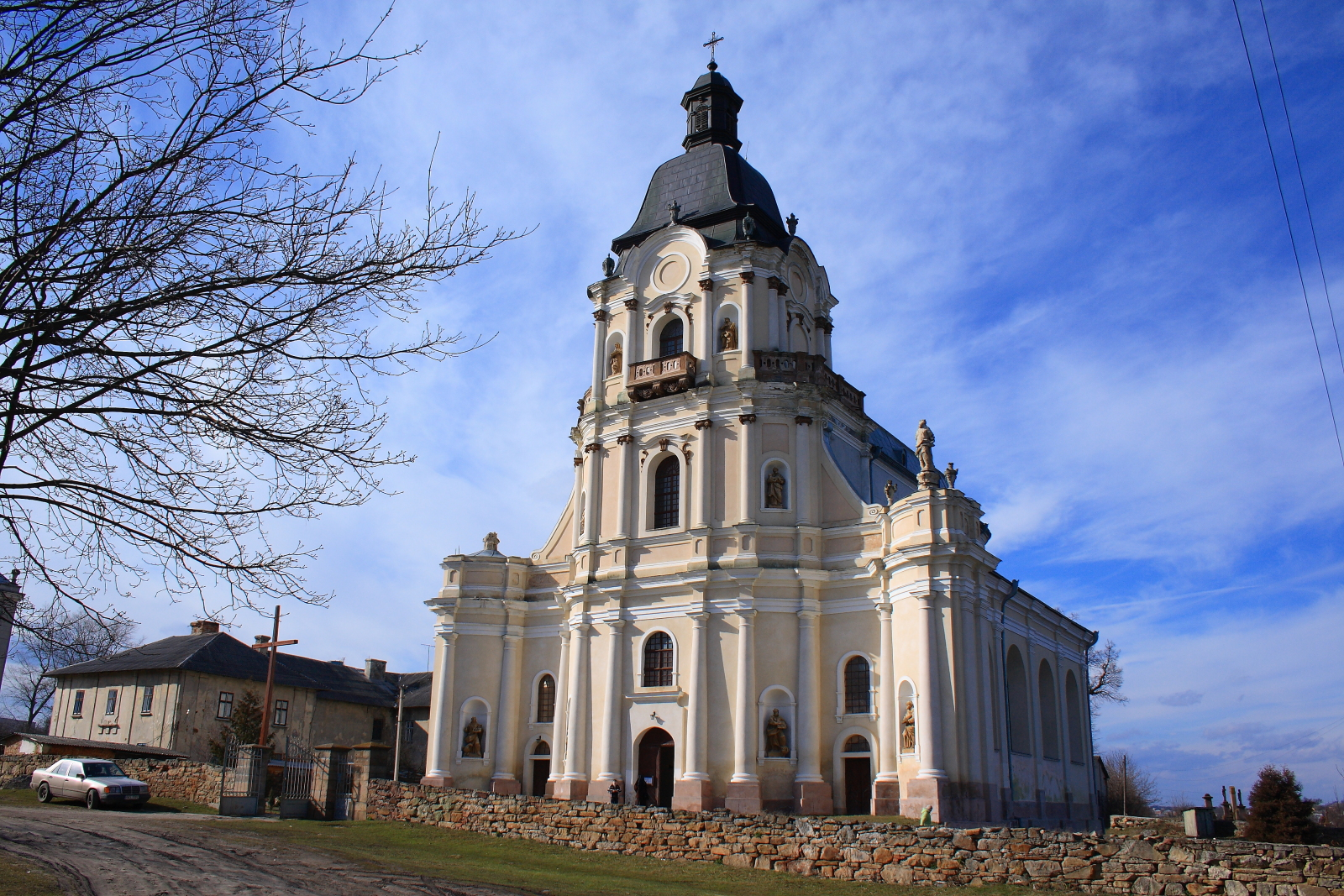
Бароковий костел у Микулинцях
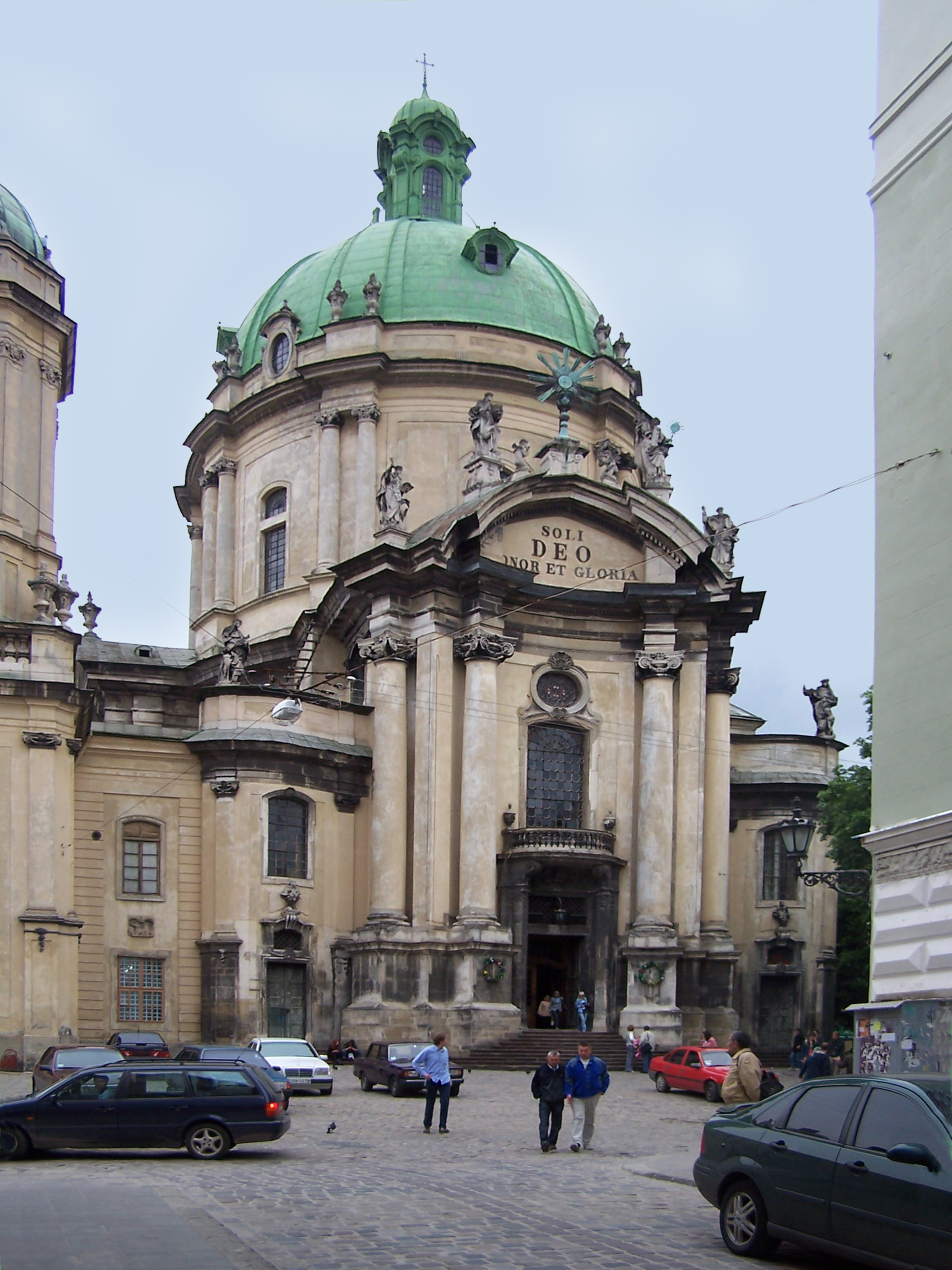
Домініканський костел
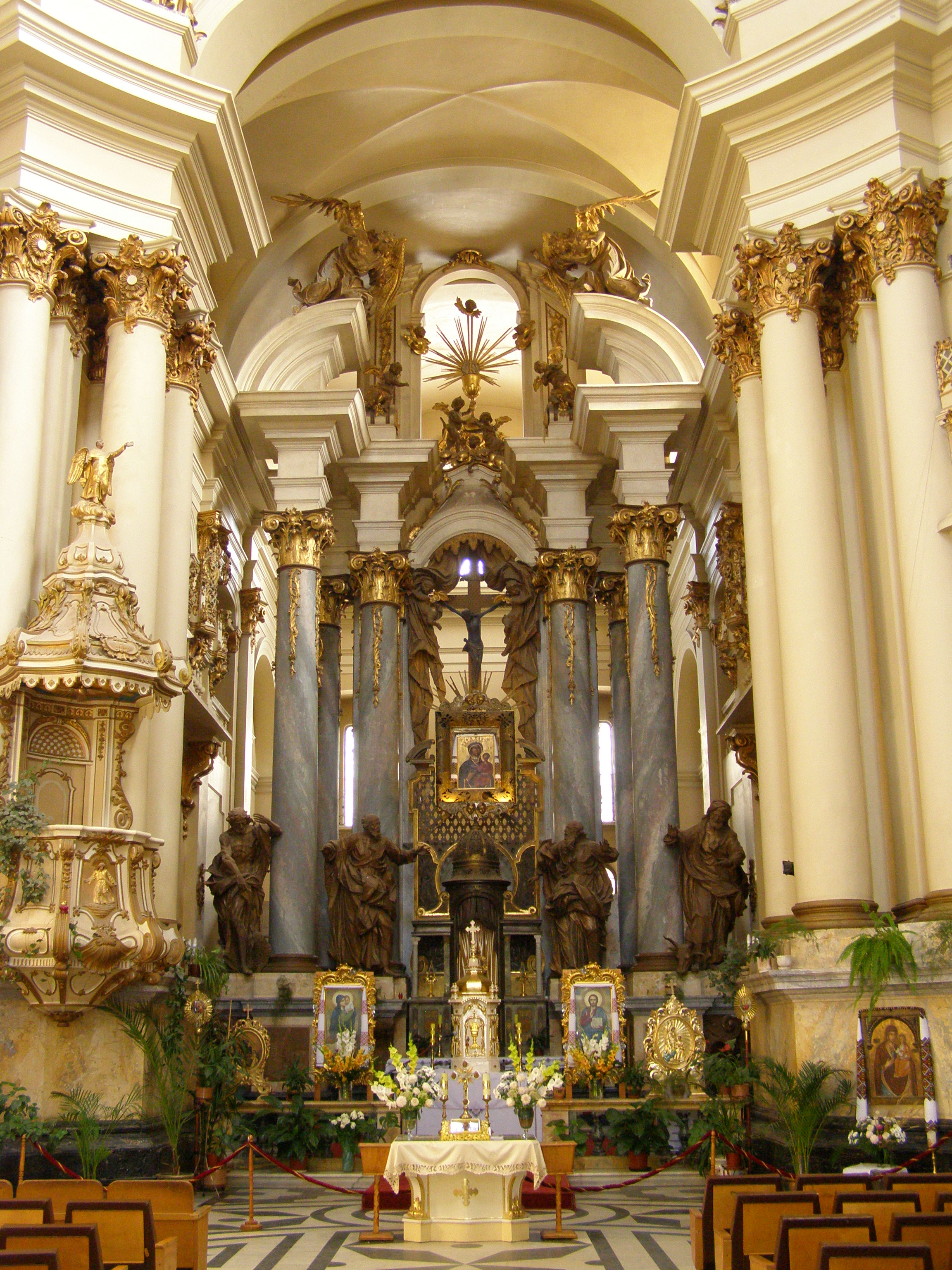
Головний вівтар домініканського костелу
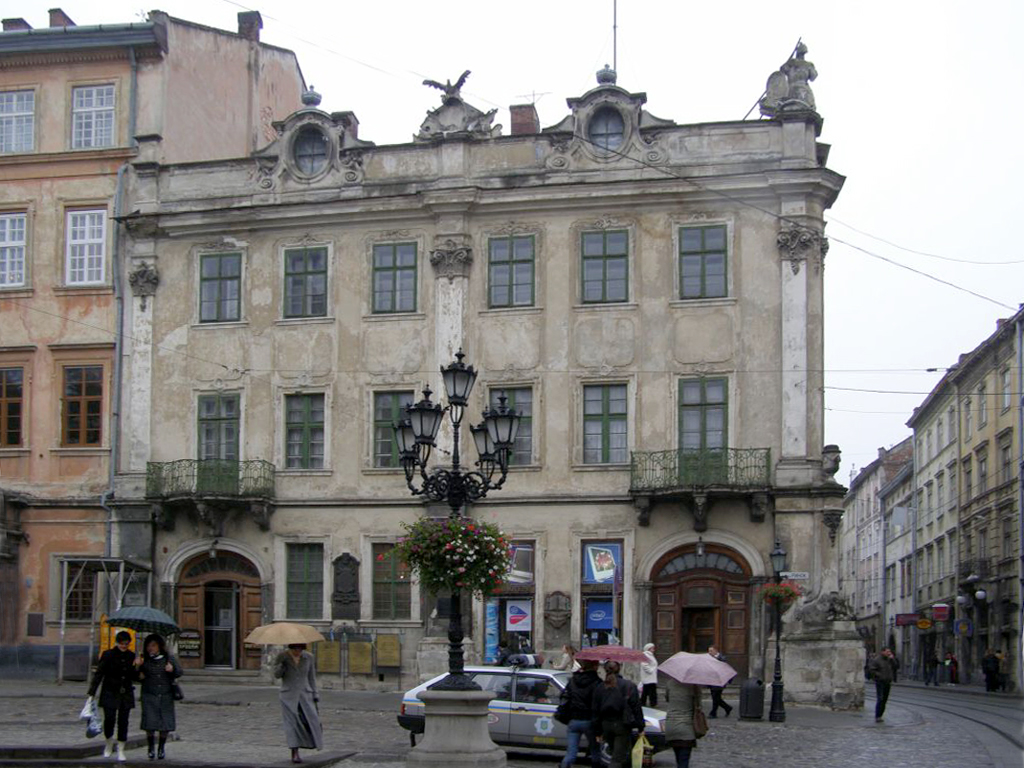
Бароковий палац Любомирських
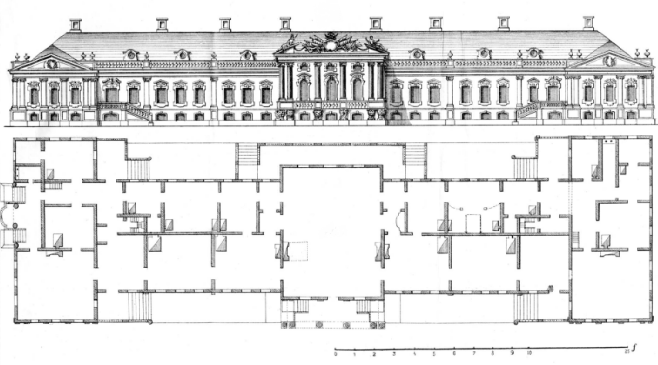
Глухів. Палац для Кирила Розумовського, проєкт і фасад
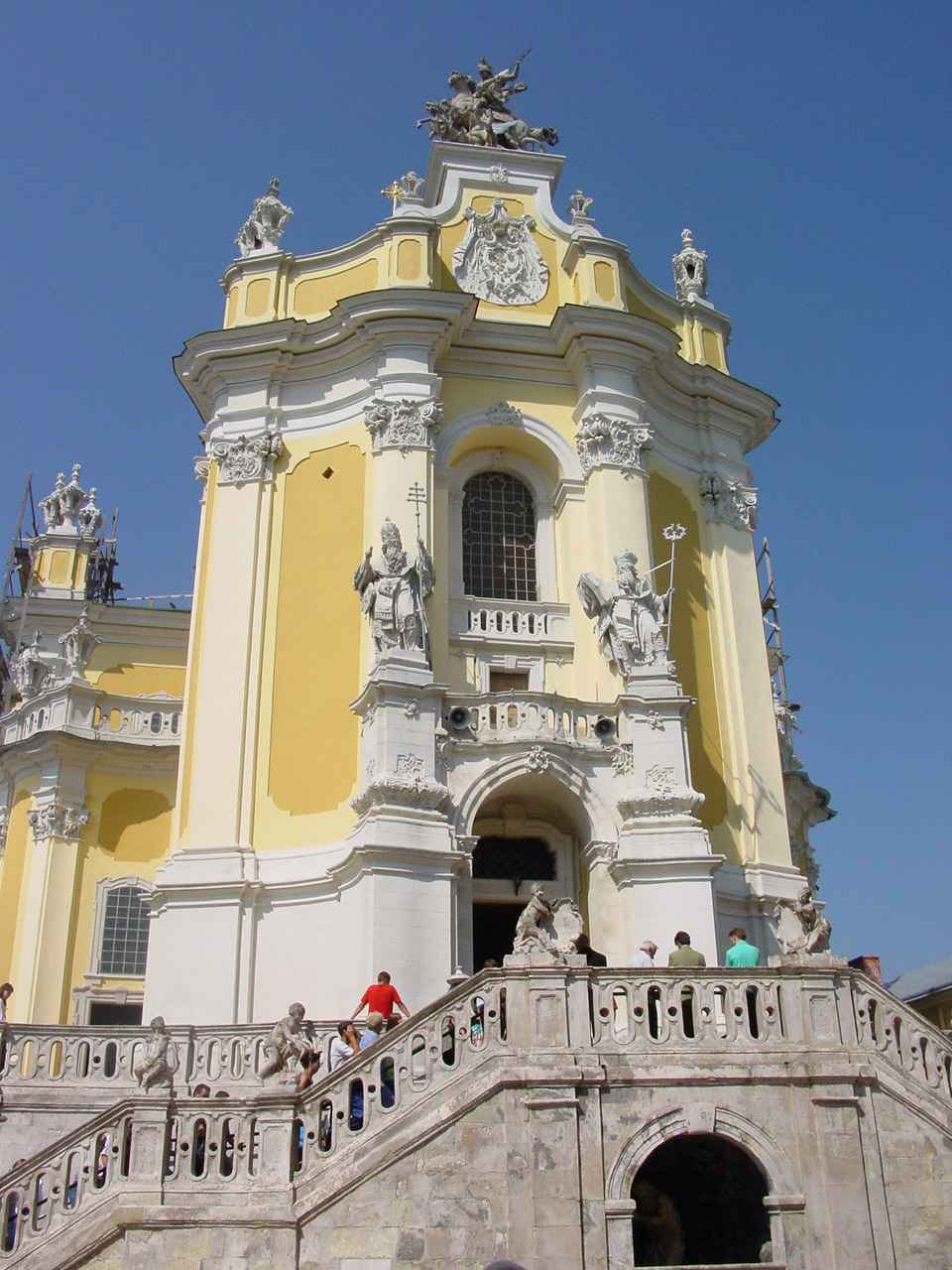
Собор святого Юра у Львові. Головний вхід у храм
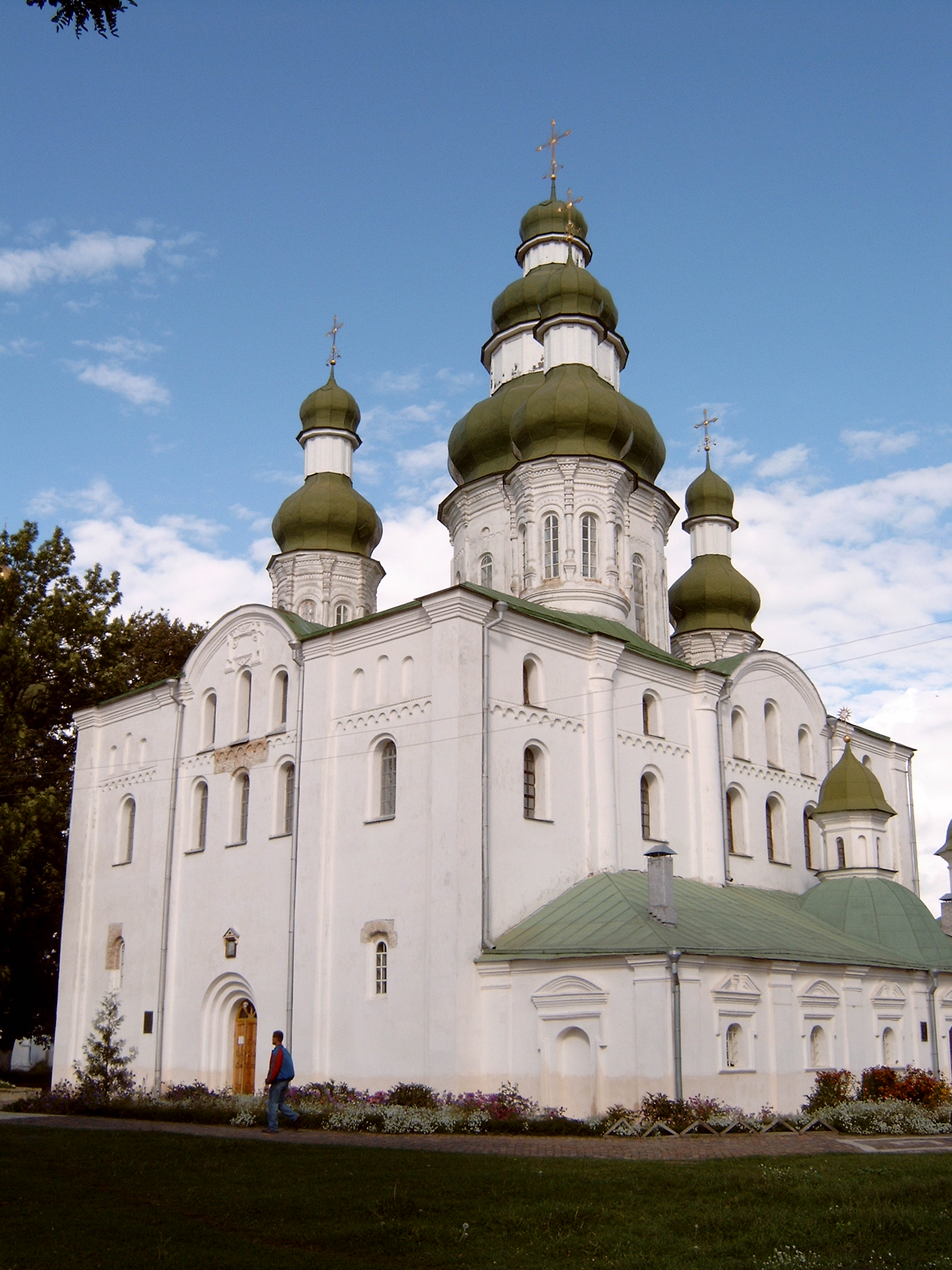
Успенський собор Єлецького монастиря, Чернігів
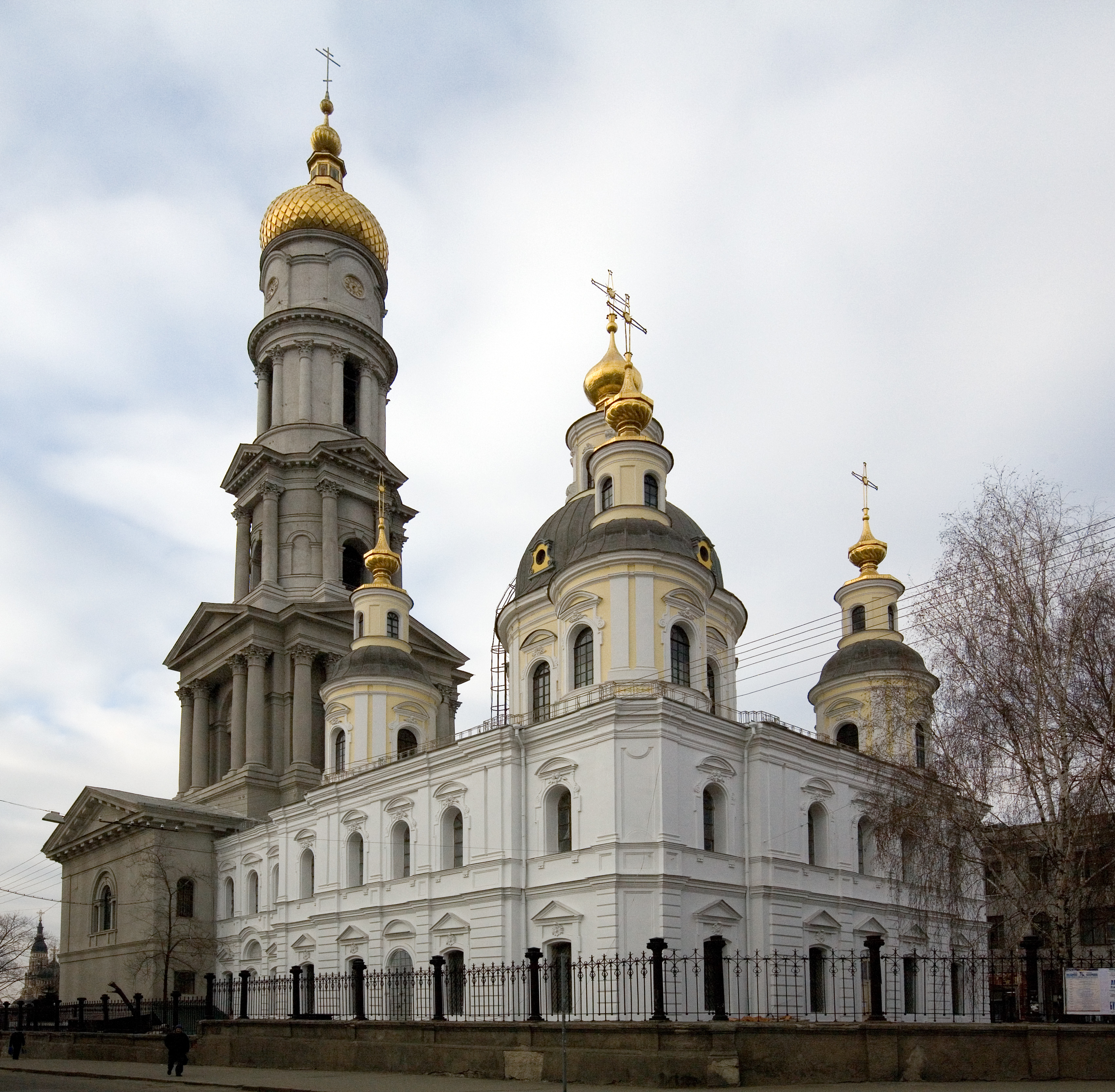
Успенський кафедральний собор, Харків
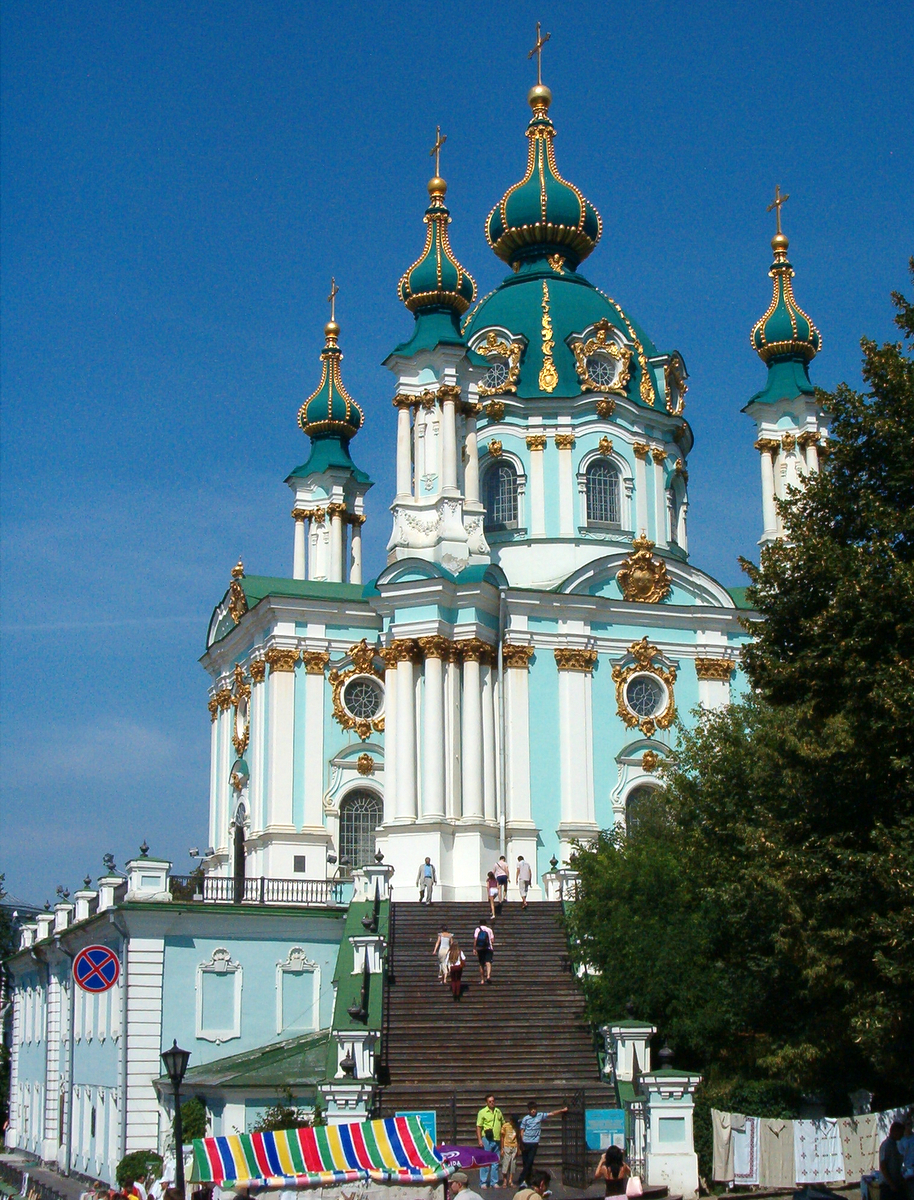
Церква Св. Андрія, Київ

### Бароко і рококо на землях України

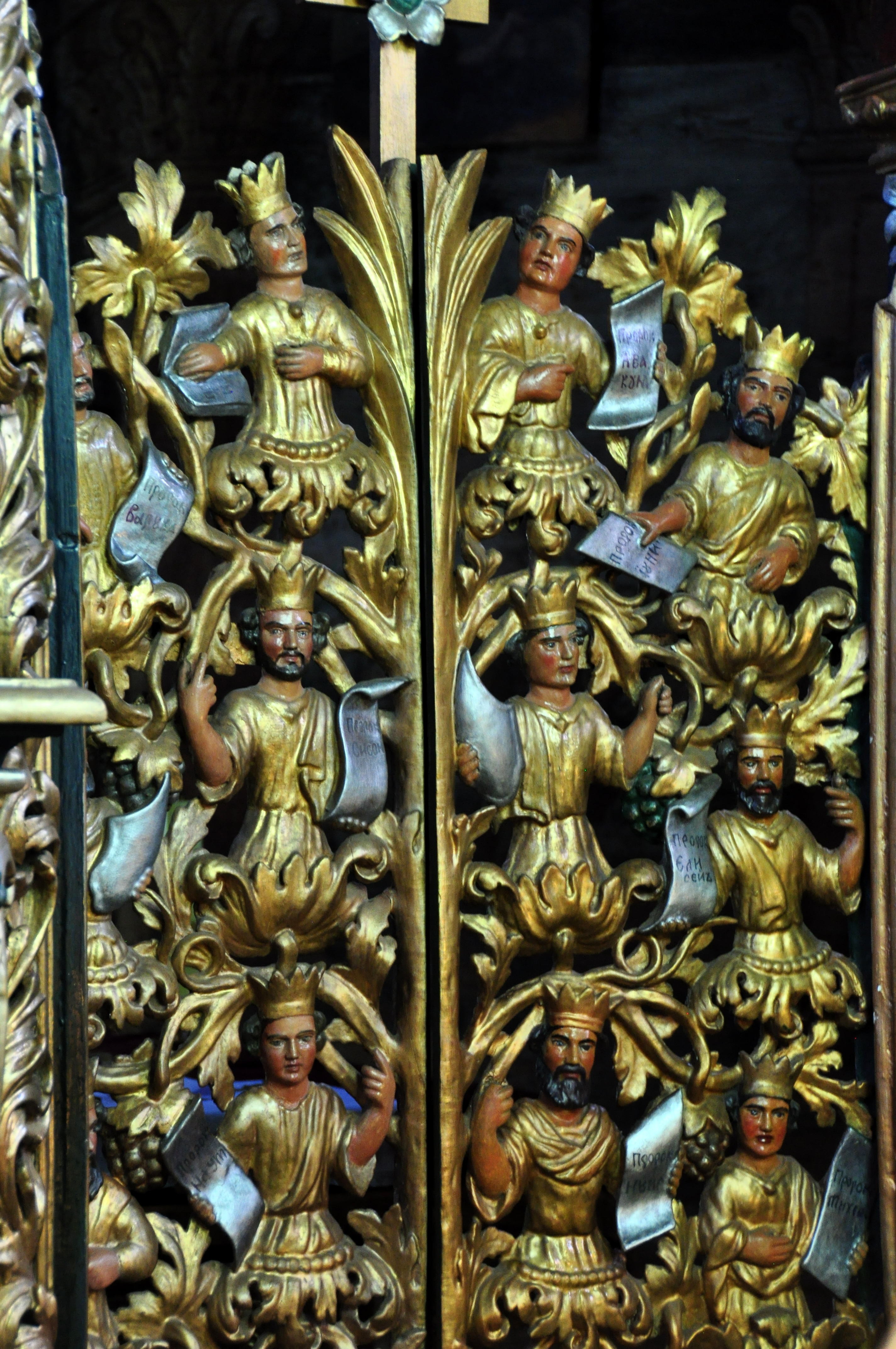
Церква Святої Трійці (Жовква). Царські врата. Різьблення Ігнатія Стобенського. Поч. XVIII ст.

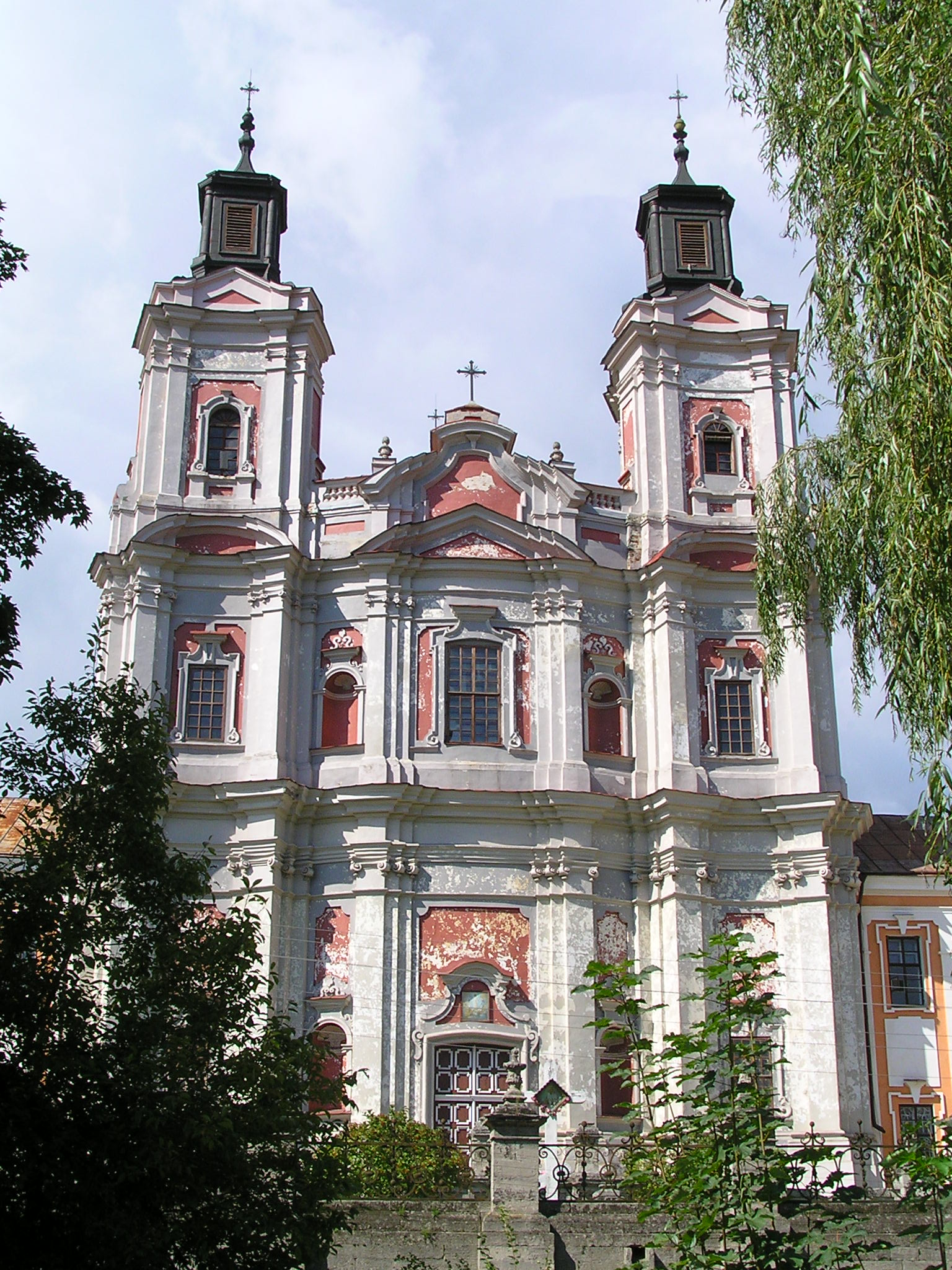
Собор і колегіум, Кременець. Тернопільська область

Пізнє бароко поступово губило свої найкращі риси: монументальність, творче використання ордеру, різноманітність планів споруд. В будівництво прийшли митці, важко залежні від замовників, бо головними меценатами та користувачами бароко стають королівські родини, магнати-тирани, могутня та реакційна церква.
Замовник свого палацу в Празі Альбрехт Валленштейн у 1624—1630 роках майже не втручався в будівництво. Тому італійські архітектори Дж. П'єроні та А. Спецца творили у відносній творчій свободі. А палац Валленштейна став неперевершеним зразком бароко в Празі XVII ст.
Архітектор Б. Растреллі (1700—1771) зазнавав таких утисків від імператриць, що по декілька разів переробляв проєкти Зимового палацу або дзвіниці Смольного монастиря. Дзвіницю йому так і не довелося побудувати, а Зимовий палац вибудували лише зовні.
Накопичилася втома від постійних пошуків нових оздоб, засобів здивувати (Відьма (Роза), бородата матір — Хосе де Рібера тощо). Орнаменти та прикраси в творчості вийшли на перші місця. Особливо це позначилося у Франції, де позиції бароко завжди були слабкі. А Франція з кінця XVII ст. стає законодавцем мод. Бароко поступово перероджується у рококо — хвилясті лінії, мушлі, кола та овали і перенасиченість оздоб. В інтер'єрі рококо майже неможливо знайти пряму лінію. Бароко захворіло на рококо перед своєю смертю.
Важливими зразками рококо в архітектурі Україні стали споруди Бернарда Меретина. Його костел місіонерів в Годовиці ще має всі ознаки пізнього бароко. А план та зовнішні оздоби собору Св. Юра у Львові майже цілком належать рококо. Проміжну позицію займала ратуша в Бучачі. Адже її тимпан наче охоплений полум'ям ліпнини, характерним виплеском стилю рококо. Тимпанів подібного роду неможливо зустріти ані до рококо, ані після. Хвилясту, нервову тему рококо підтримували й неспокійні скульптури Йоанна Пінзеля, наче хворі на судоми. Дивують і кам'яні ліхтарі на парапетах костелів у Наварії та Годовиці. Подібним ліхтарям місце лише в приватному садку чи на сходинках рококового ж паркового павільйону.
Досконалішим зразком рококо в архітектурі стала й будівля єзуїтського колегіуму та костелу в Кременці Тернопільської об. (архітектор Павло Гижицький 1743 р.). Яскраві фарби фасадів, чотири башти, дивовижні сходинки з кам'яними ліхтарями ріднять споруду з парковим павільйоном більше, ніж із зразками бароко в Олиці, Луцьку, Микулинцях, Старому Чарторийську. Декор і фарби колегіуму — від рококо, і лише гра з різновеликими об'ємами, містобудівне значення споруди, величний розмір костелу — від бароко.
Рококо як стиль на українських землях вивчений мало. До стилю помилково відносять усе, що не зовсім схоже на бароко, навіть в українських енциклопедіях. Українські енциклопедії часів СРСР давно потребують ревізії та переробки.
Є багато прикладів, коли в соборі або в музеї збережена лише одна пам'ятка стилю рококо, наприклад, іконостас або посуд. Сама ж будівля ранішня або пізня за часом створення. В Україні нема пам'яток рококо, де б в інтер'єрі уся оздоба належала цілком до рококо, як це в деяких інтер'єрах палаців Франції чи Німеччини (Боффран, овальна зала готелю Субіз в Парижі 1730 рр., зали Нового палацу Фрідріха Другого в Потсдамі, плафон в апартаментах королеви палацу Реалє, Неаполь). Рококо України ще чекає на своїх прискіпливих дослідників.

### Деякі пам'ятки
- Михайлівський Золотоверхий собор в Києві
- Собор святого Юра в Львові
- Маріїнський палац в Києві
- Костел Святого Йосипа та монастир отців Лазаритів в місті Ізяслав.

### Барокові надгробки в Україні

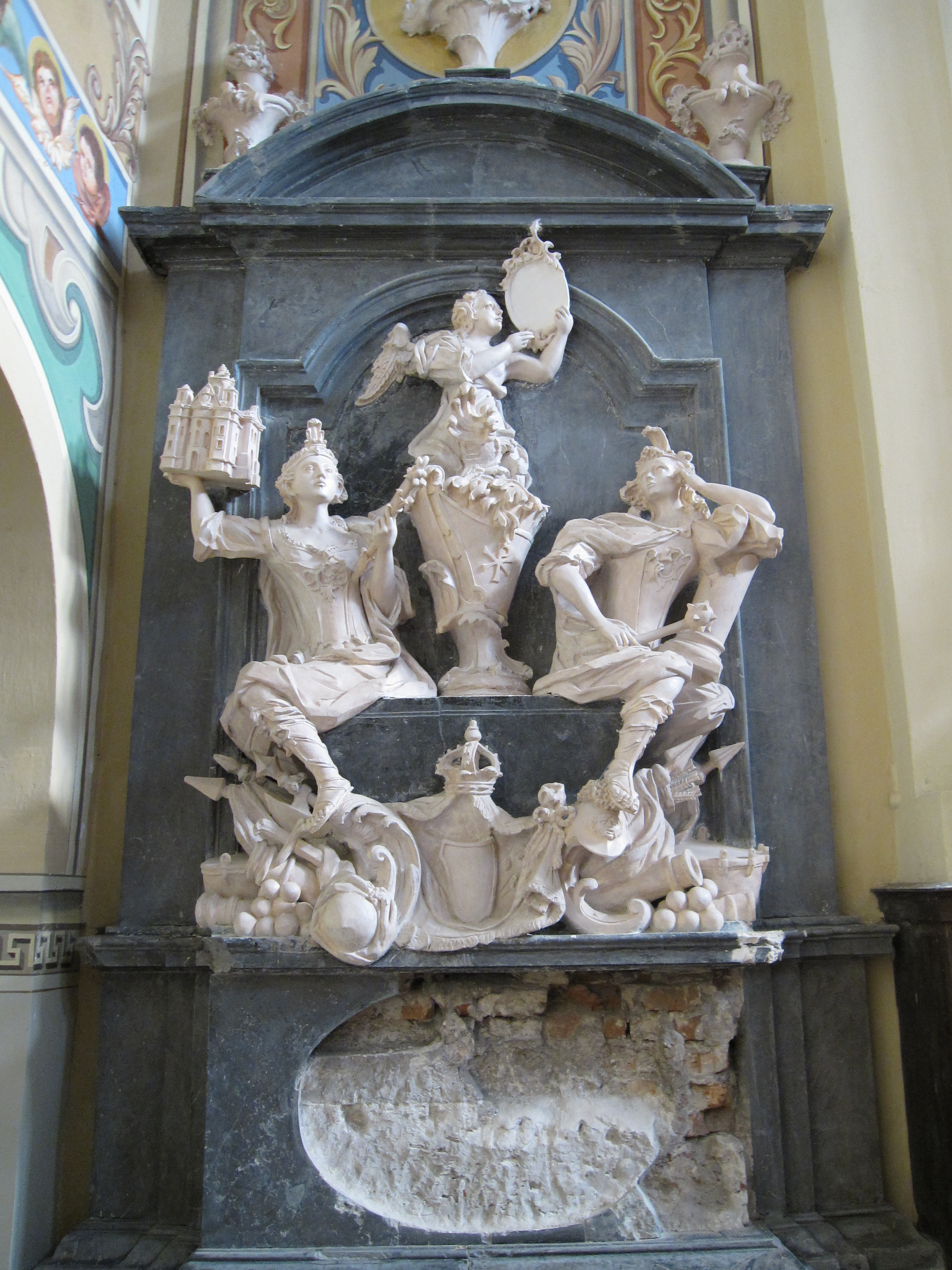
Колишній Домініканський костел, Жовква. Надгробок Марка Собеського роботи Андреаса Шлютера.

Прикрасою деяких барокових костьолів України були барокові надгробки. Тема нечаста в обговореннях про твори мистецтва, а дарма.
Меморіальна пластика одна з характерних рис доби бароко і класицизму. Надгробок Олександра Ванка Лагодовського XVI століття розмістили у Львівській галереї мистецтв за його значущі мистецькі якості.
Про врятований Возницьким Борисом Григоровичем надгробок дітей родини Понінських скульптора Канови тепер відомо й широкому загалу.
Але є твори, що випали з поля зору дослідників. Серед них є значущі. Так, в місті Жовква збереглися два надгробки роботи Андреаса Шлютера, знакової постаті в мистецтві бароко. Зберегти, вивчити і зробити копії тих надгробків — завдання невідкладне.

## Бароко в Російській імперії
У Росії розвиток Бароко був пов'язаний зі зростанням і зміцненням шляхетської держави.
Цілком справедливо його поділяють на «московське» (передбароко або «наришкінське») (1680-ті — 1720-ті), ранішнє або «петровське» (1700-ті — 1730-ті), та розвинене або єлизаветинське (1740-ві — 1770-ті). Поділ є умовним, бо в провінції ці стилі існували більший термін. Яскравими зразками ранішнього бароко Росії були Меншиковський палац у Кронштадті (сильно перебудований, майже зник як барокова пам'ятка), Петропавлівський собор у фортеці (збережений), Меншиковський палац на Васильївському острові (реставрований, філія музею Ермітаж), Петергоф (палацово-парковий ансамбль) та Меньшиковський палац в передмісті Оранієнбаум, деякі споруди Олександро-Невського монастиря (потім однойменної лаври), Костянтинівський палац у Стрельні (реставрований).
Риси бароко притаманні і репрезентативним портретам. Вельможі подані в розкішних шатах, як важливі державні діячі чи військові. Особливо багато подібних портретів було створено в перші роки царювання імператриці Катерини ІІ (худ. Рослєн, портрет графа Чернишова З. Г., худ. Лампі, портрет Потьомкіна в лицарських обладунках). Риси інтимності і неупередженості можна знайти лише в портретах жінок або дітей (Іван Вишняков, портрет Сари Фермор).
Російське бароко, на відміну від західноєвропейського, не мало містицизму. Видатними пам'ятками російського бароко є палац у Пушкіно (кол. Царське Село (музей-заповідник)), Зимовий палац, Смольний собор, Нікольський військово-морський собор та інші будови стилю бароко Санкт-Петербурга, створені В. В. Растреллі, С. І. Чевакінським і Д. В. Ухтомським — зразки розвиненого бароко.
У Москві напрочуд мало зразків розвиненого бароко в архітектурі. Ось доля деяких. Світські зразки бароко — палац імператриці Анни в Аненгофі, Лефортово (арх. Б.Растреллі, не існує).
Дерев'яний бароковий палац Шереметєва в Кусково (так звані Старі Хороми) розібрані через помилки в розрахунках та загрозу завалитися. Їх місце зайняв нинішній одноповерховий палац в стилі ранішнього класицизму.
Палац в Ясенєво — реставровано лише «за аналогіями бароко», тобто новостворена будівля за уявою сучасного виконроба.
Цікавим зразком бароко є палац Апраксіних (збудовано в 1766—1769 рр). Згодом палац придбала родина Трубецьких («Трубецькі-комод»).
Значною пам'яткою релігійної архітектури доби бароко є Церква Климента Папи Римського в Замоскворіччі, якого шанують і православні. Вибудувана на кошти канцлера Бестужева за проєктом П'єтро Антоніо Трезіні (1742—1747 рр).

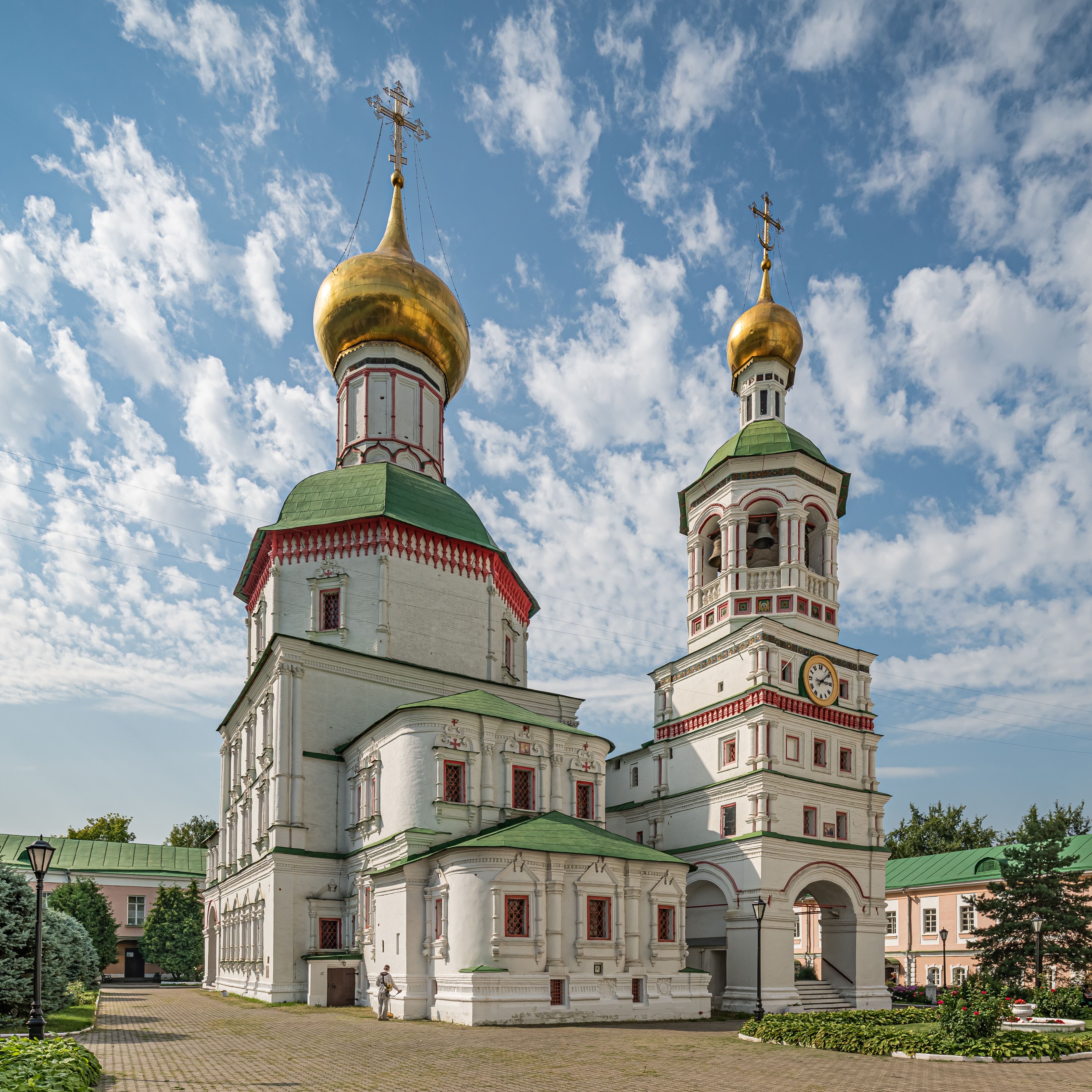
Старий собор Миколо-Перервінського монастиря (Москва, 1696—1700) — типова пам'ятка «московського» бароко
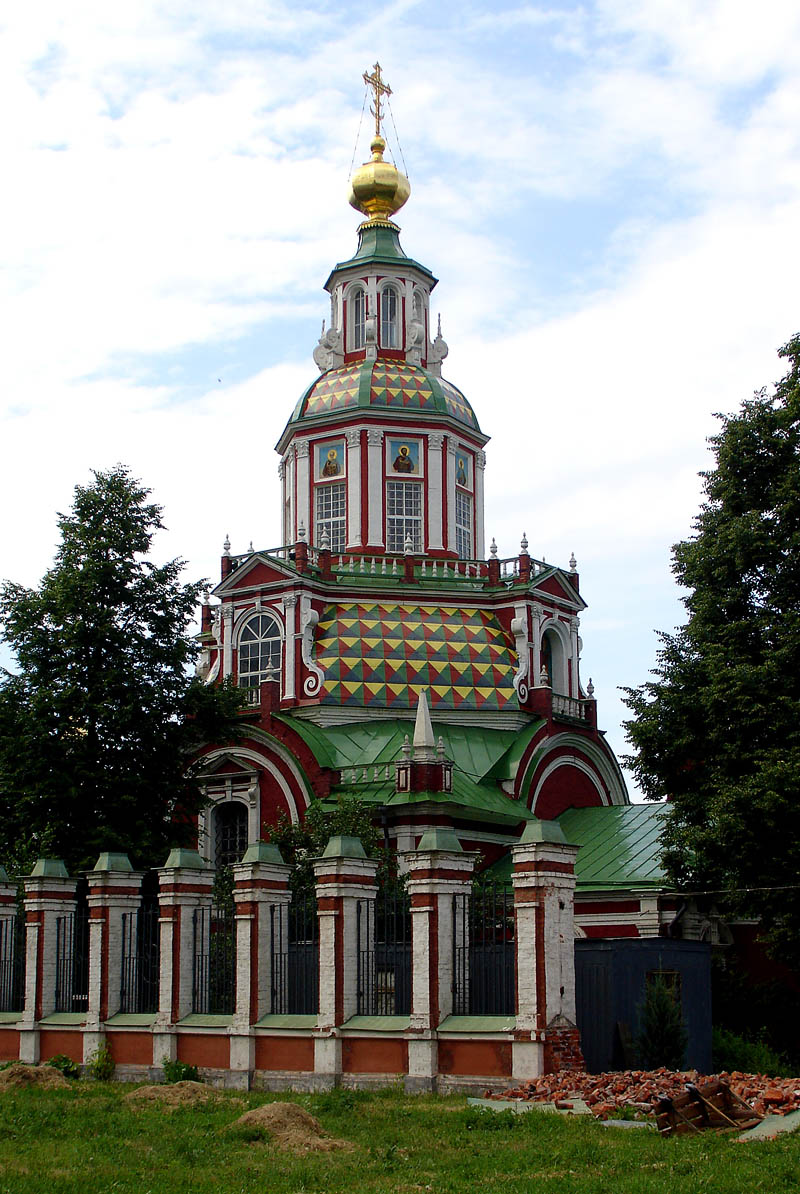
Церква Іоанна Воїна (Москва, 1704—1713) — споруда «петровського» бароко
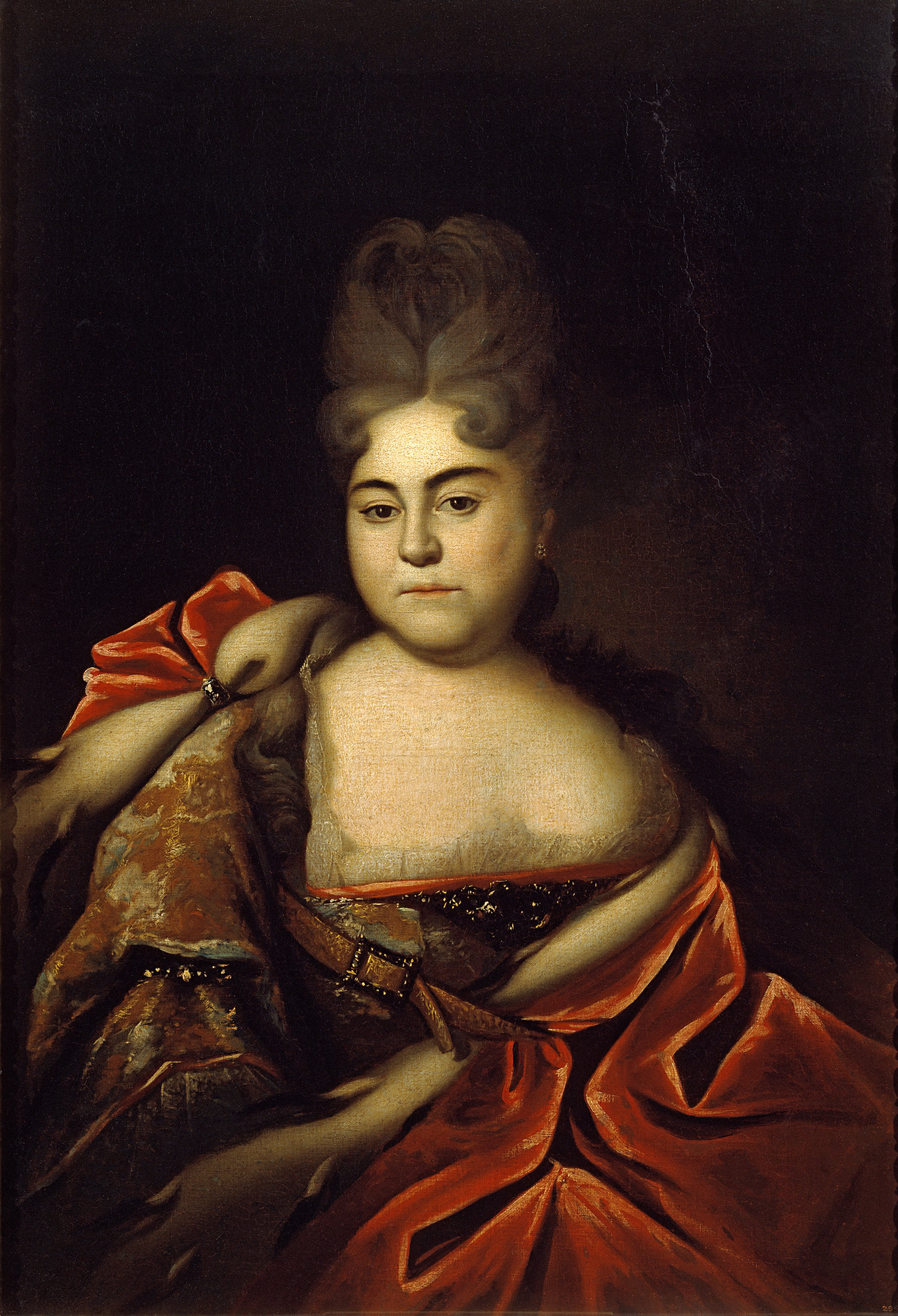
Бароковий портрет: «Царевна Наталія Олексіївна» (І. Н. Нікітін, 1716)
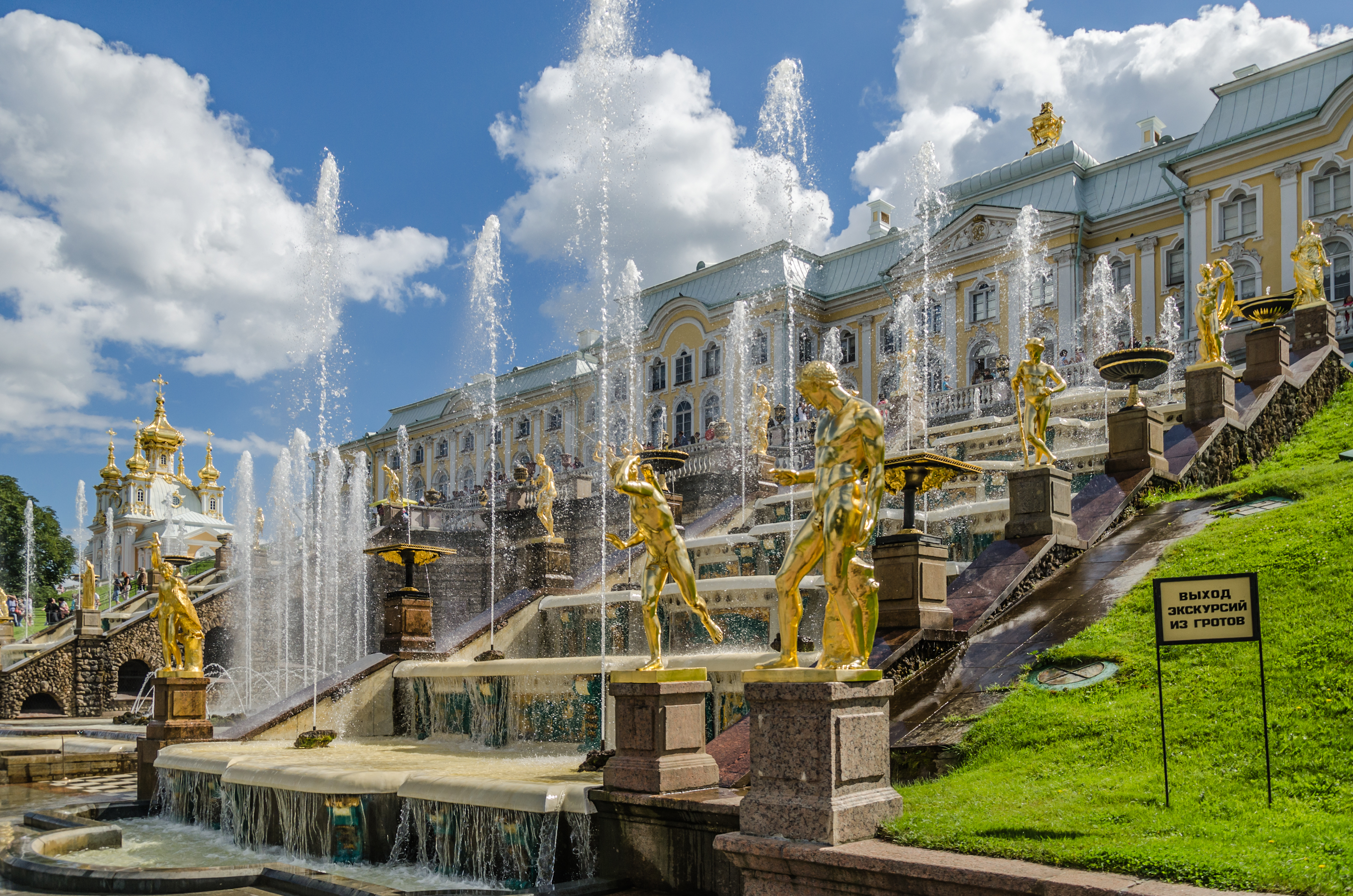
Петергоф. Великий каскад
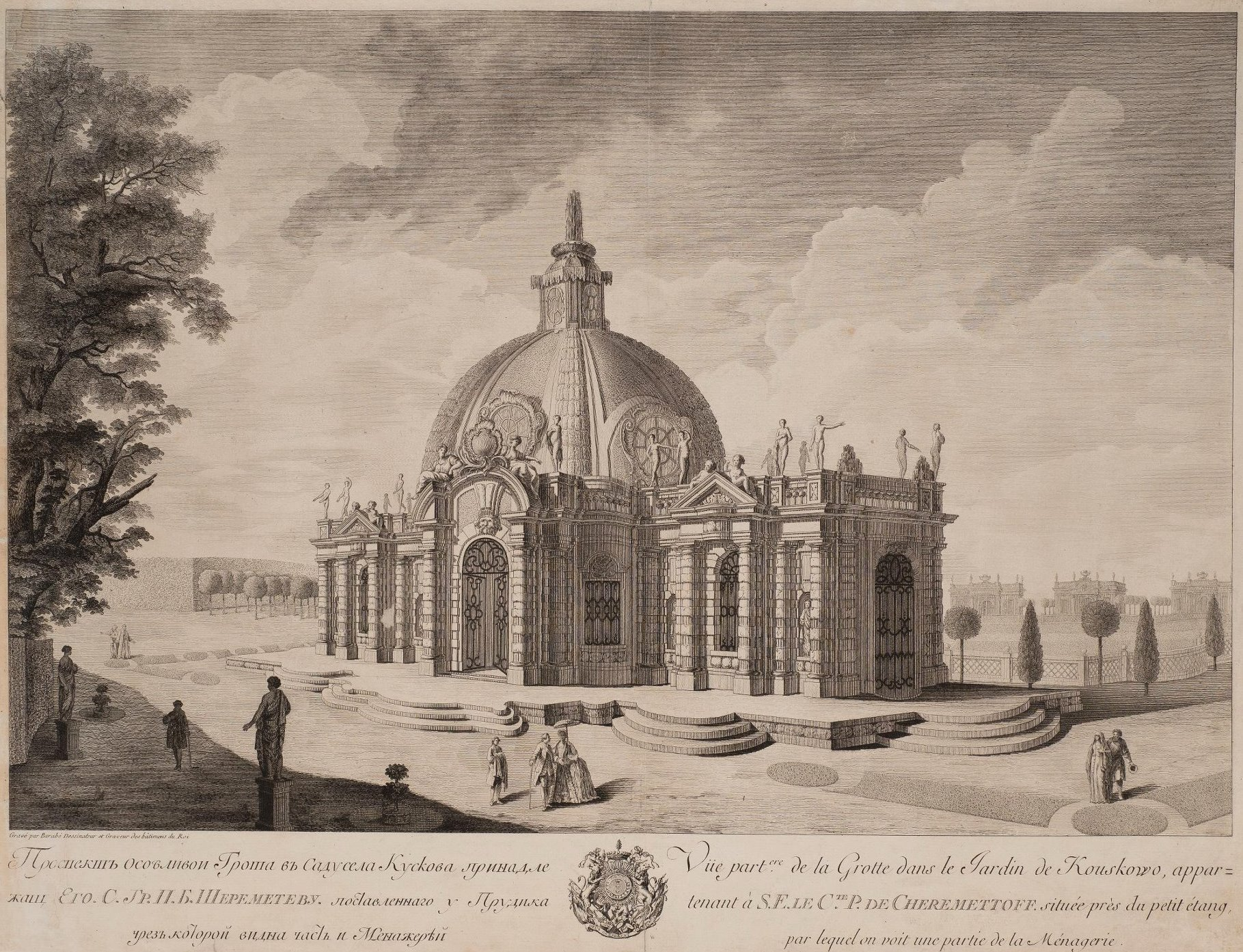
Грот в садибі Кусково. Гравюра XVIII ст.
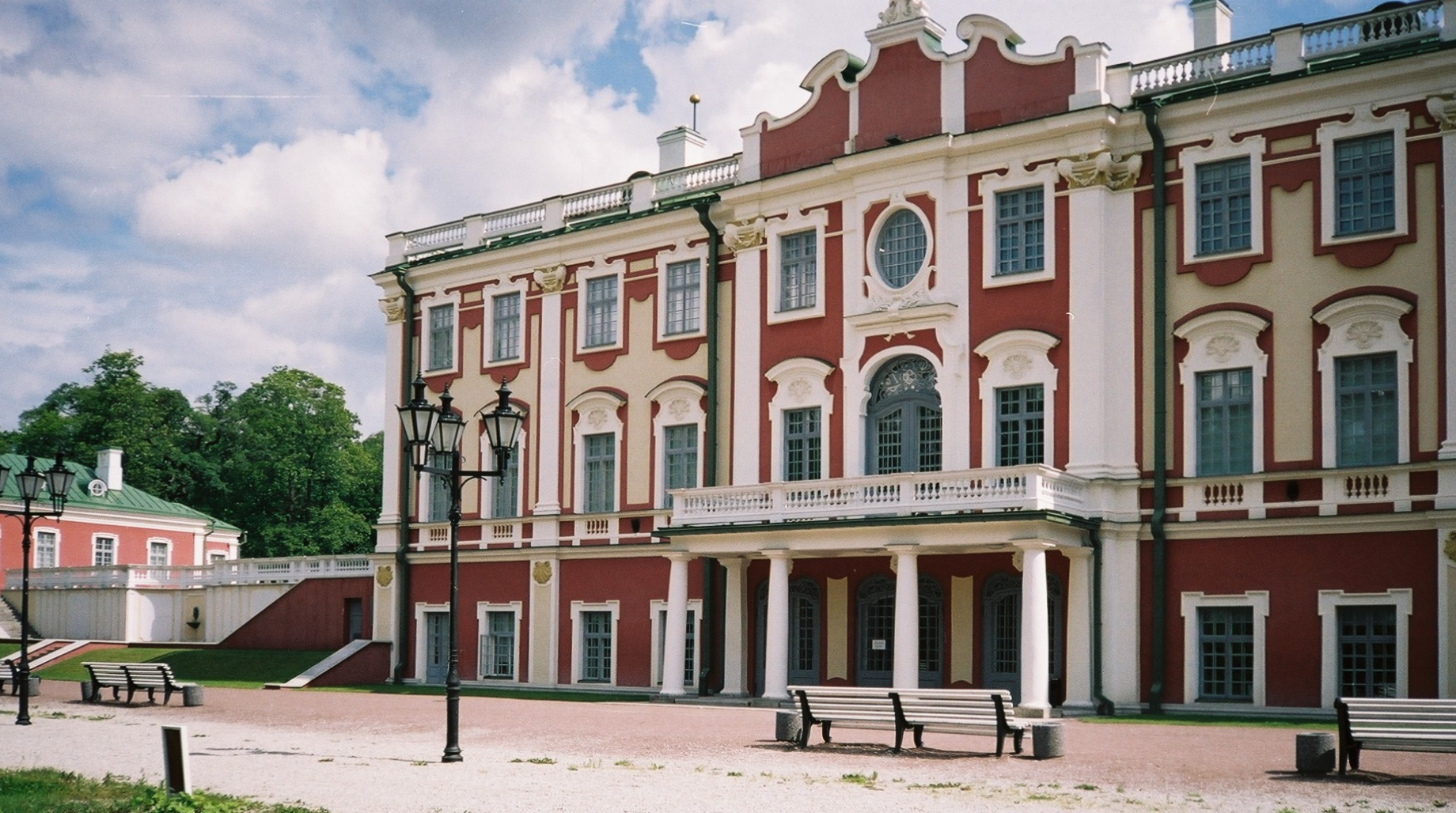
Катеринентальський палац (Кадриорг) у Таллінні
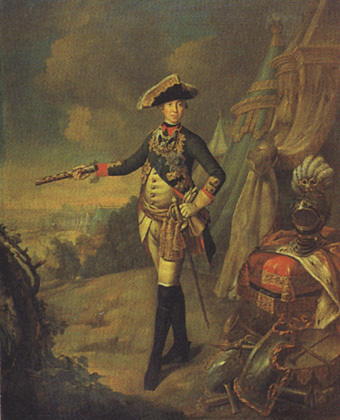
Парадний бароковий портрет: «Петро III» (Олексій Антропов, 1762)
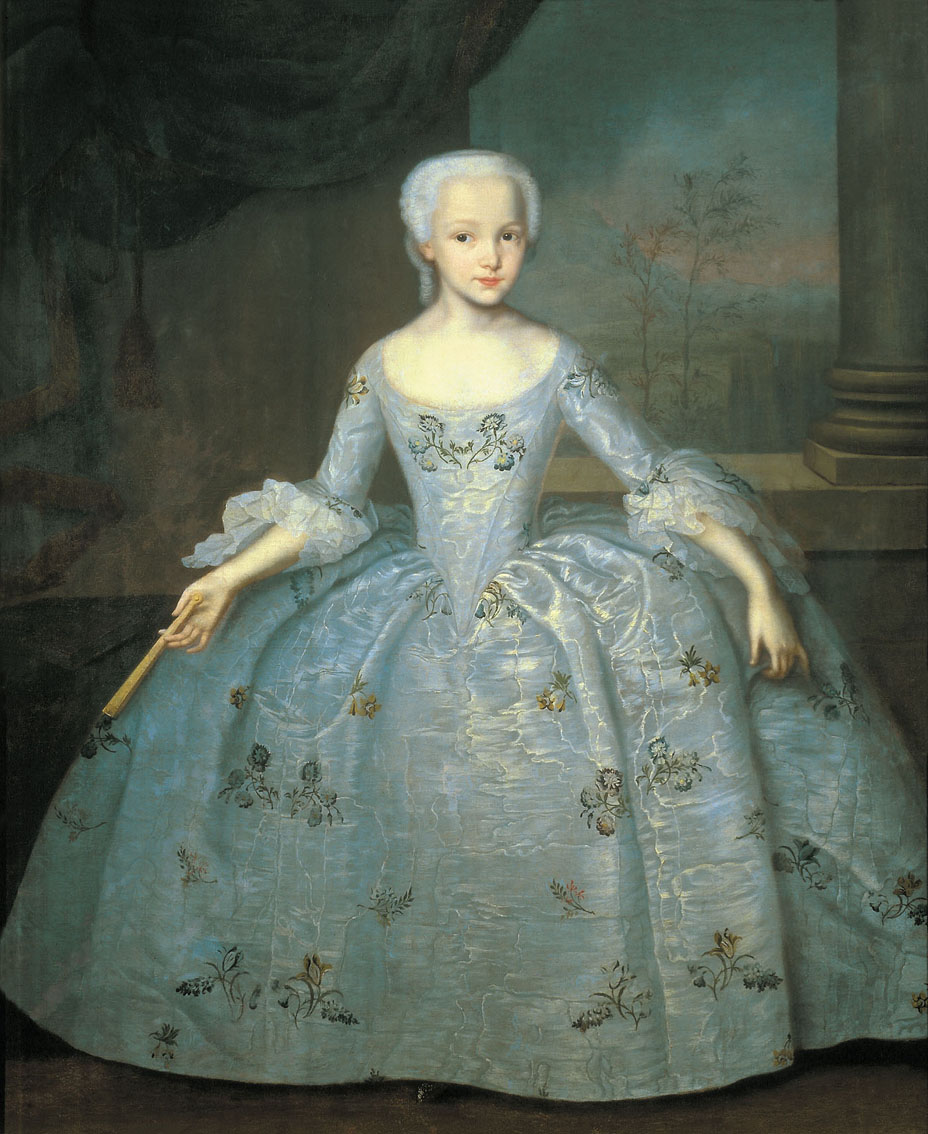
Іван Якович Вишняков. «Портрет Сари Елеонори Фермор», бл. 1750

## Галерея

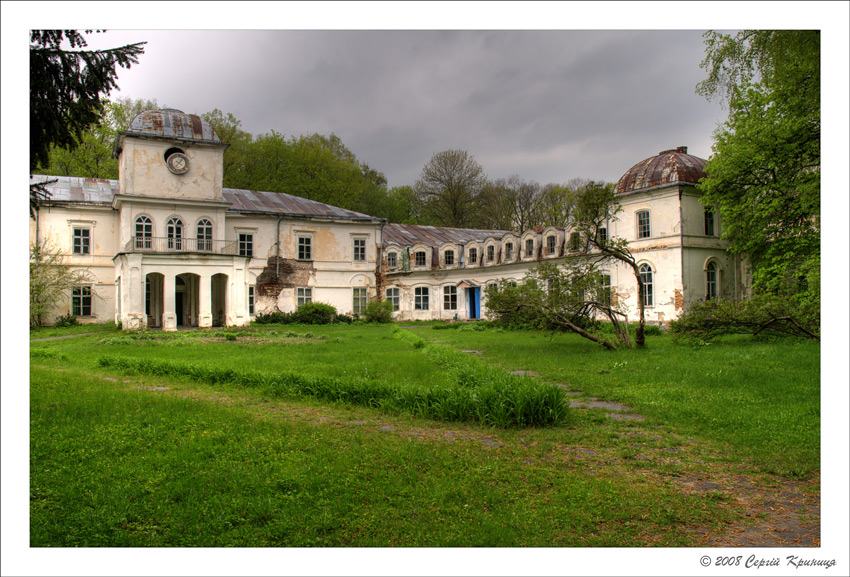
Покинутий палац Муравйових-Апостолів (Хомутець, Полтавська область), Україна
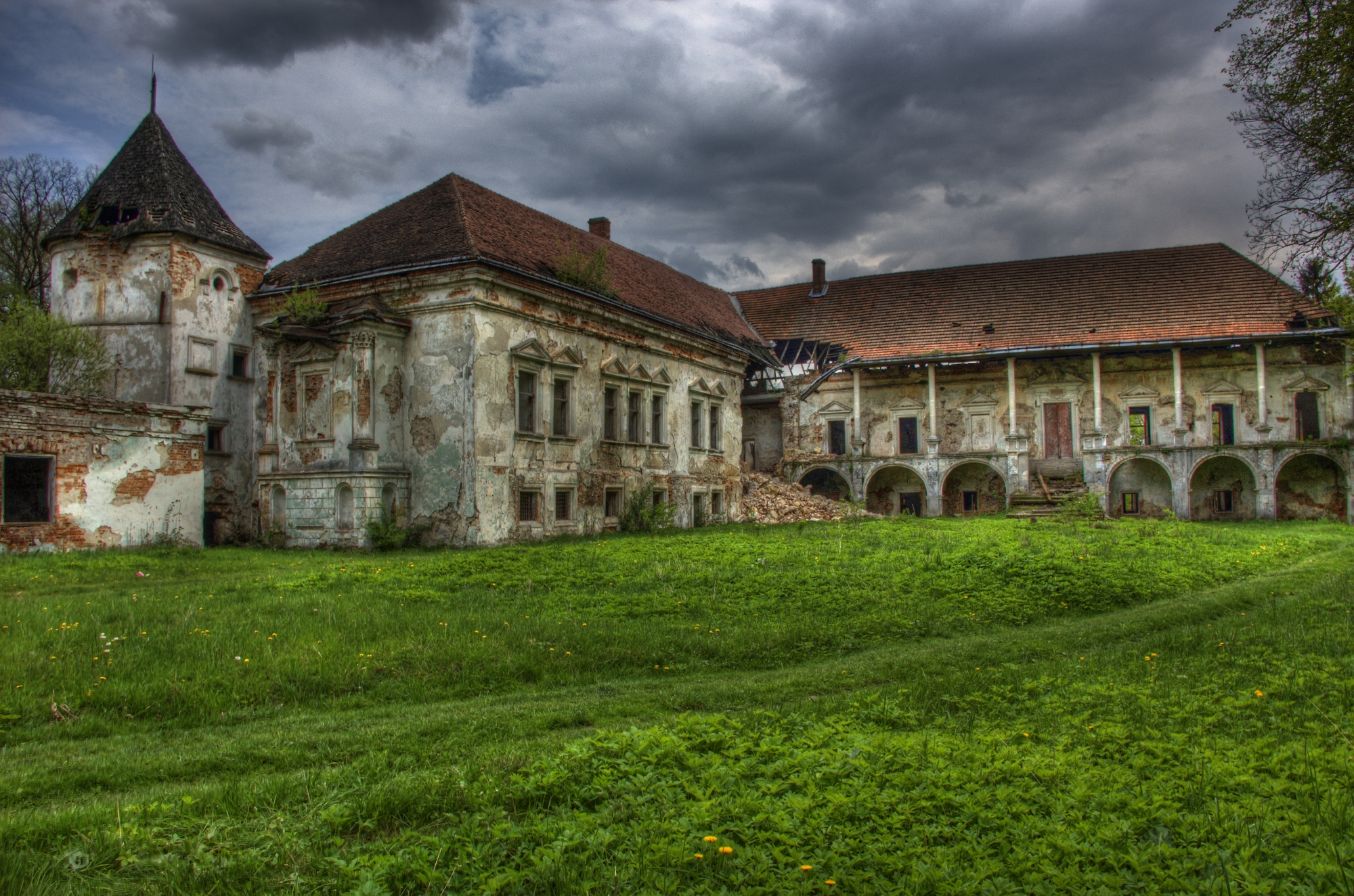
Поморянський замок, Україна, Львівська область
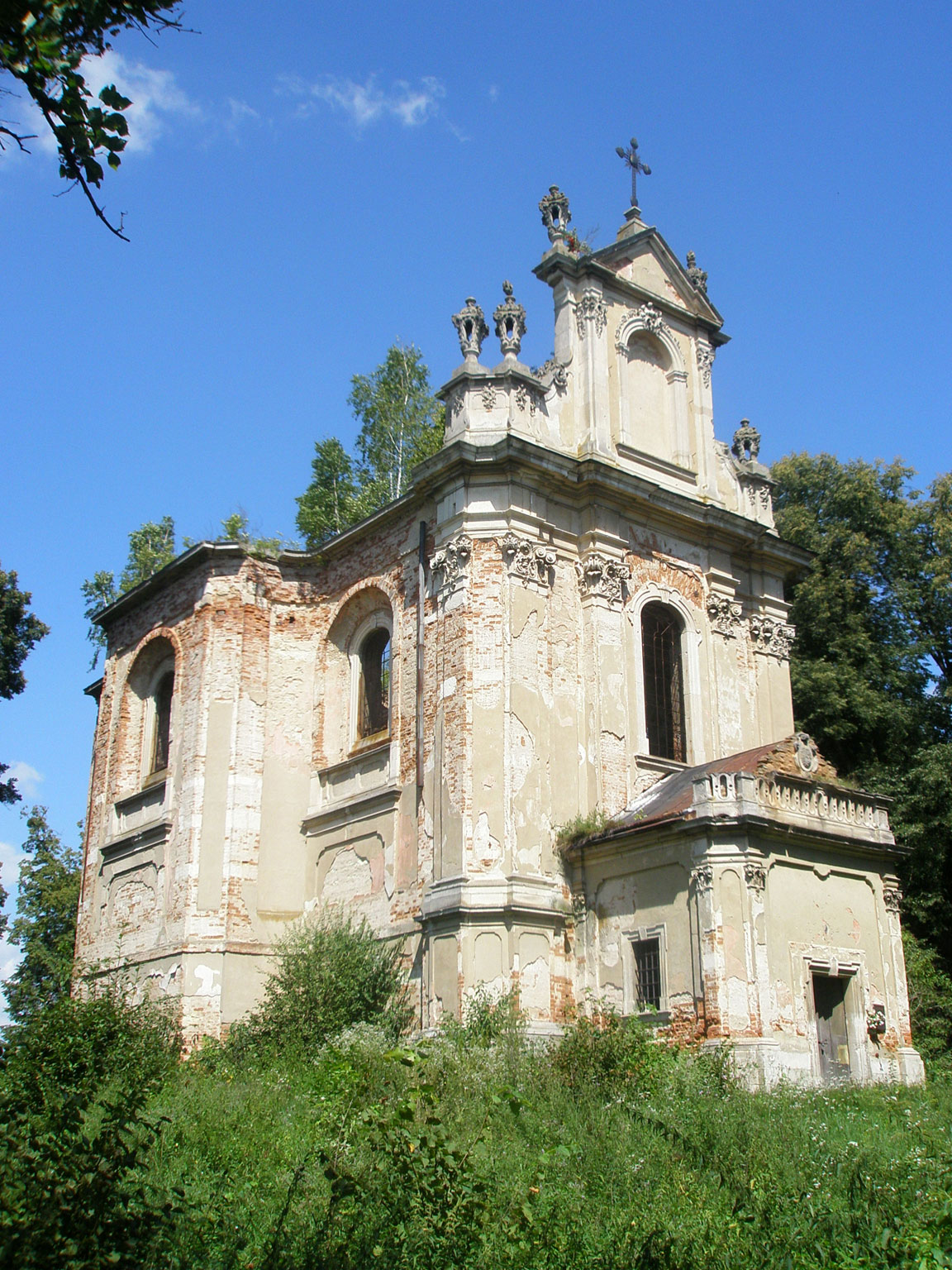
Арх. Бернард Меритин. Цвинтарний Костел всіх святих (Годовиця) без даху
Підгорецький замок і парк з повітря, фото між 1918–1939. Невідновлений сад бароко
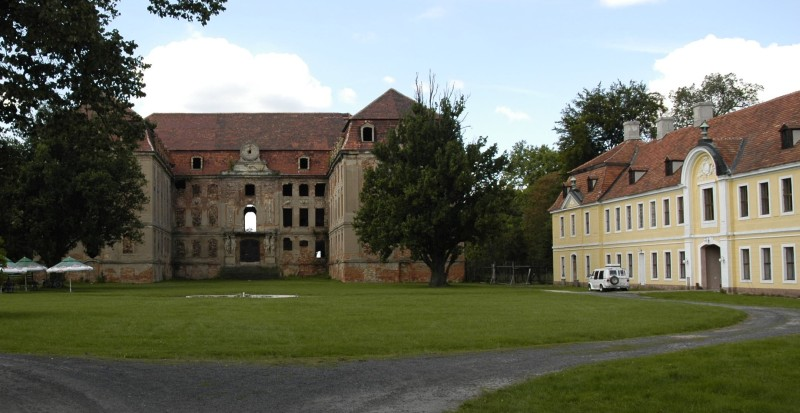
Польща, покинутий бароковий замок Генріха Брюля, Броди.
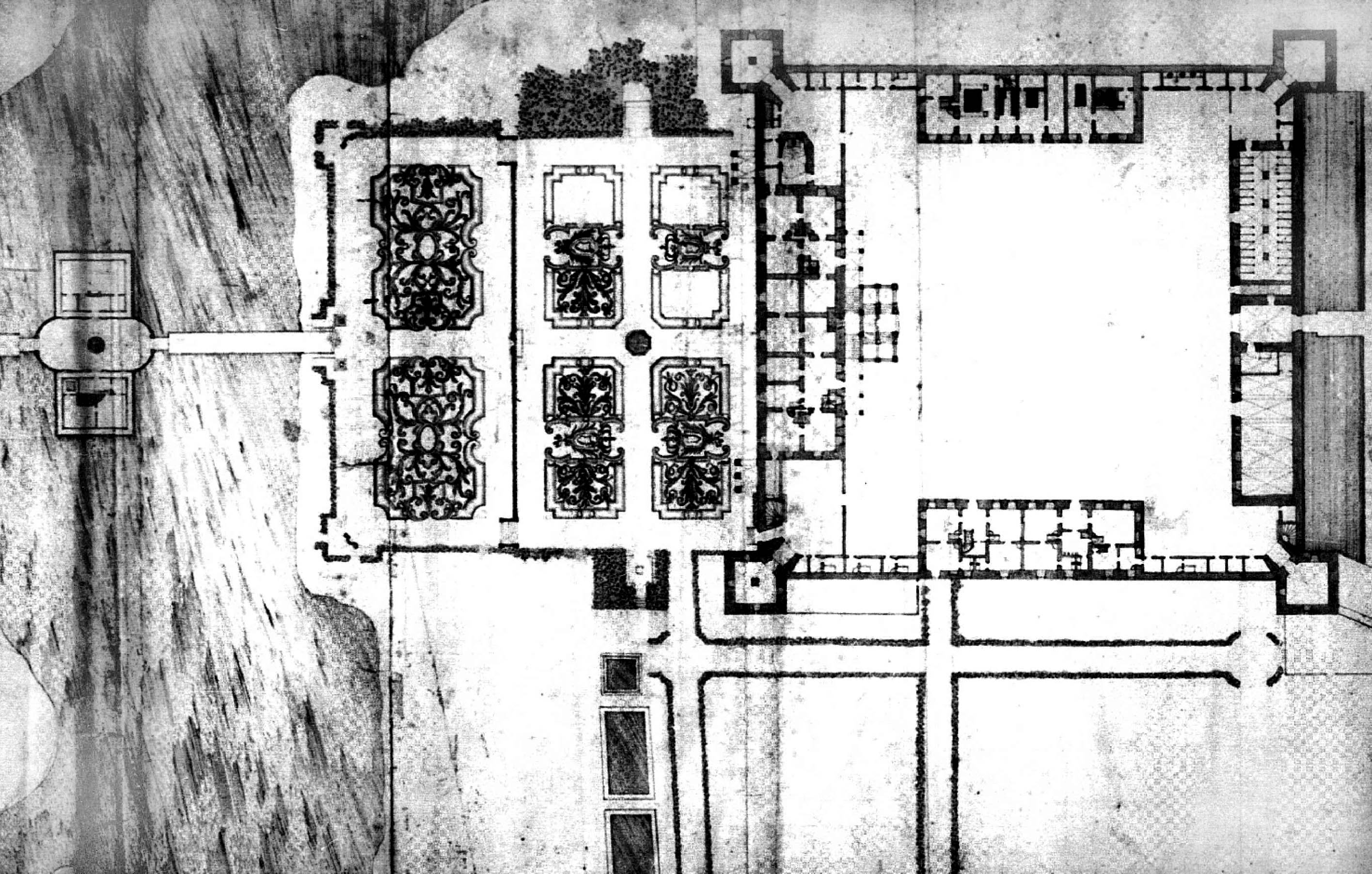
Замковий сад (Жовква), не відновлений
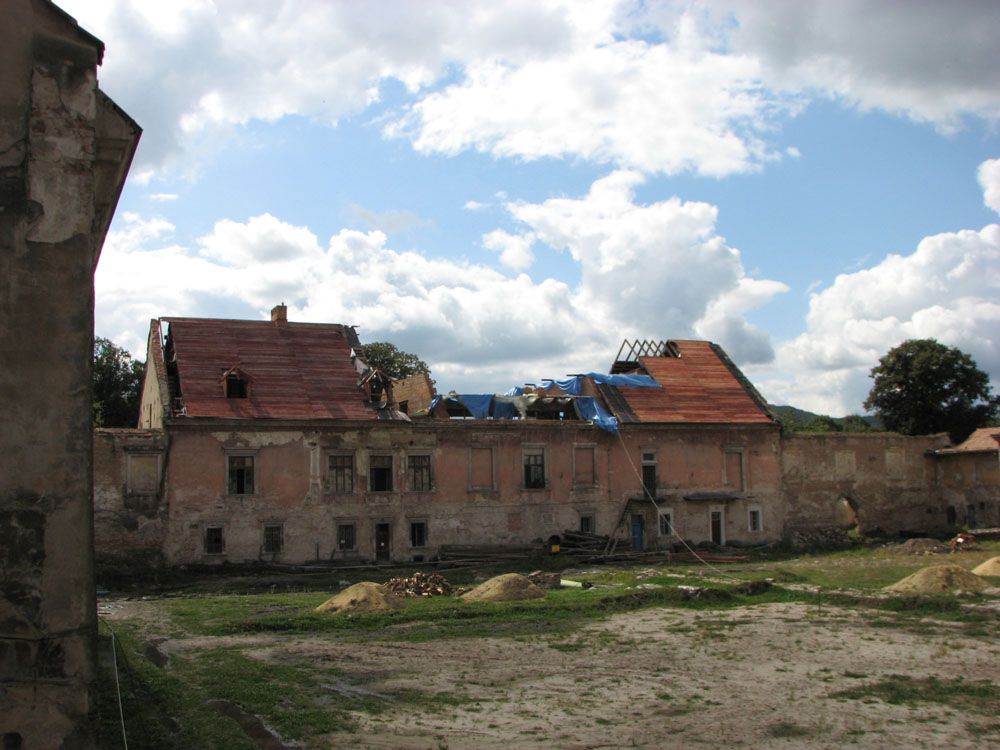
Жовква, замок Яна ІІІ Собеського